# Достопримечательности Ла-Рошели
Достопримечательности Ла-Рошели — средневековые сооружения, башни, музеи и исторические места, расположенные на территории французского города Ла-Рошели.

## Описание

### Маяк
Маяк расположен на quai Valin на территории Старого порта.

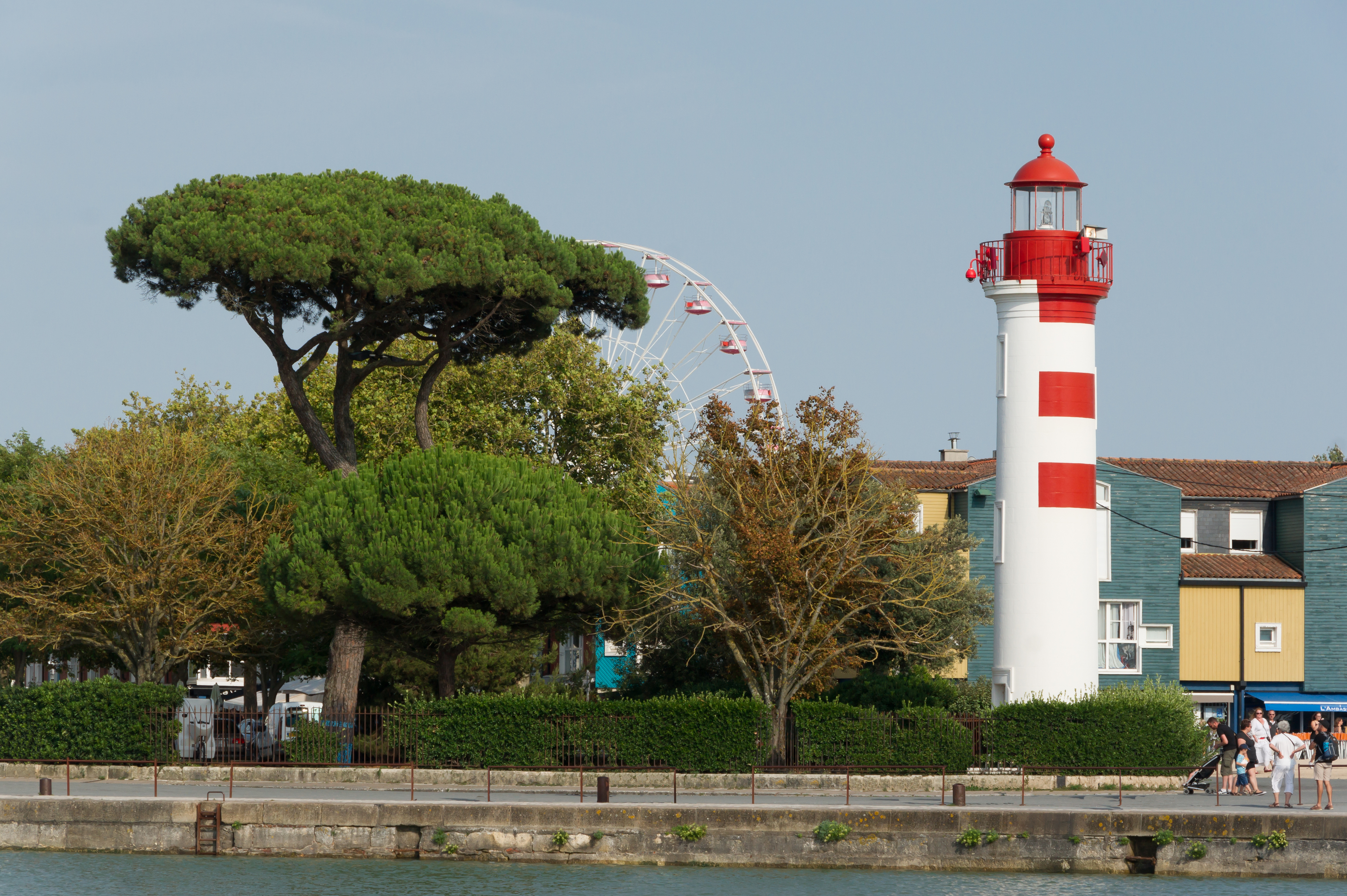
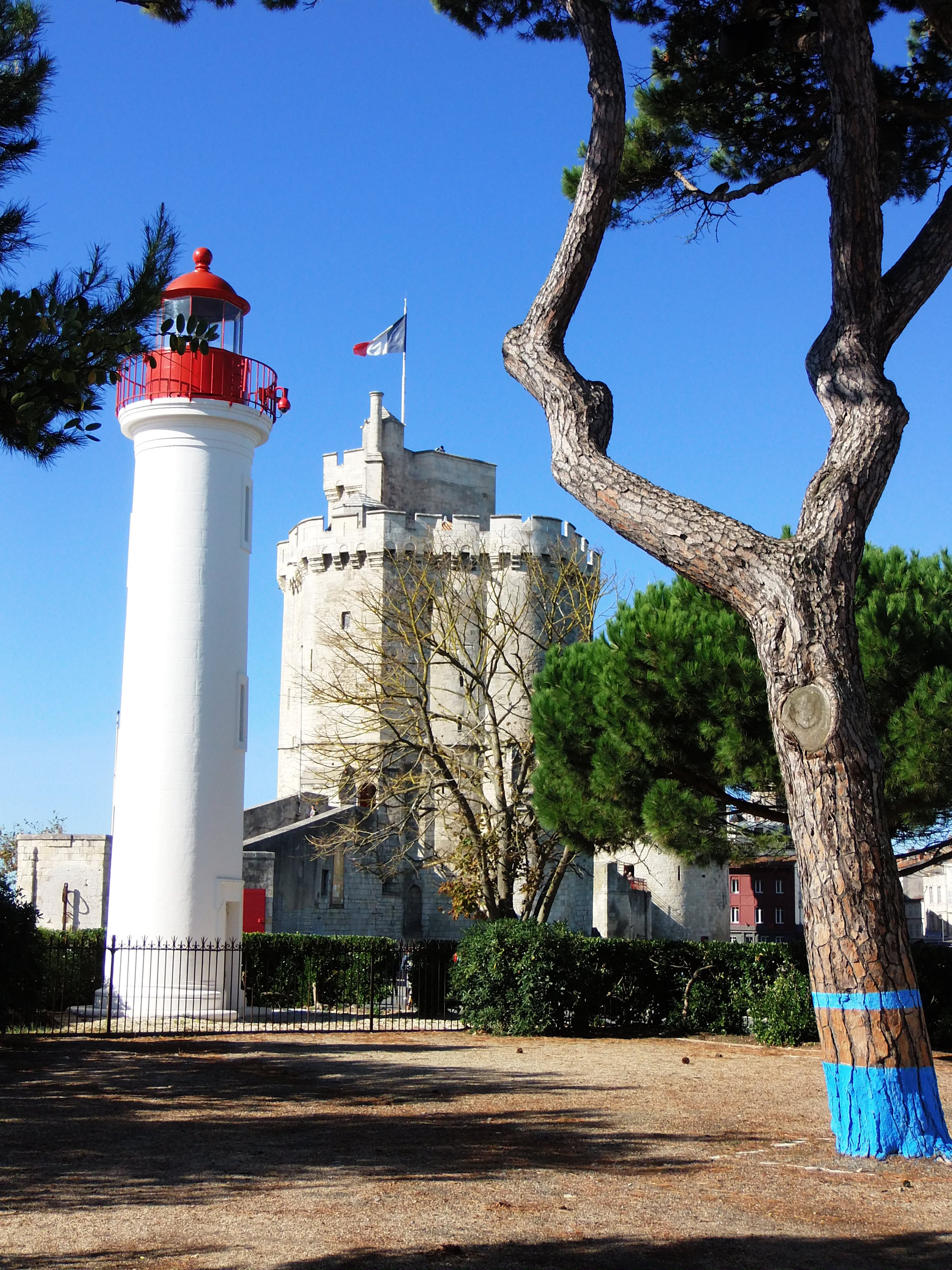
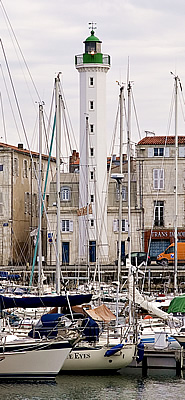
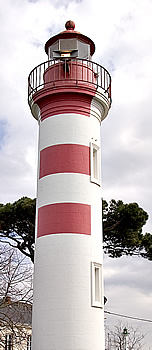
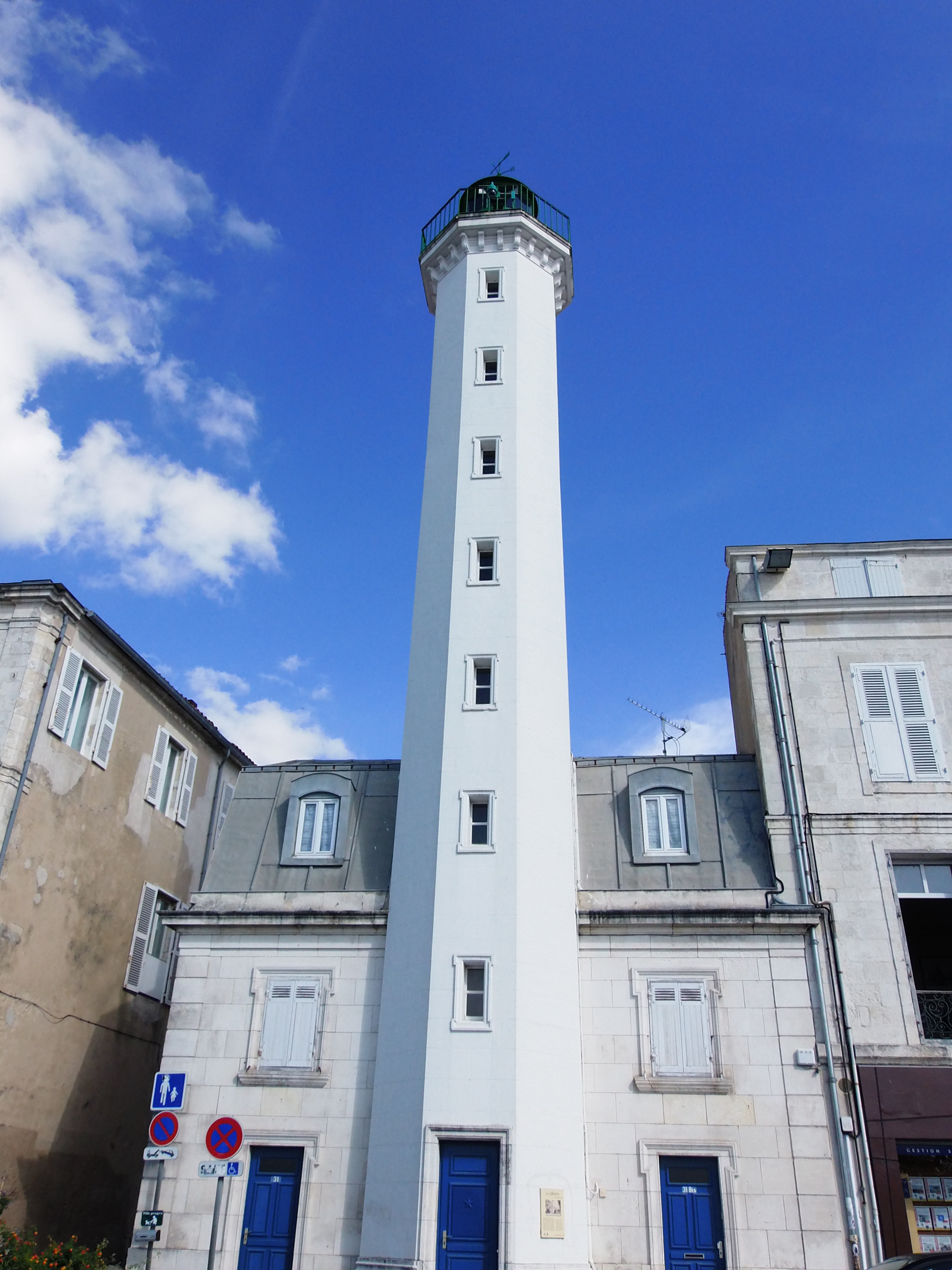
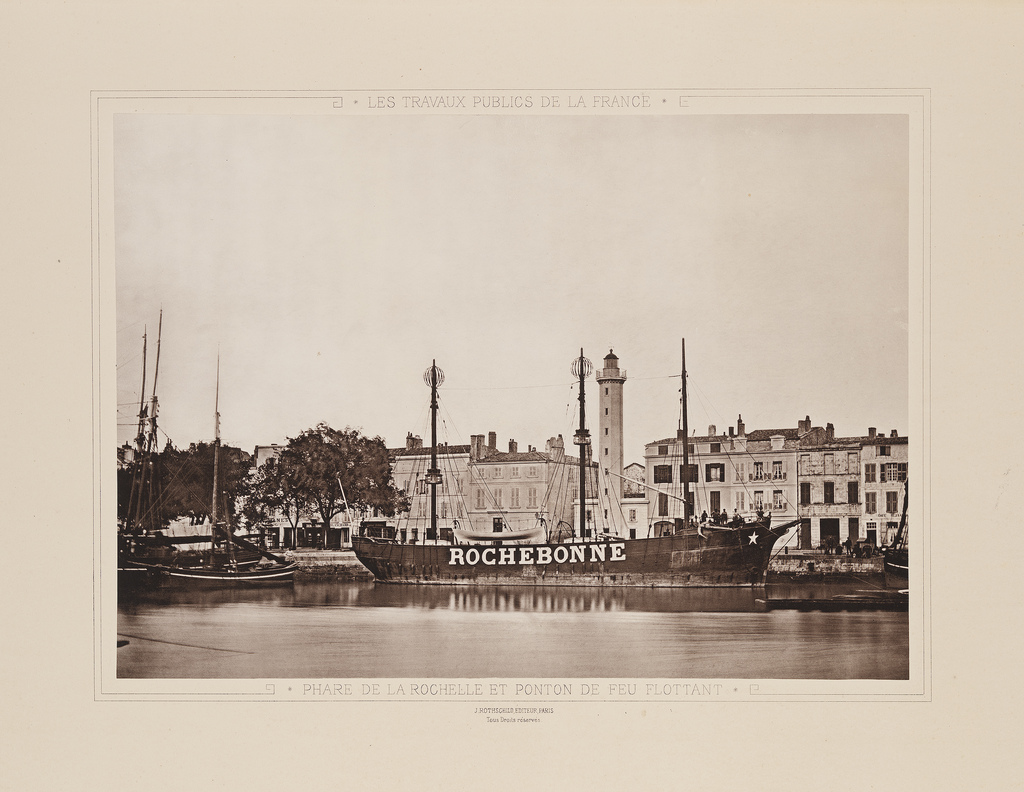

### Тур-де-ля-Шен
Тур-де-ля-Шен (фр. Tour de la Chaine), известная также как Цепная башня — одна из башен Старого порта, расположенная на его западной стороне. Была построена для защиты порта в XIV веке. На первом этаже башни расположена небольшая выставка, тематика которой была посвящена местной протестантской общине. На крыше башни расположена смотровая площадка.

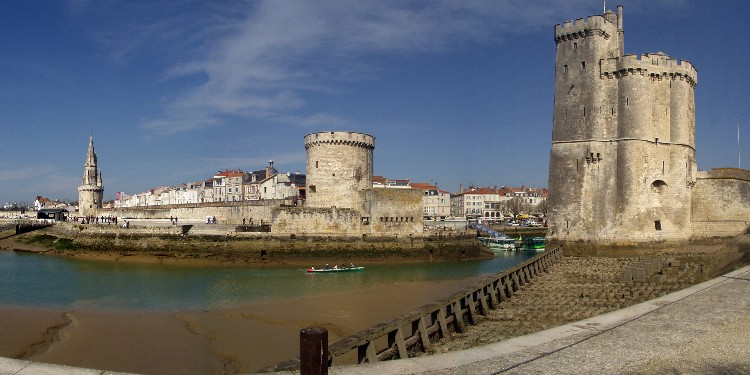
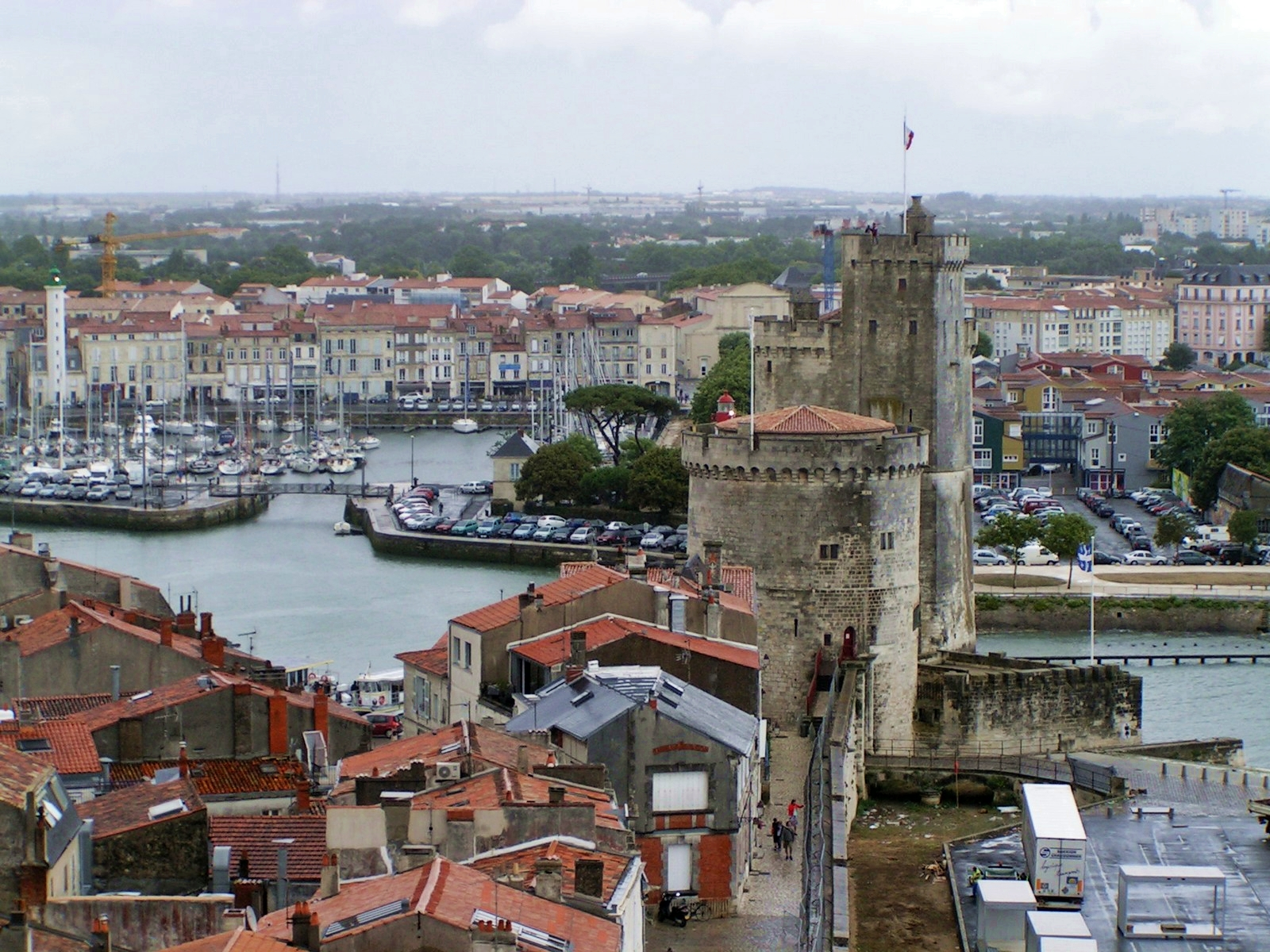
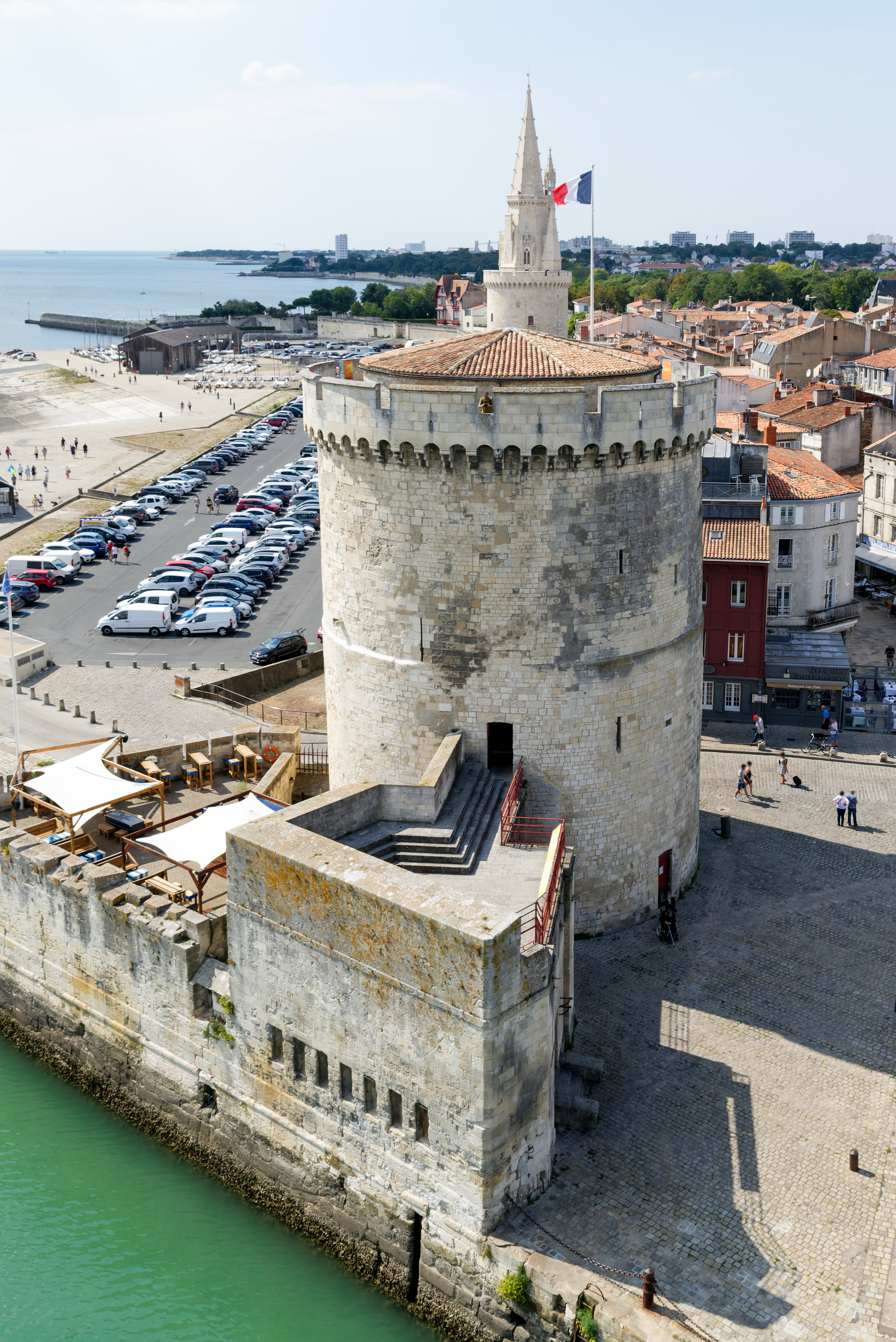
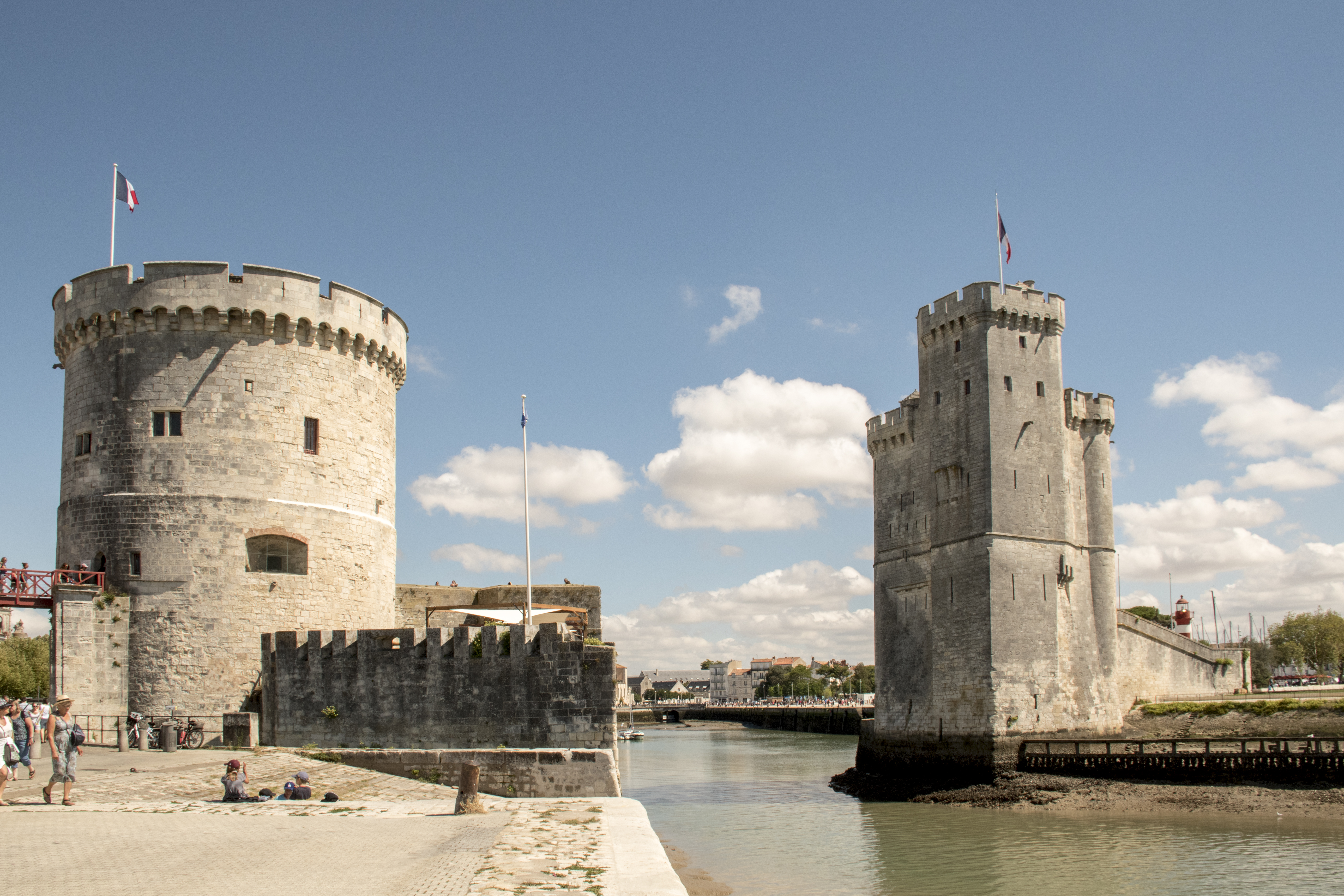
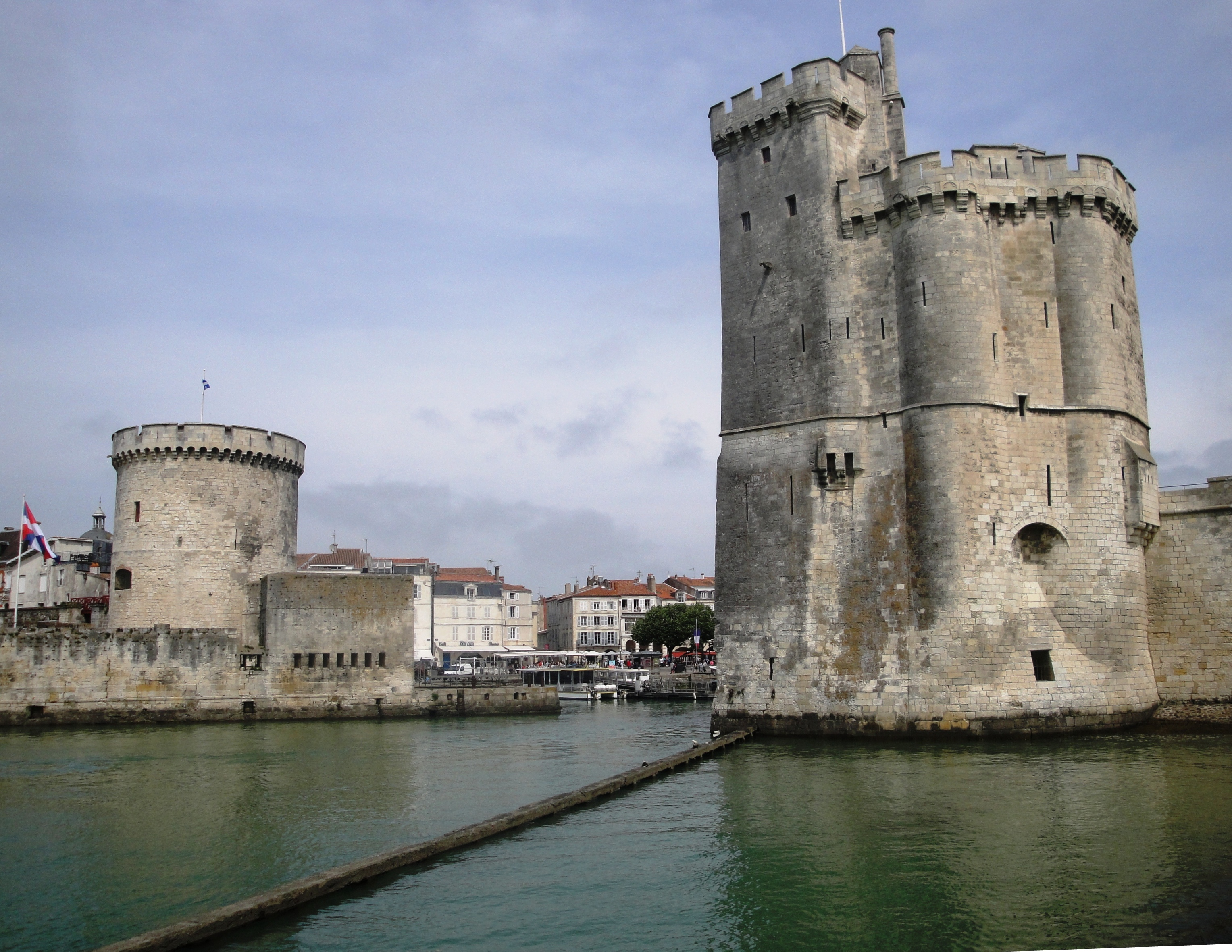
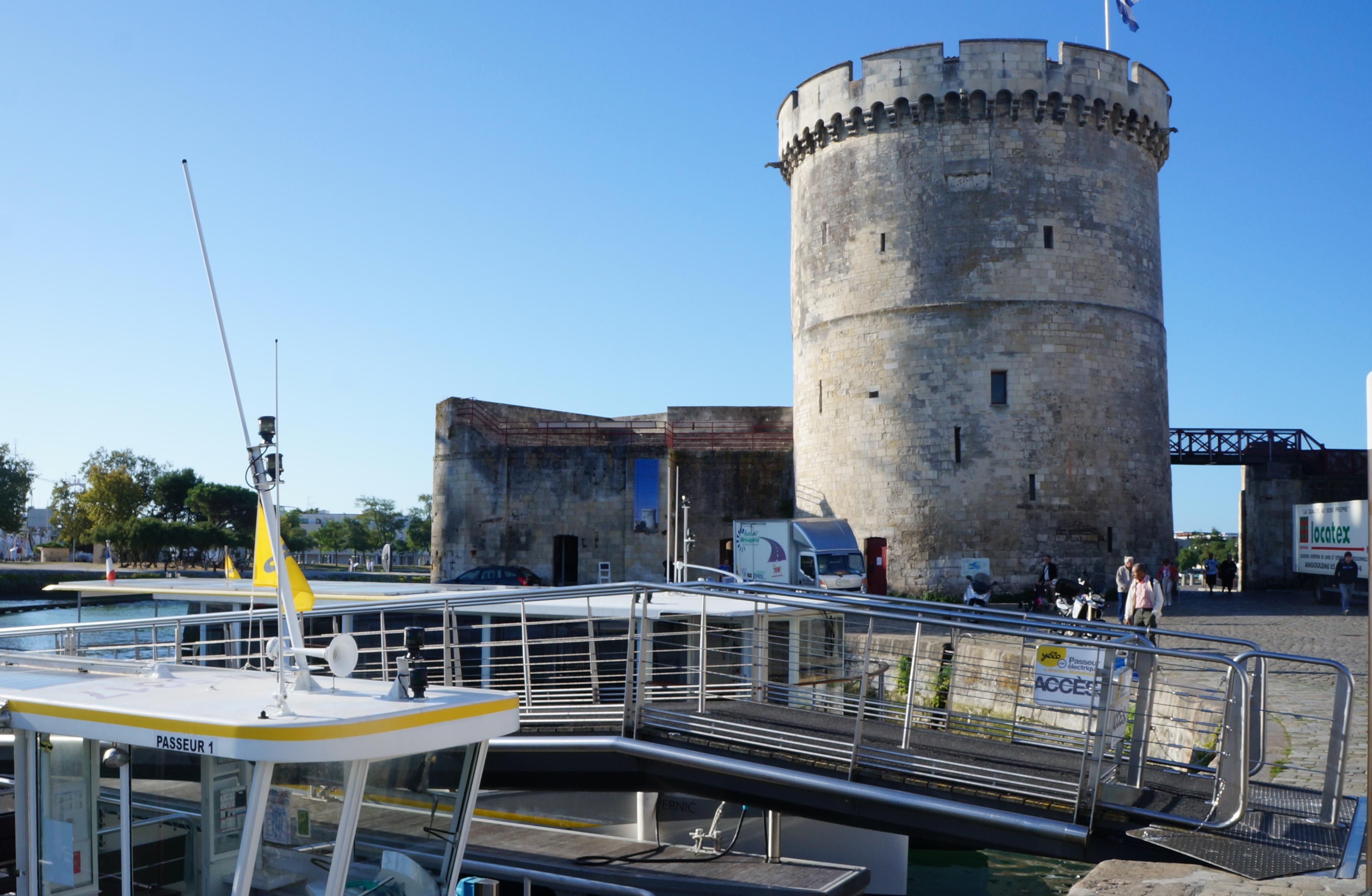

### Тур-Сен-Николя
Тур-Сен-Николя (фр. Tour St-Nicolas) — башня, расположенная на восточной стороне Старого порта. Была специально построена для защиты территории в XIV веке. Когда была вероятность любой опасности, между башней Тур-де-ля-Шен и Тур-Сен-Николя натягивались цепи, которыми перекрывался вход в порт. Башня Тур-Сен-Николя — пятигранная. На нее можно подняться. Строение отличается мощными стенами, из-за которых его часто называют крепостью.

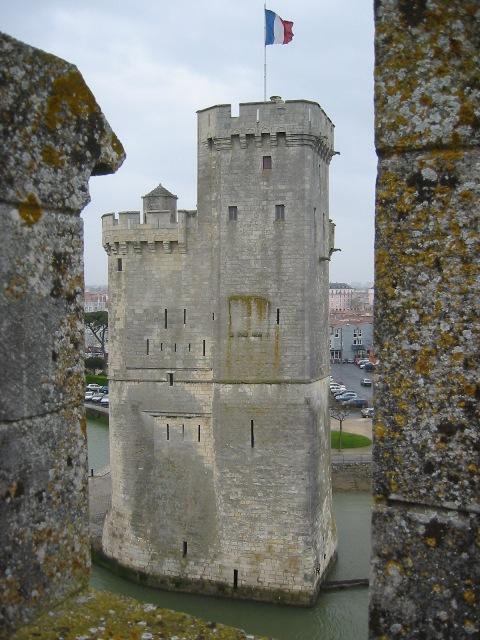
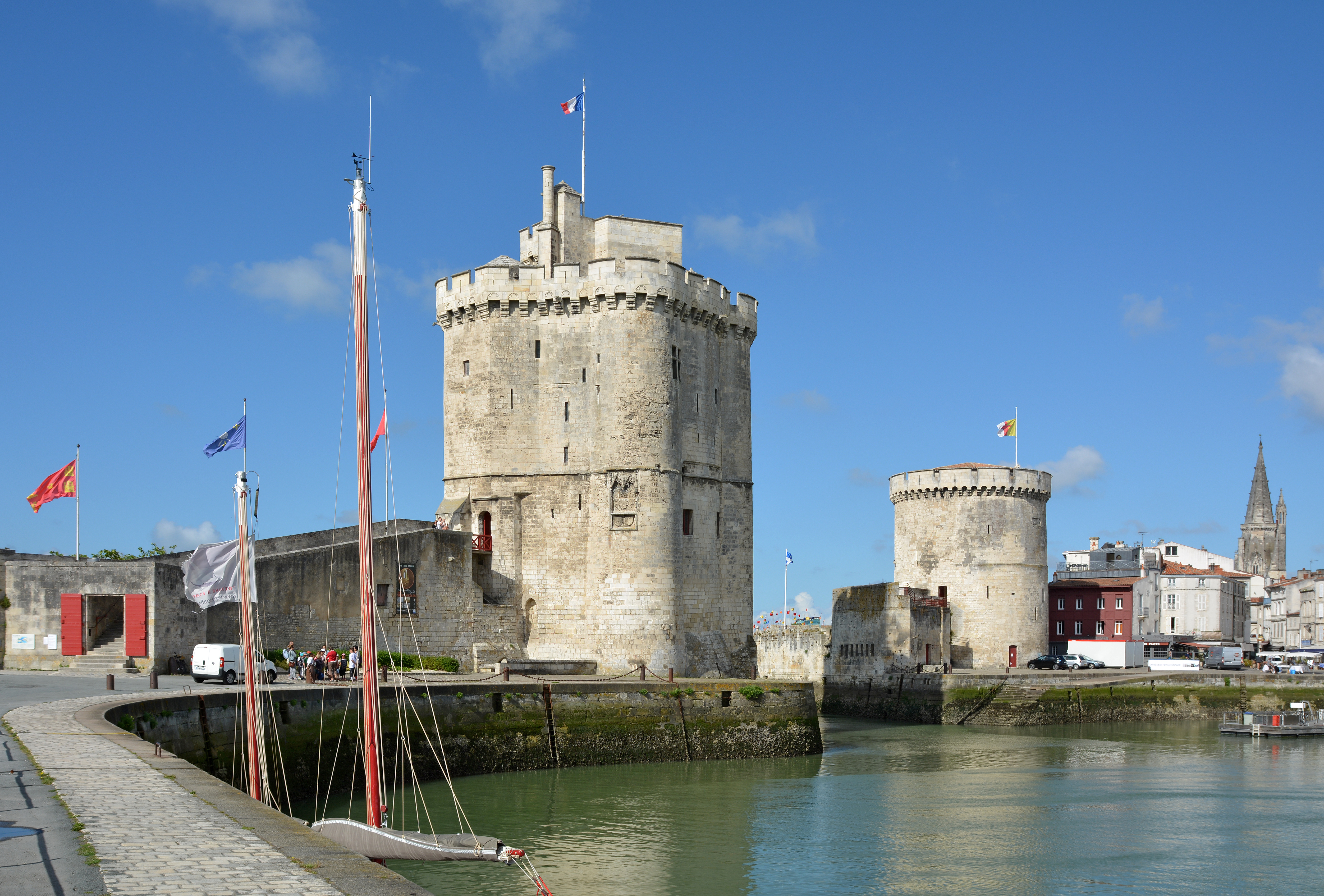
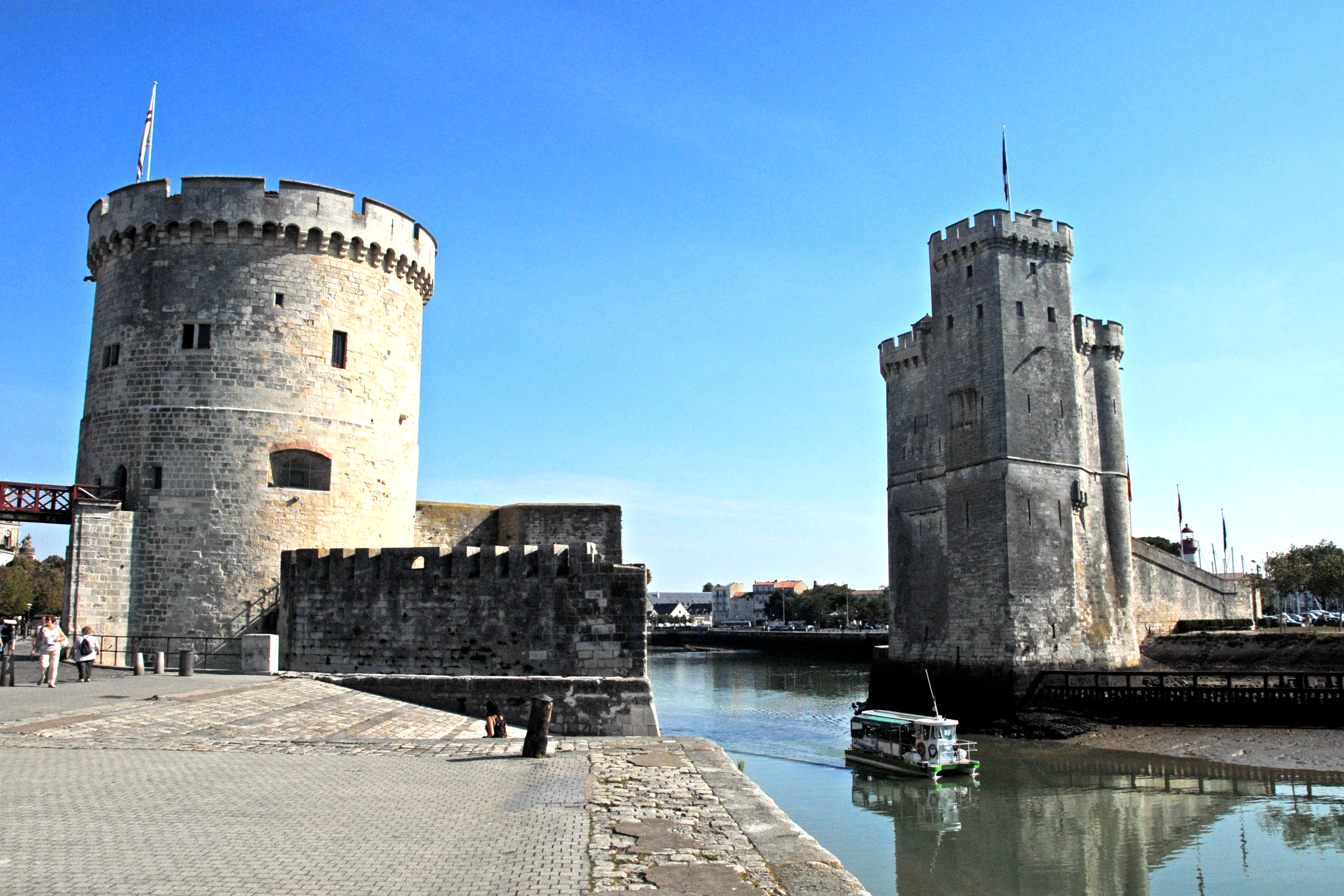
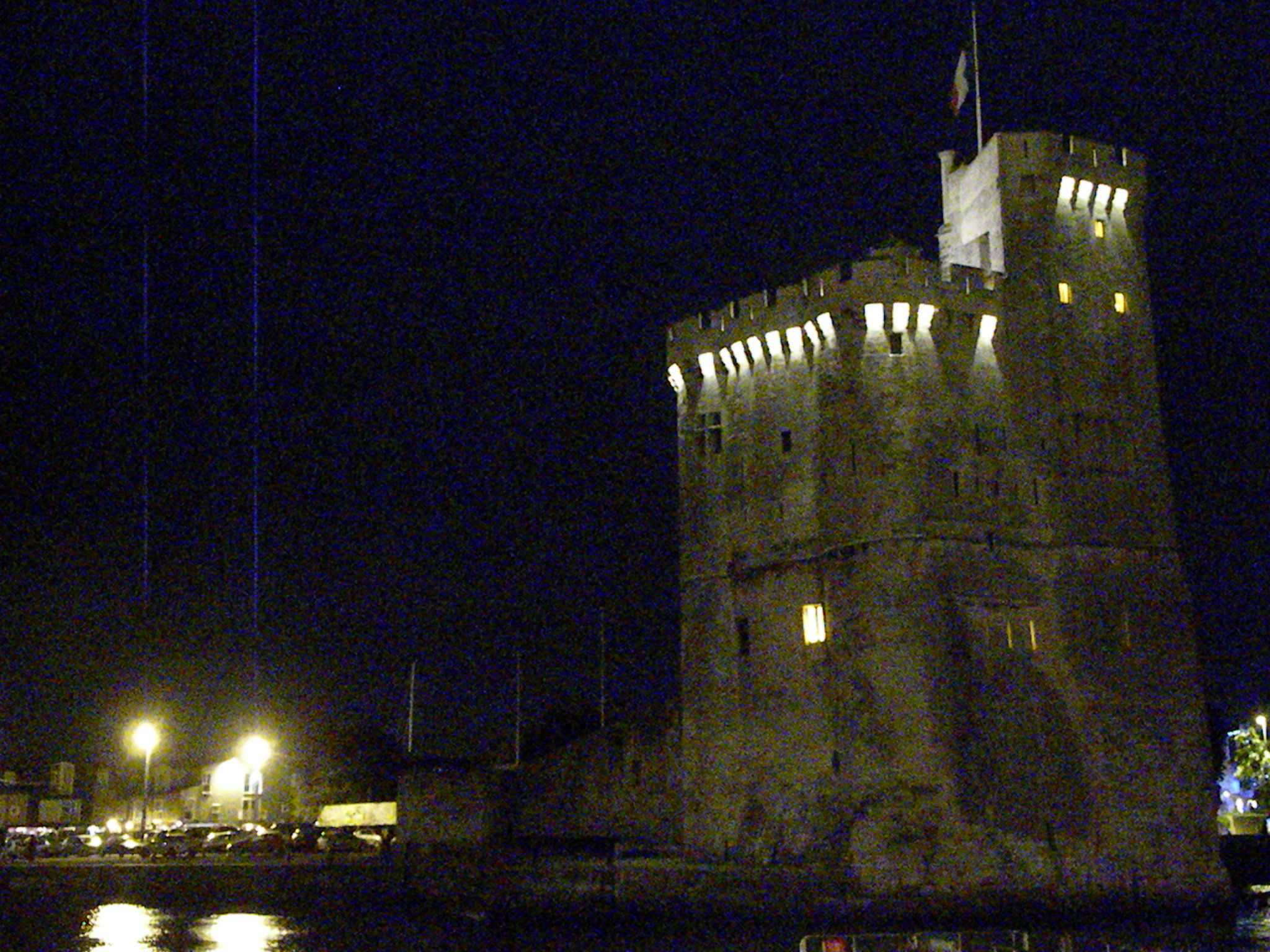
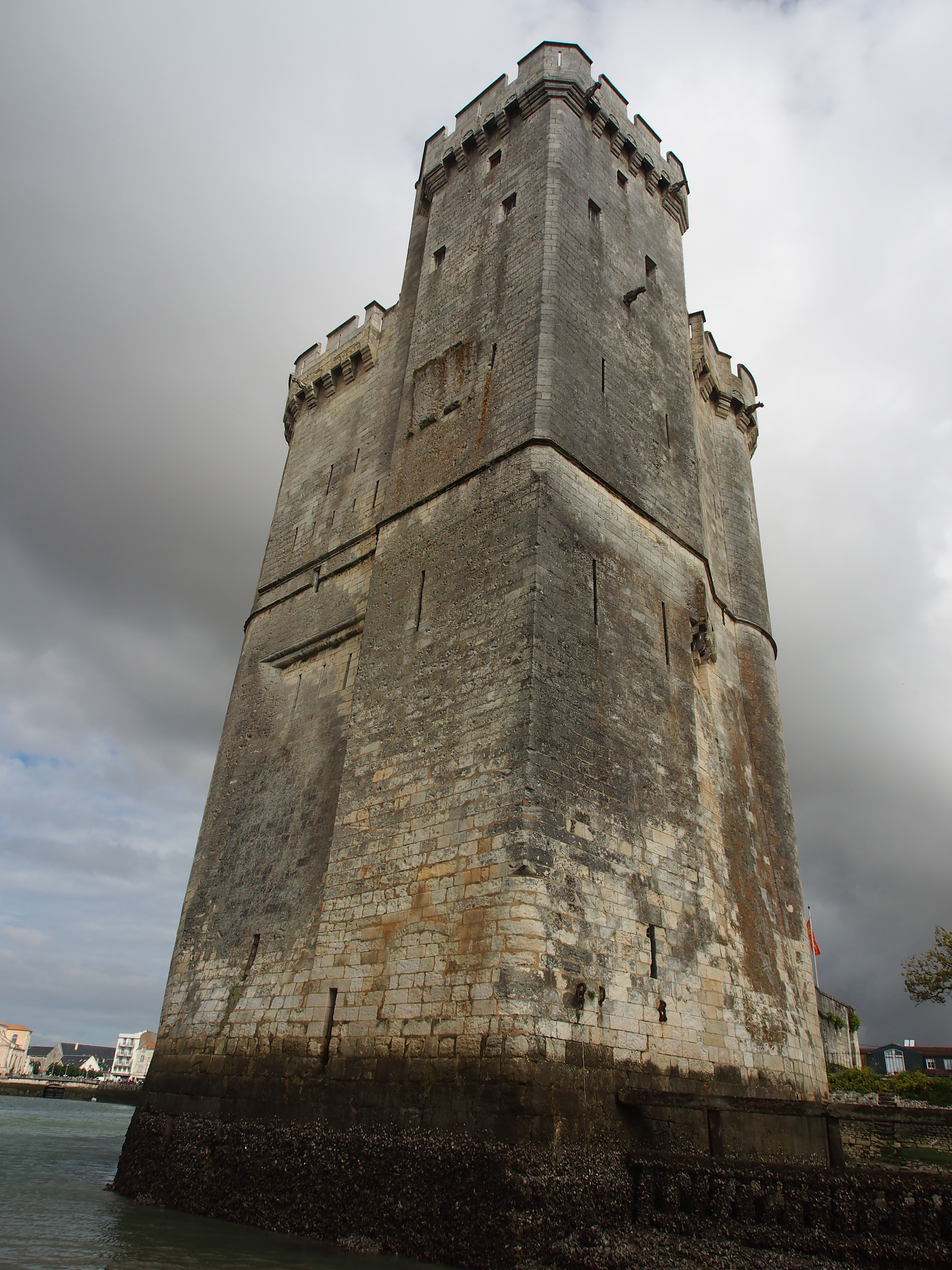
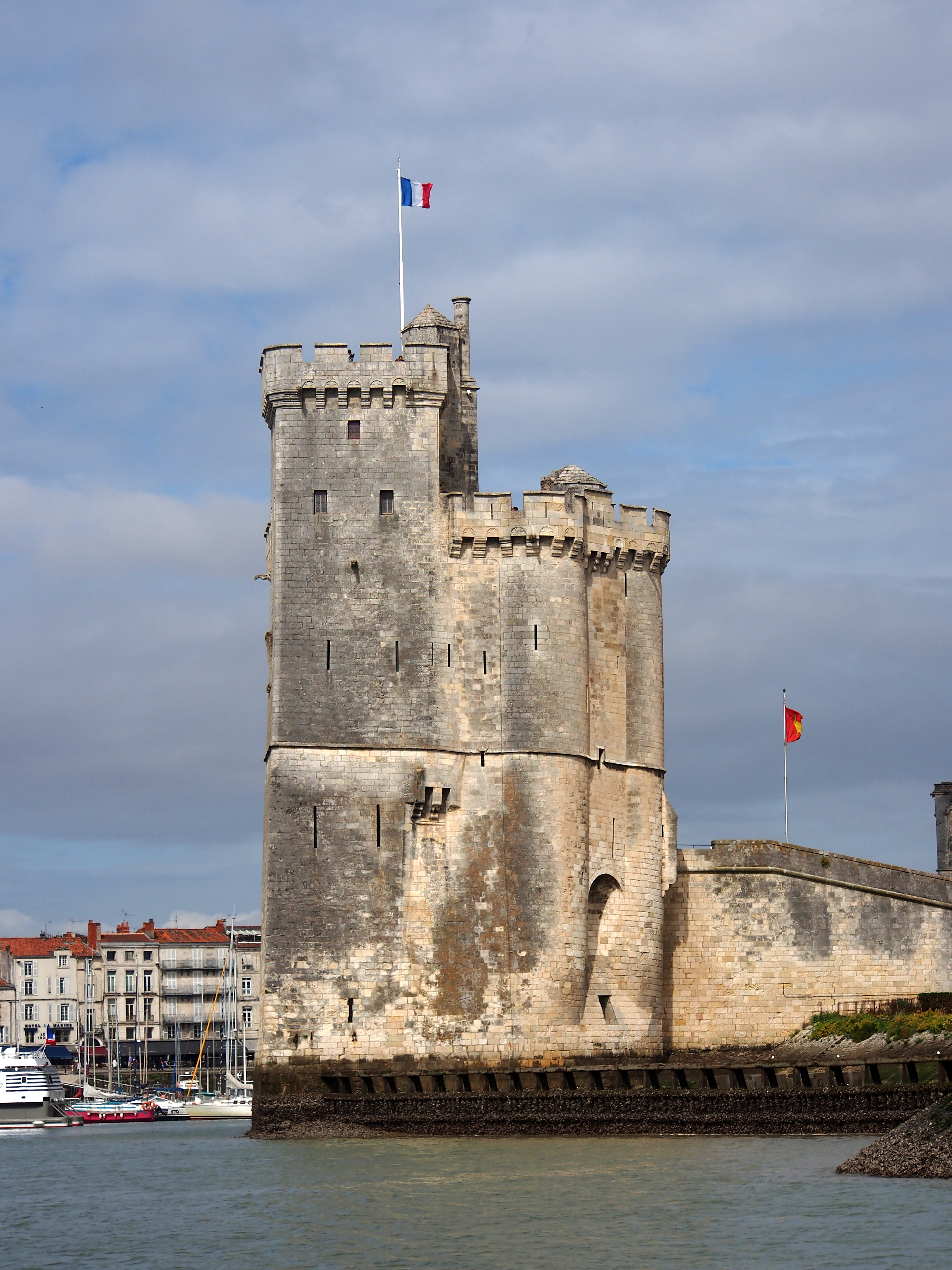

### Тур-де-ля-Лантерн
Башня Тур-де-ля-Лантерн (фр. Tour de la Lanterne) или Фонарная башня, которую также называют башней Четырех сержантов (фр. Tour des Quatre Sergents). Башня была построена в XV веке. Между ней и башней Тур-де-ля-Шен расположена крепостная стена. В 1822 году на территории этой башни казнили четырех сержантов, которые намеревались свергнуть монархию, которая была недавно восстановлена. На стенах башни до сих пор можно увидеть надписи, которые были сделаны заключенными английскими пиратами. Надписи датируются XVII веком.

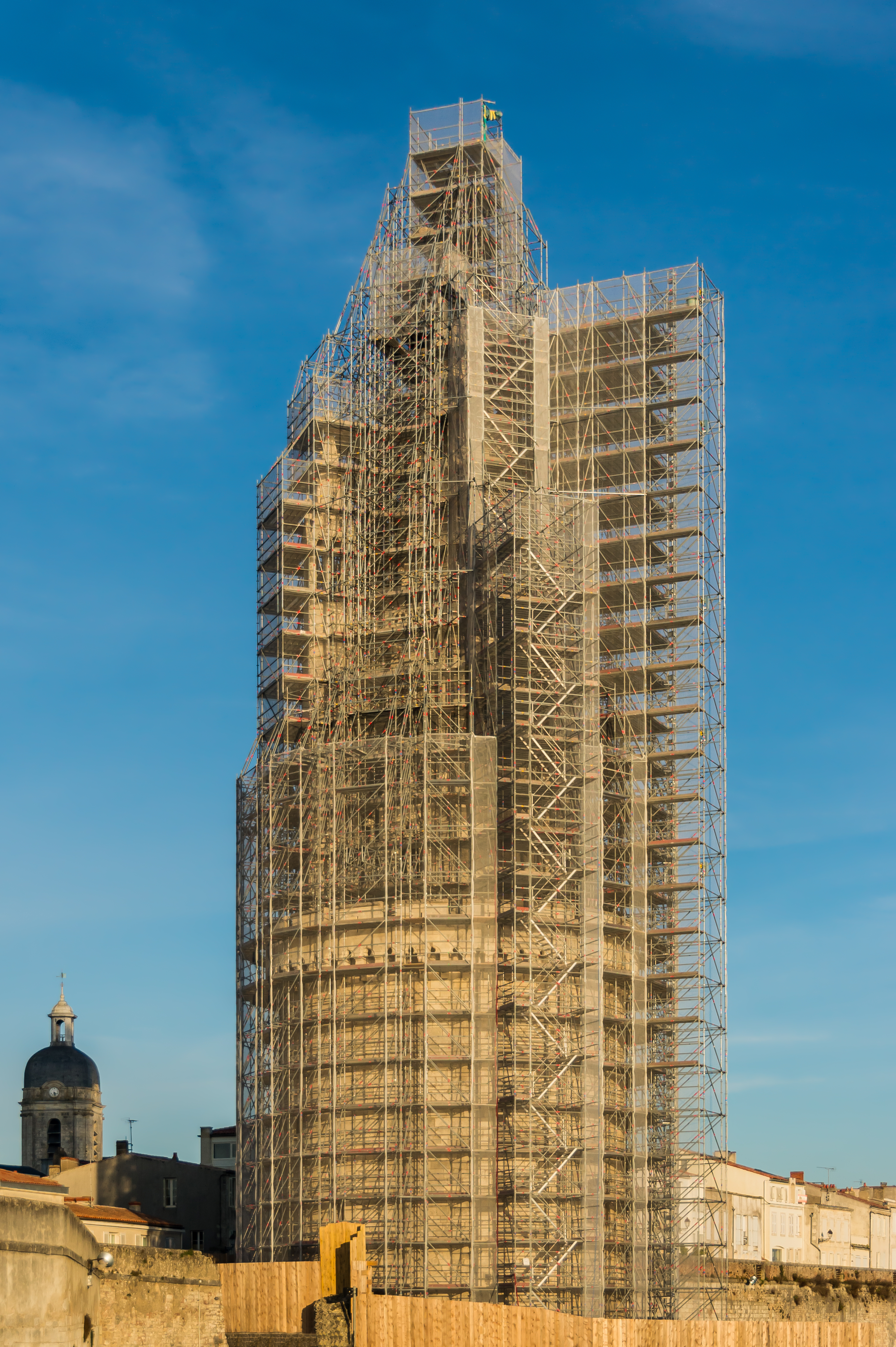
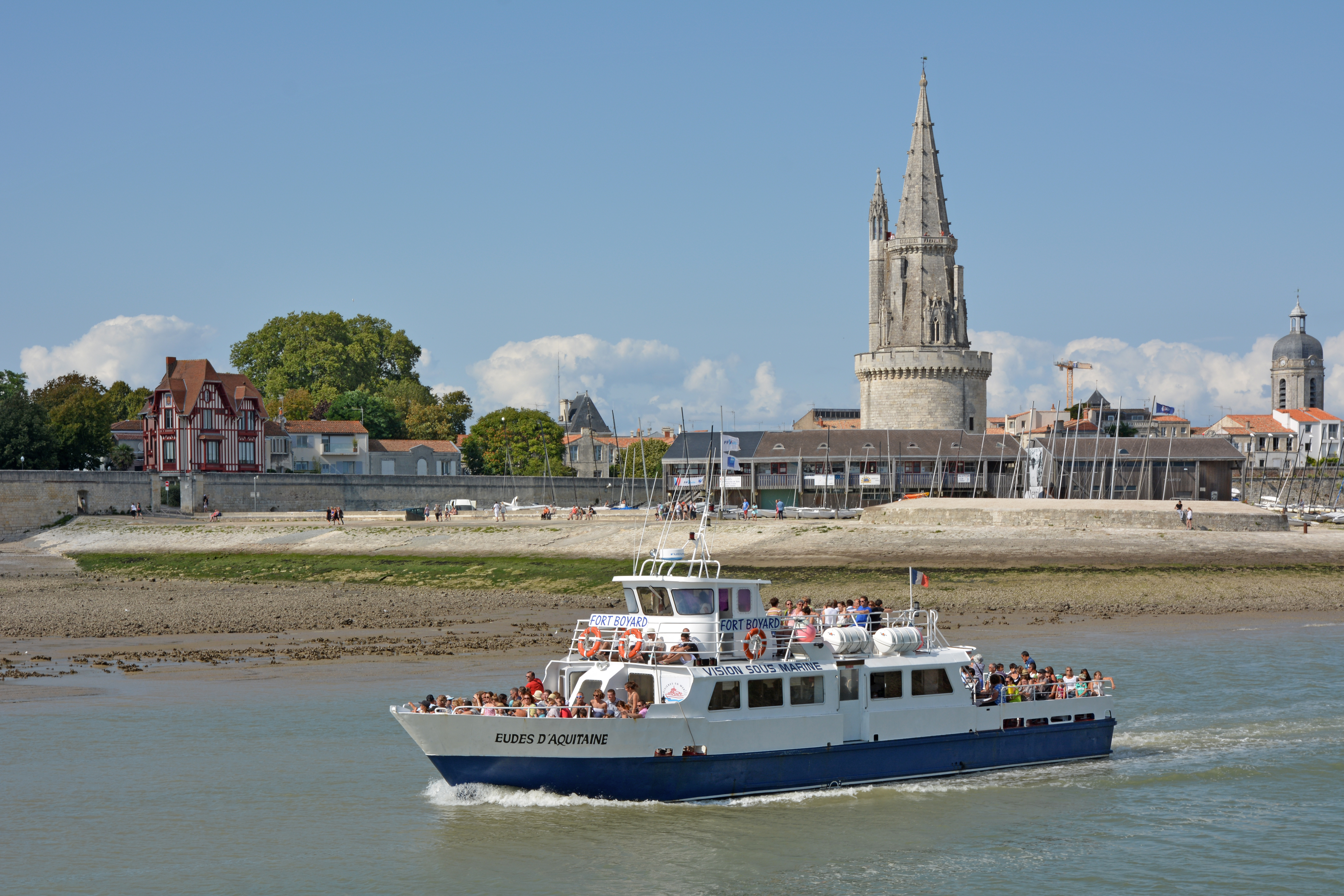
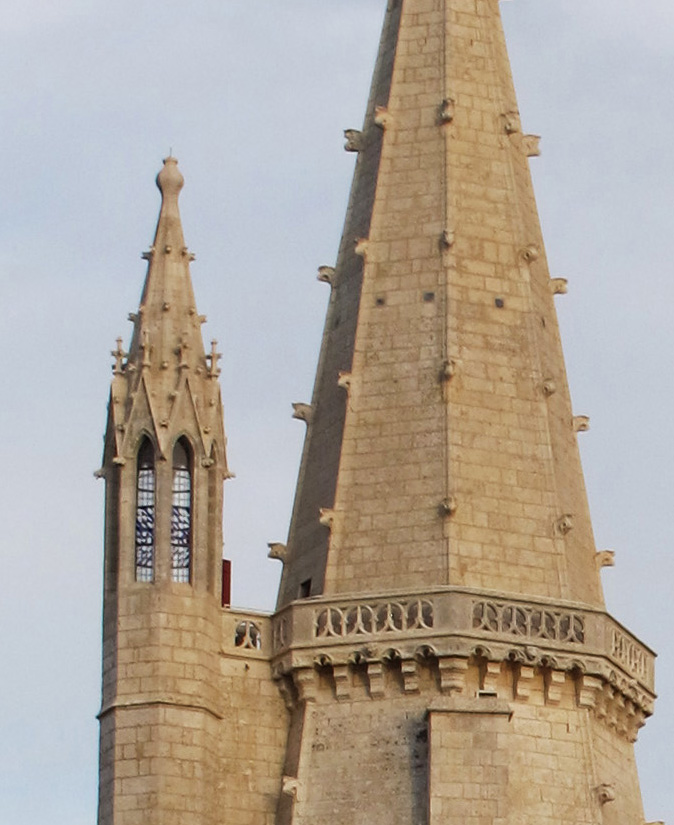
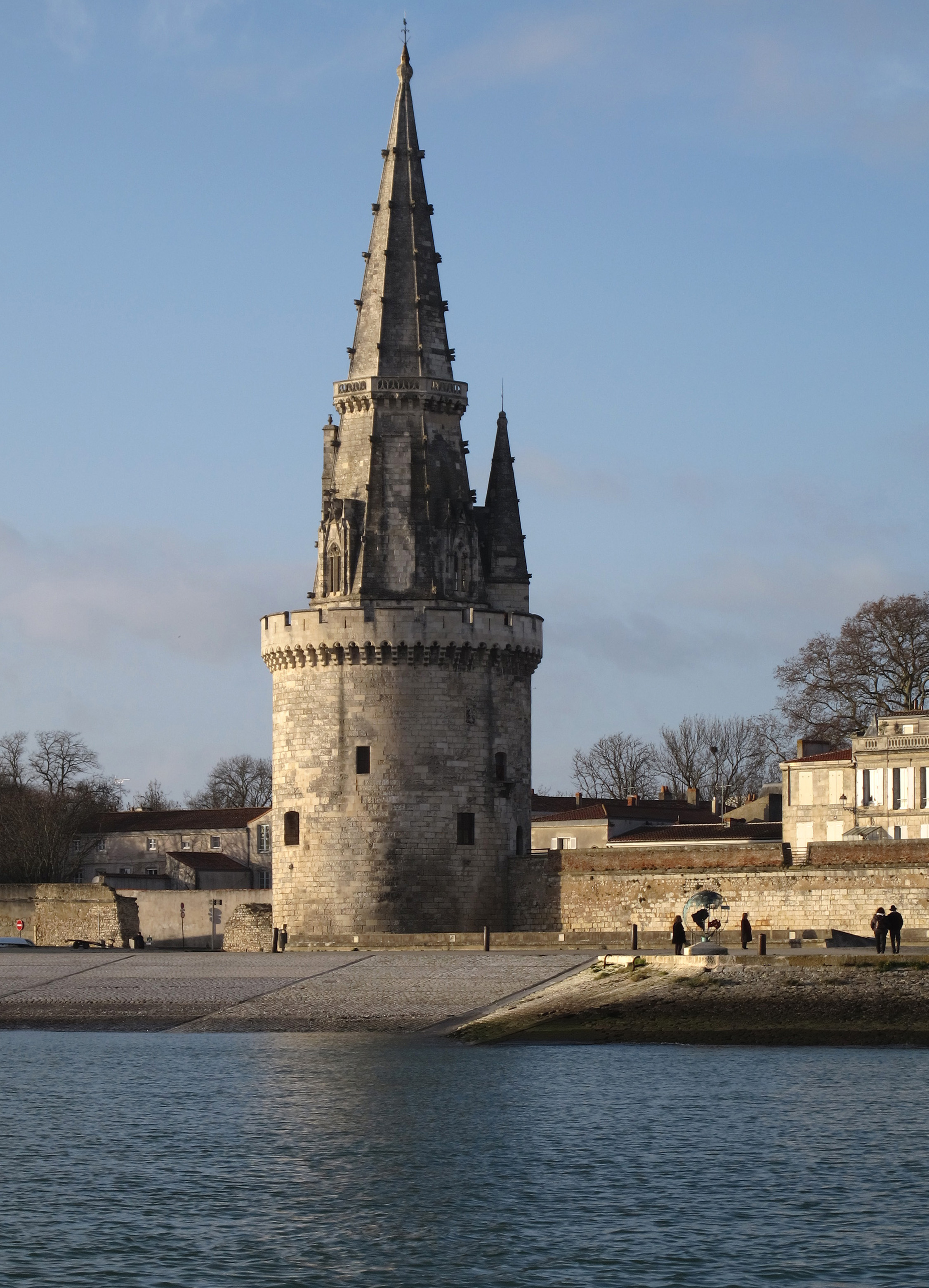
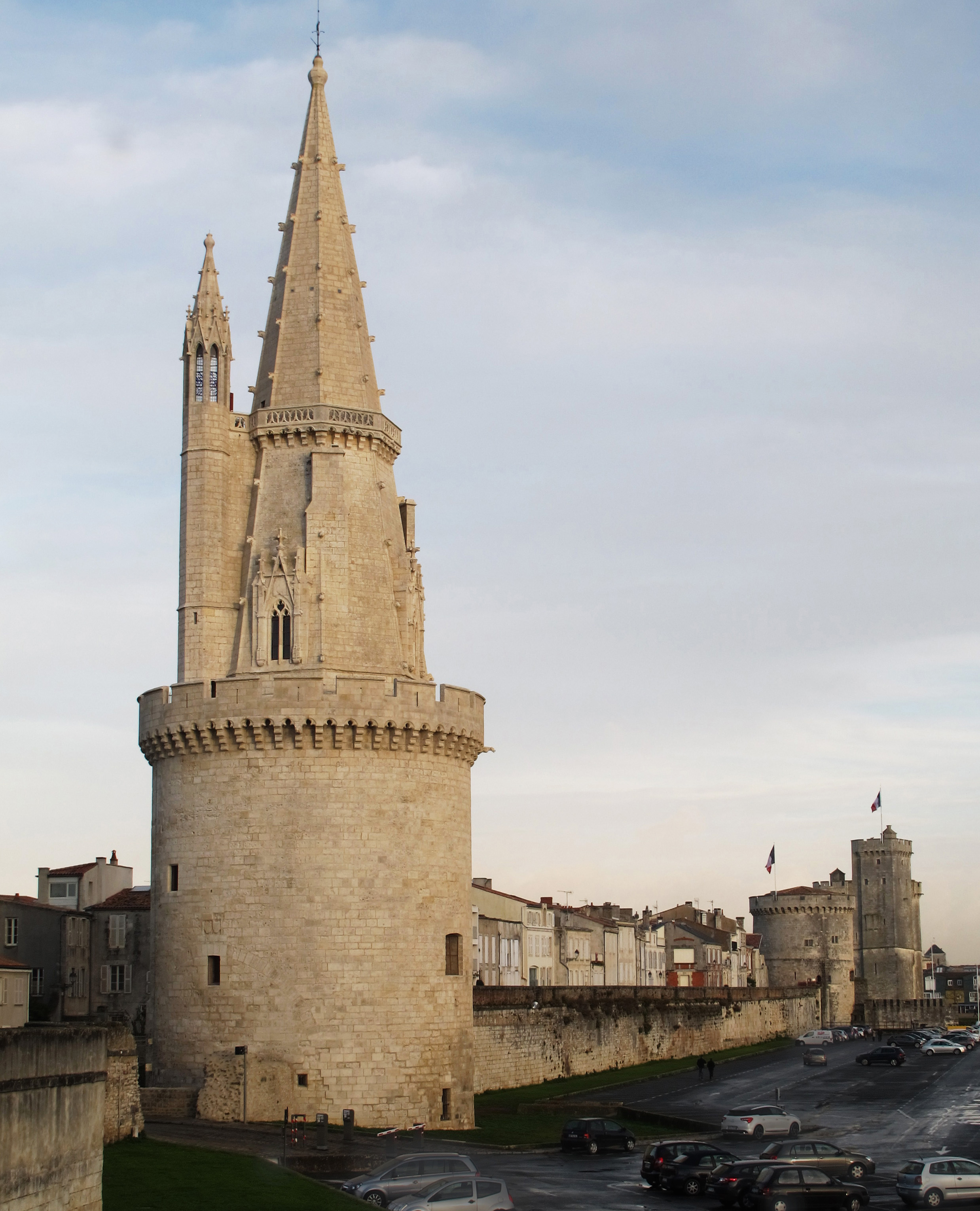
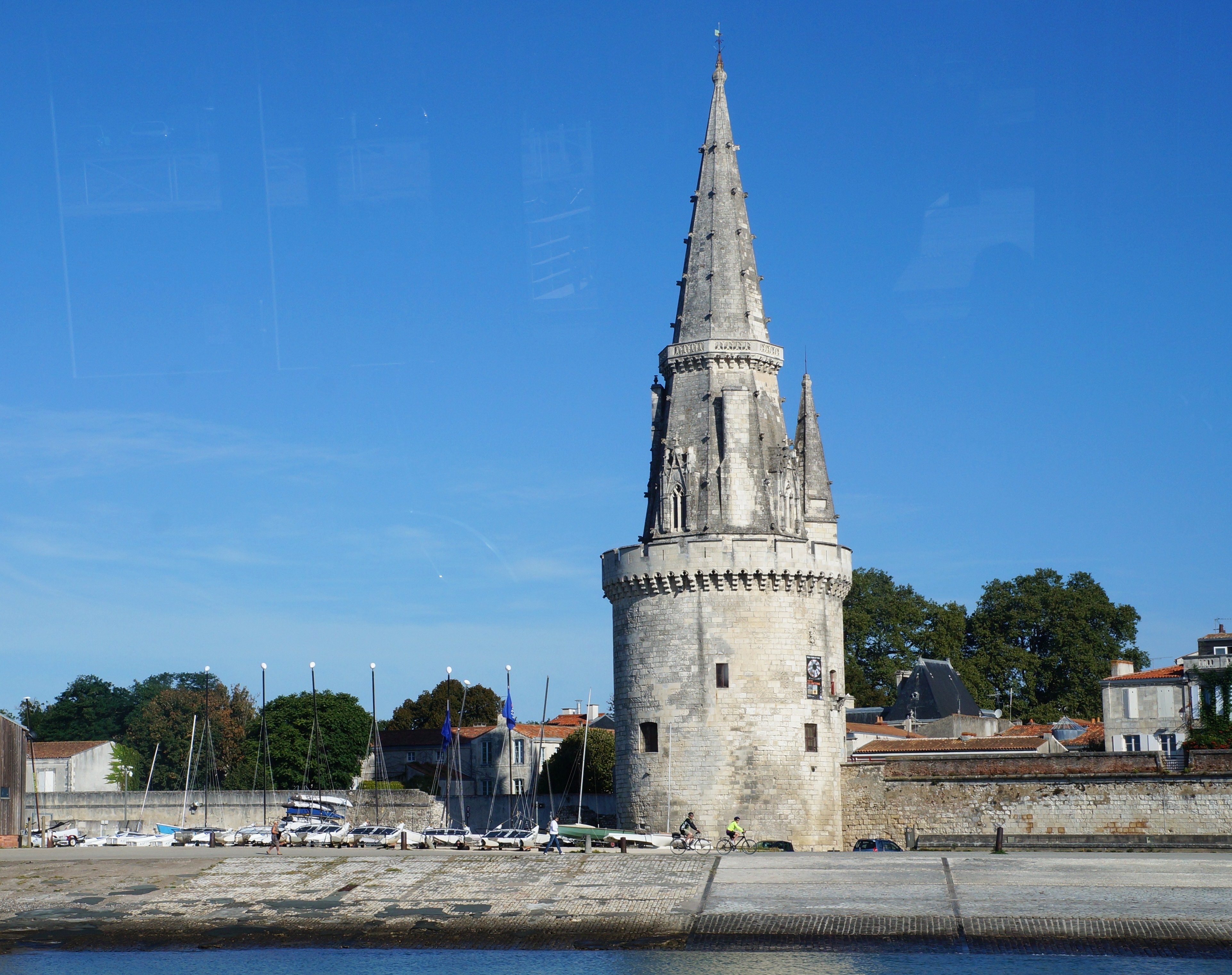

### Тур-де-ля-Грос-Орлож
Тур-де-ля-Грос-Орлож (фр. Tour de la Grosse-Horloge) — Башня с большими часами. Ее основание было построено в XIV веке, а верхняя часть пристроена в XVIII.

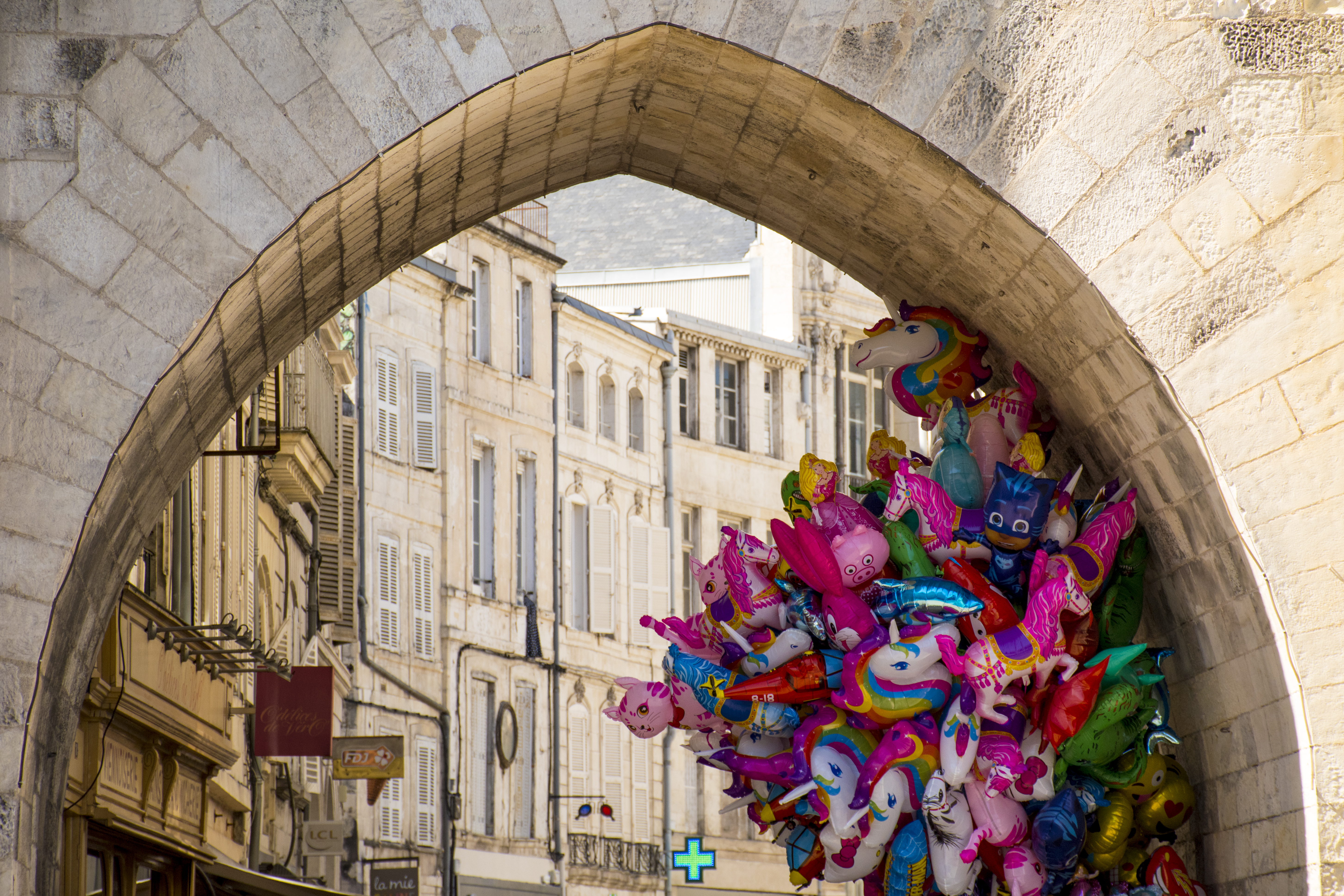
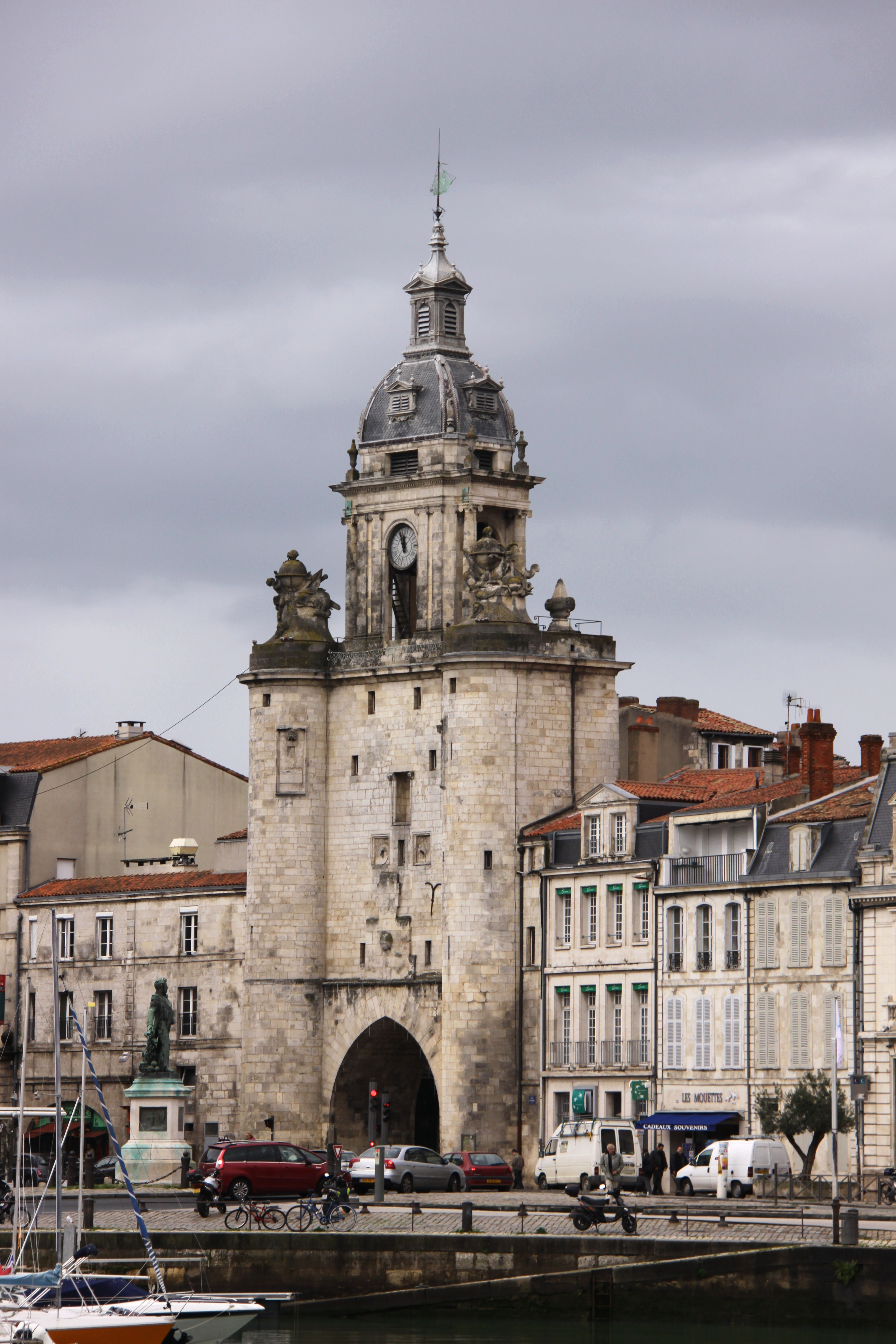
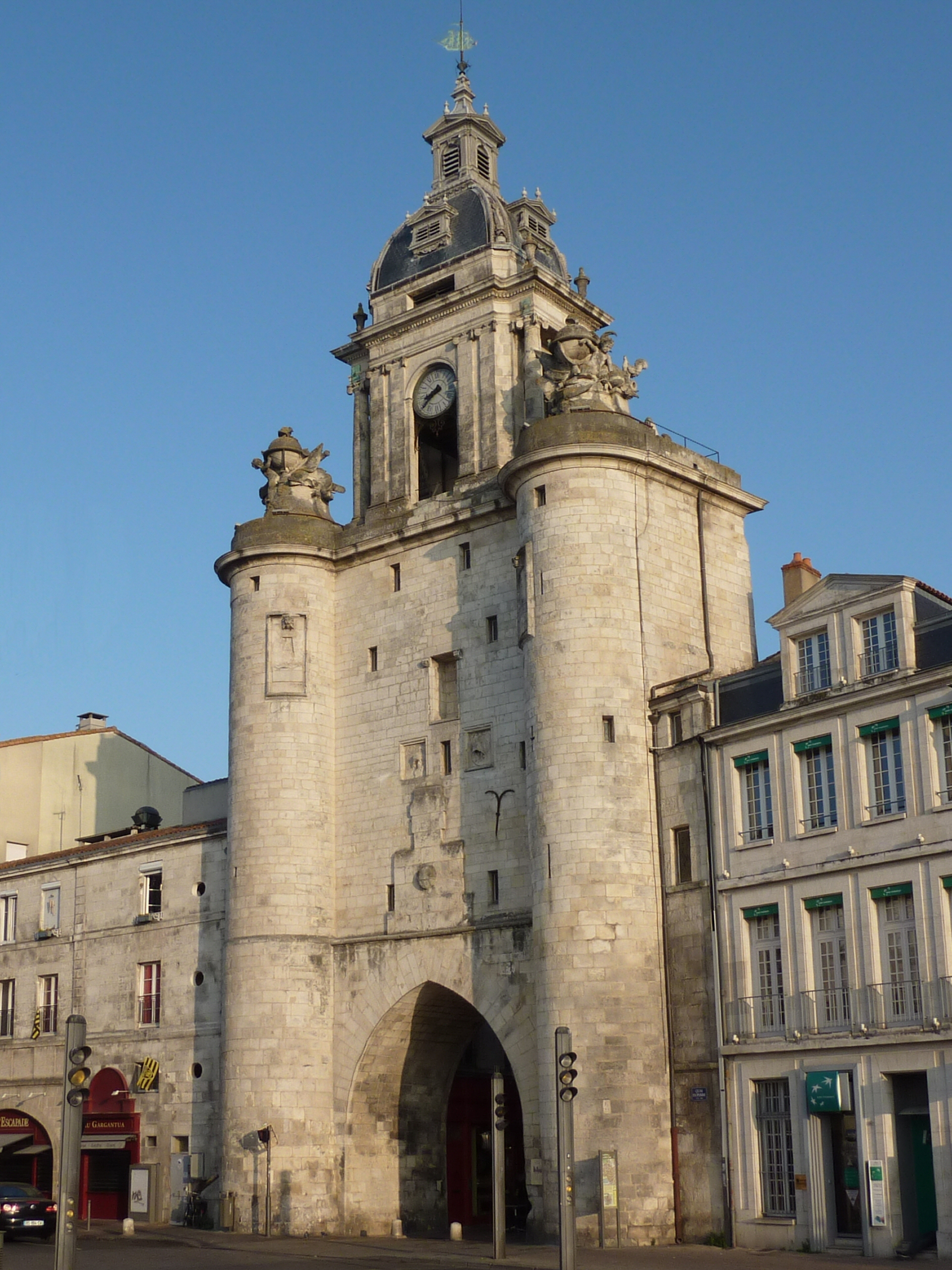
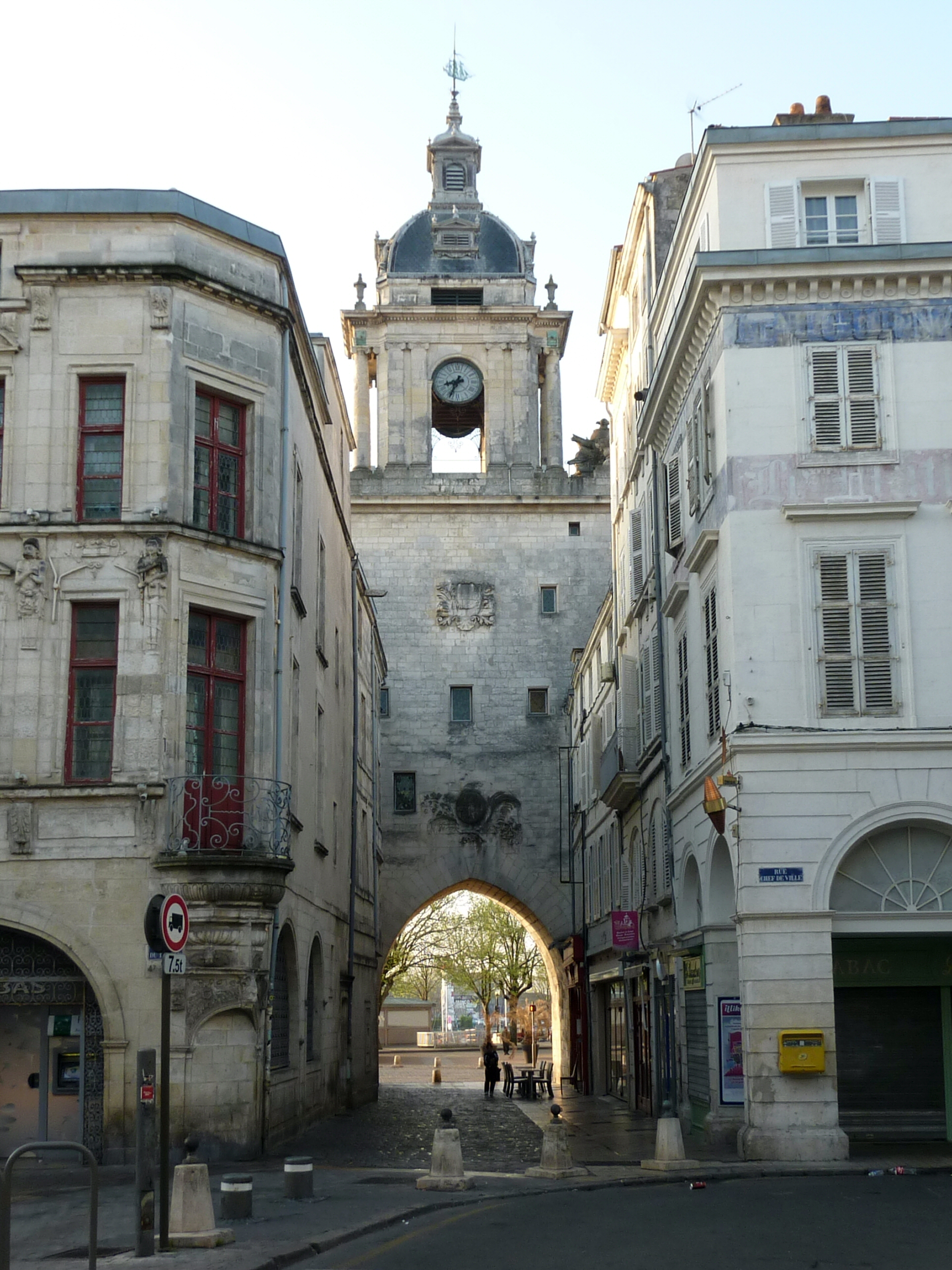
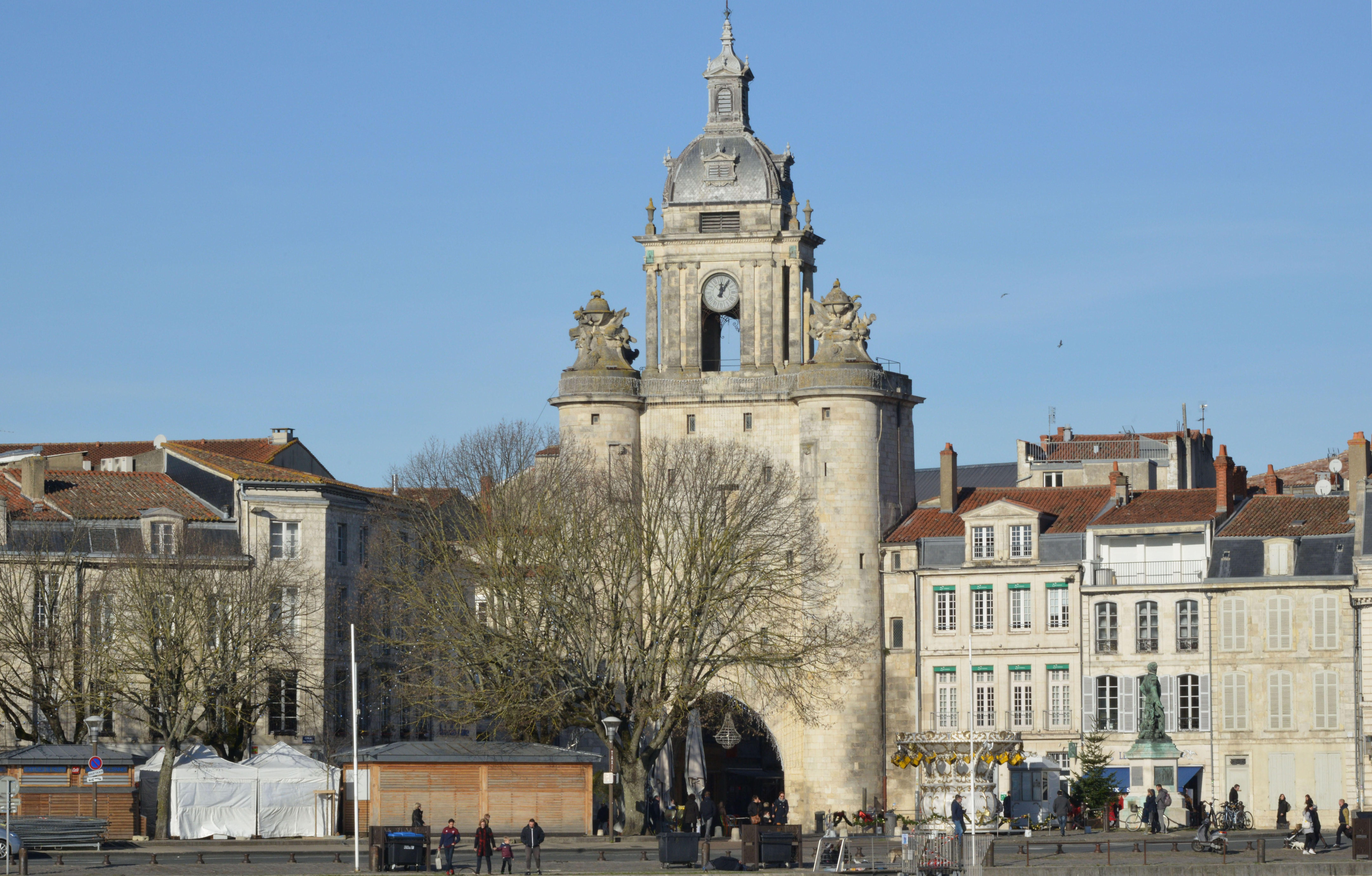
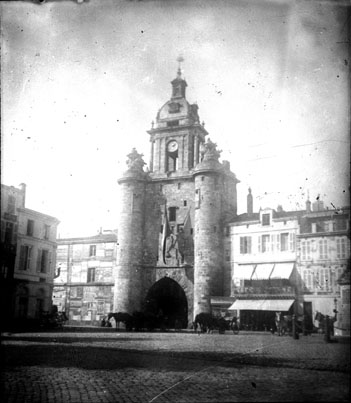

### Рю-дю-Пале
Рю-дю-Пале (фр. Rue du Palais) — главная торговая улица города Ла-Рошель.

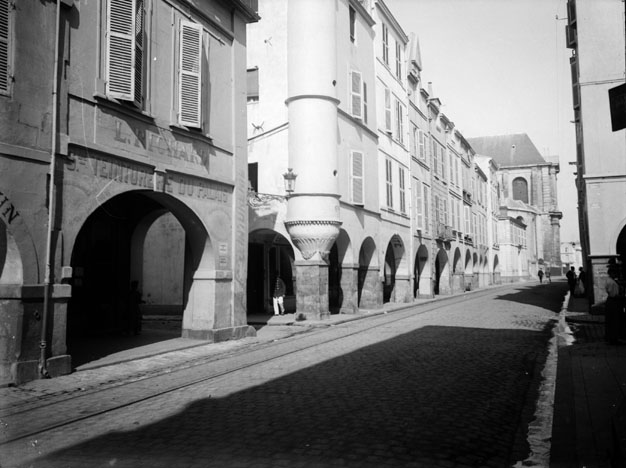
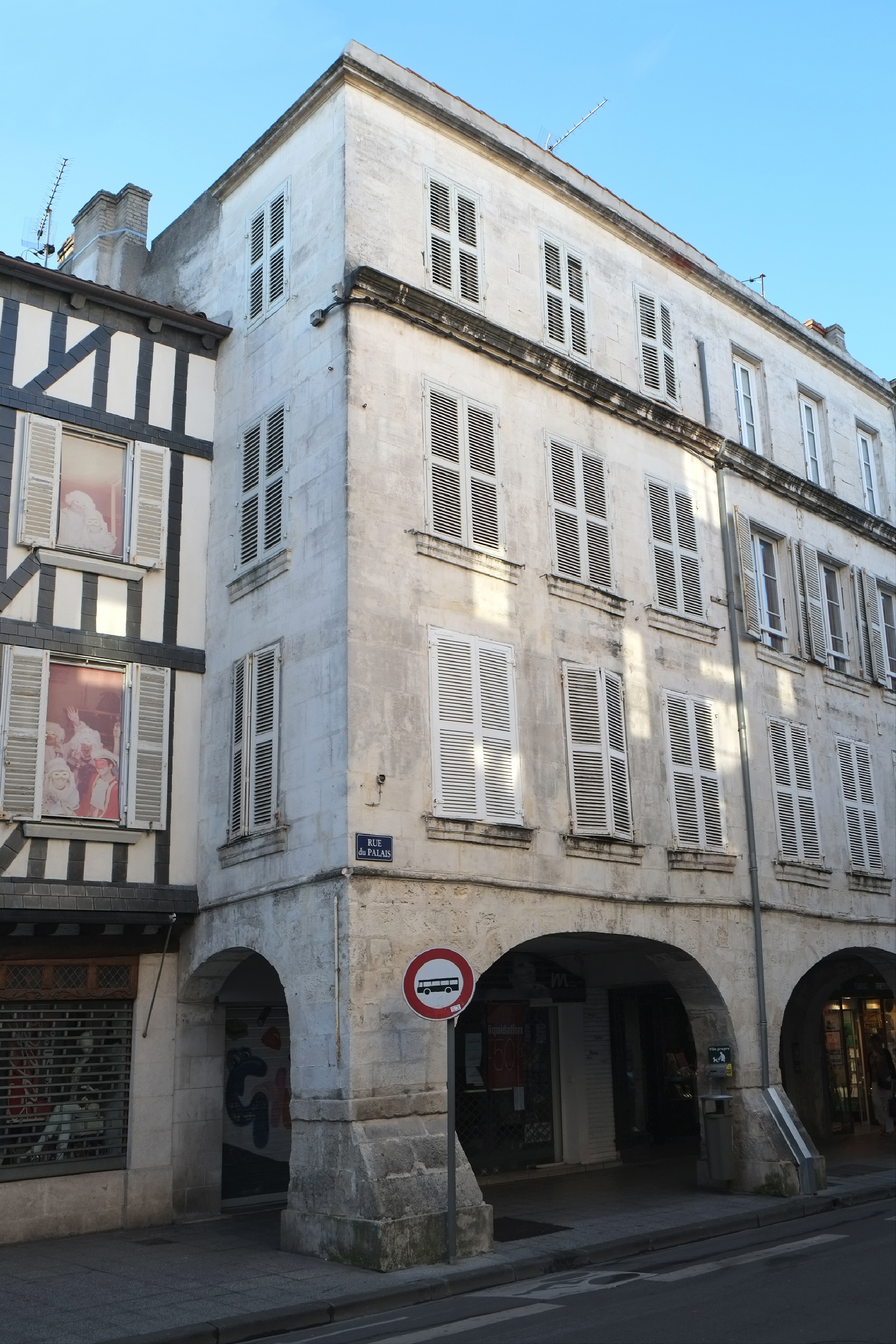
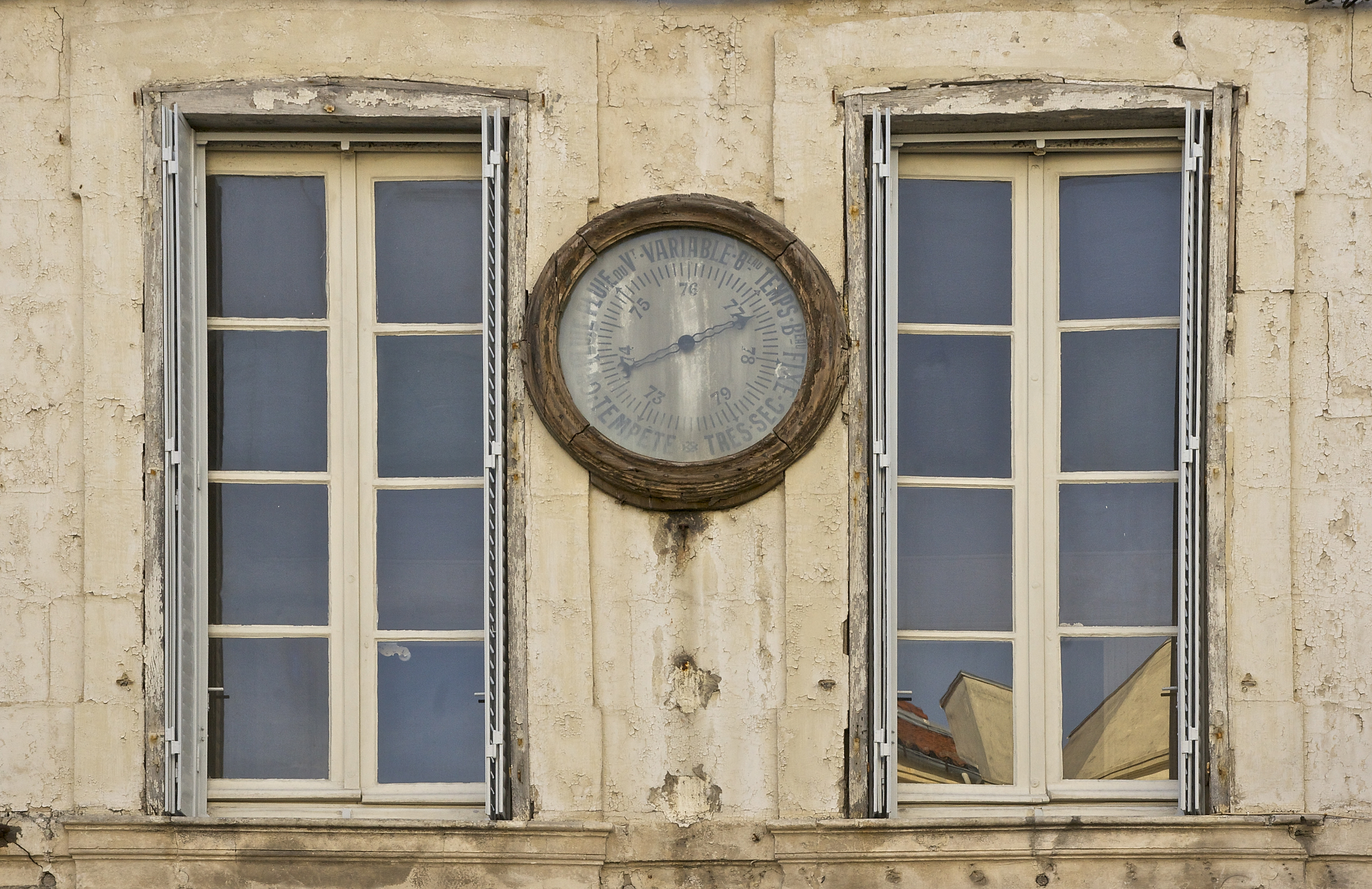
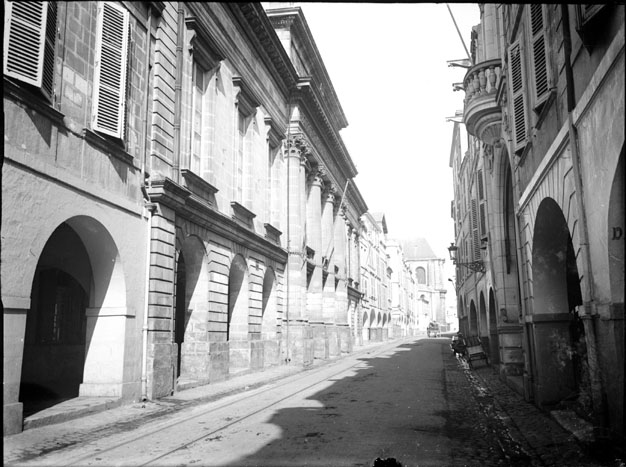
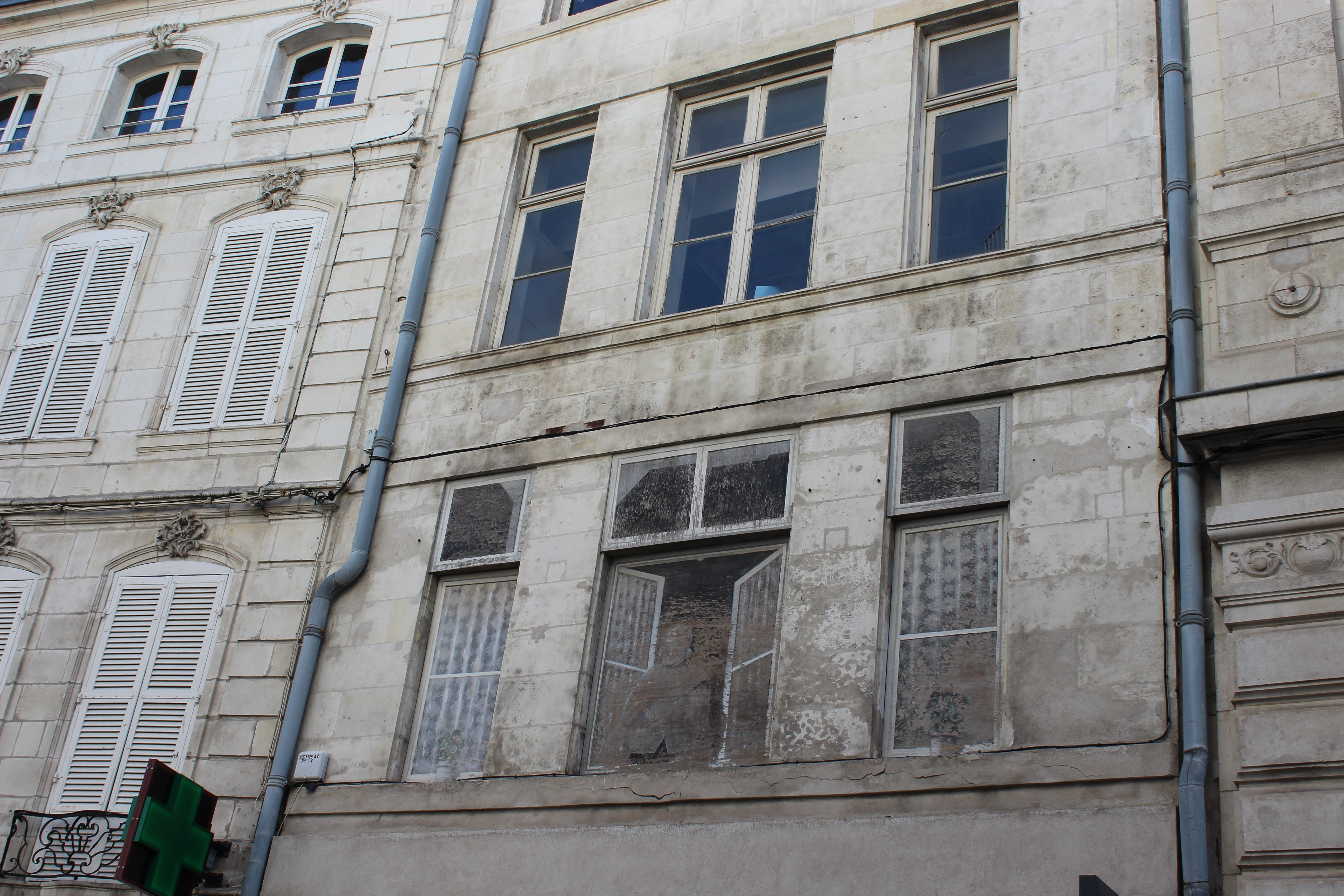
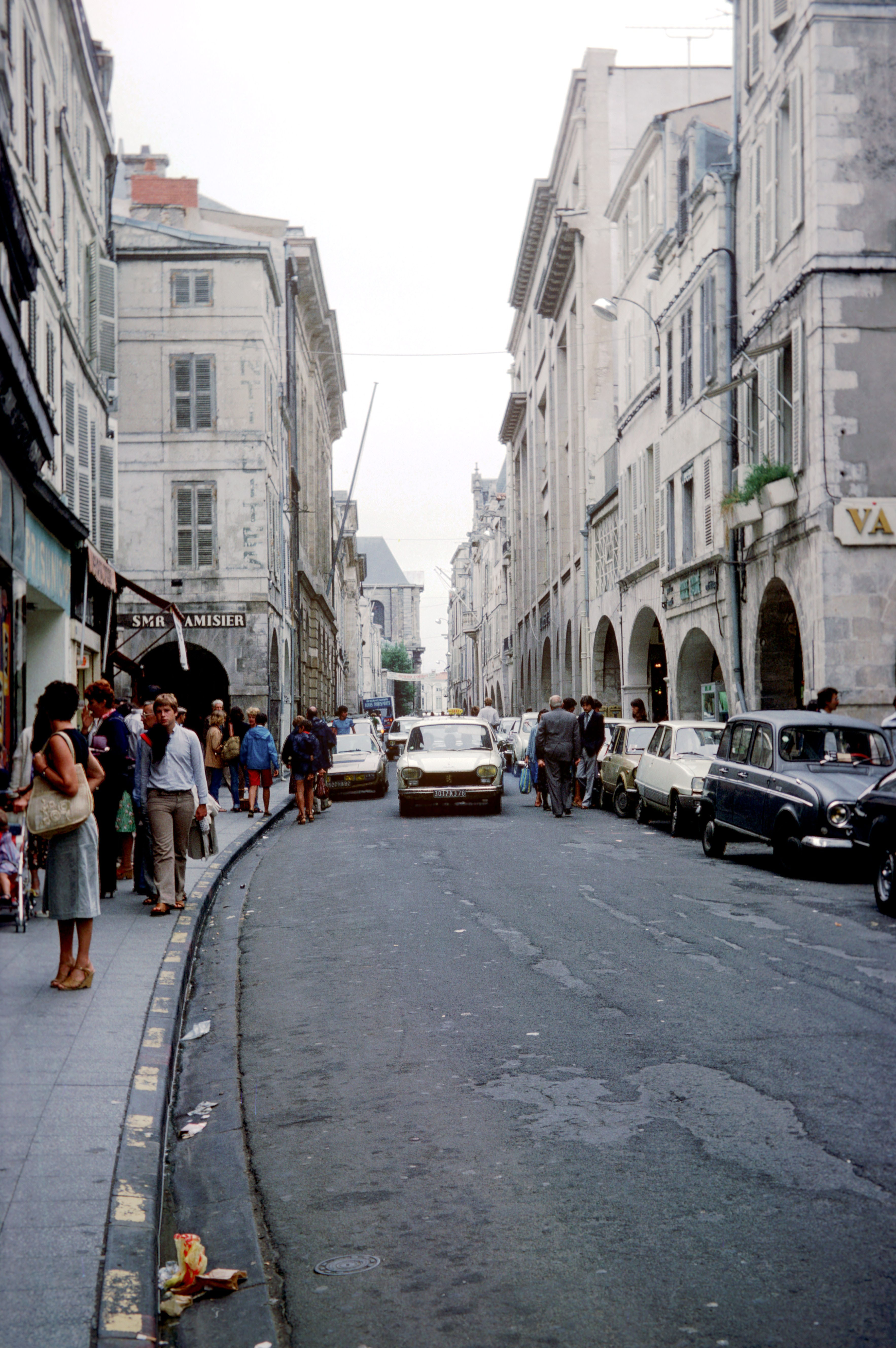

### Рю-де-Мерсье
Рю-де-Мерсье (фр. rue-des-Merciers) — расположена восточнее рю-дю-Пале. Эта улица сохранила традиционную портовую застройку, которая состоит из домов средневековой архитектуры, с навесными карнизами из шифера и аркадами для защиты от дождя. Здесь расположены дома в стиле ренессанса, здания из камня, которые датированы XVIII веком, есть водостоки в виде горгулий.

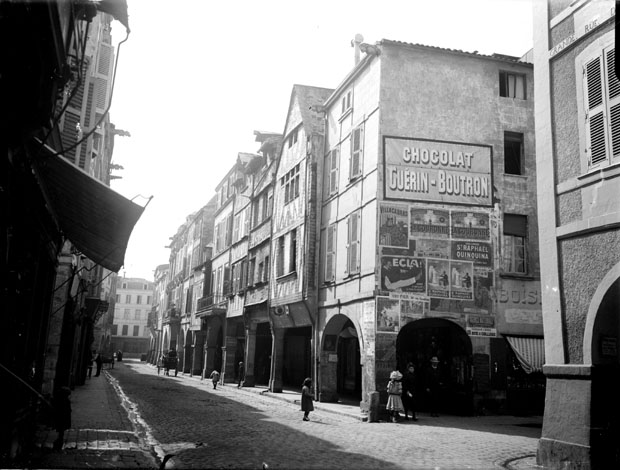
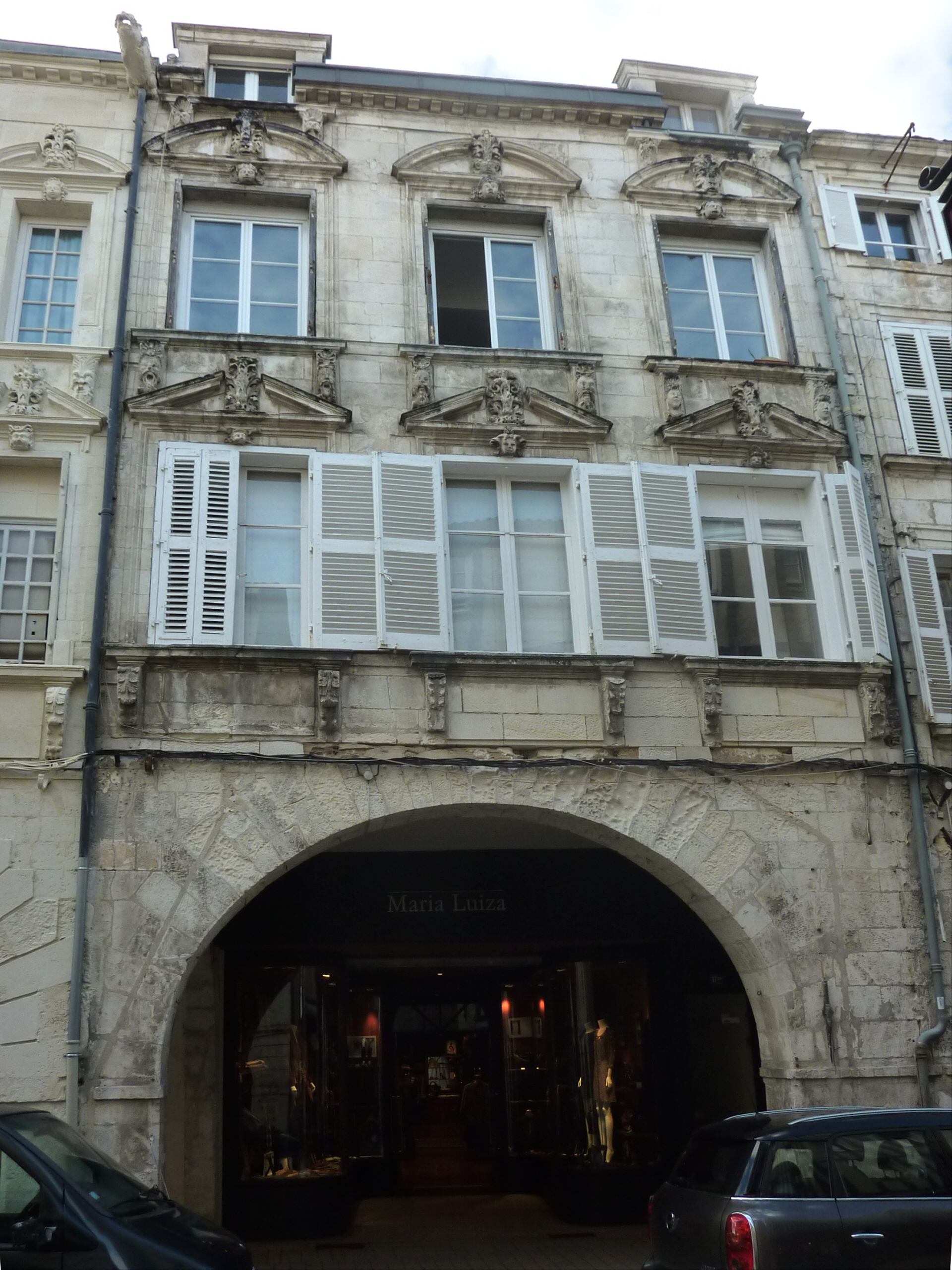
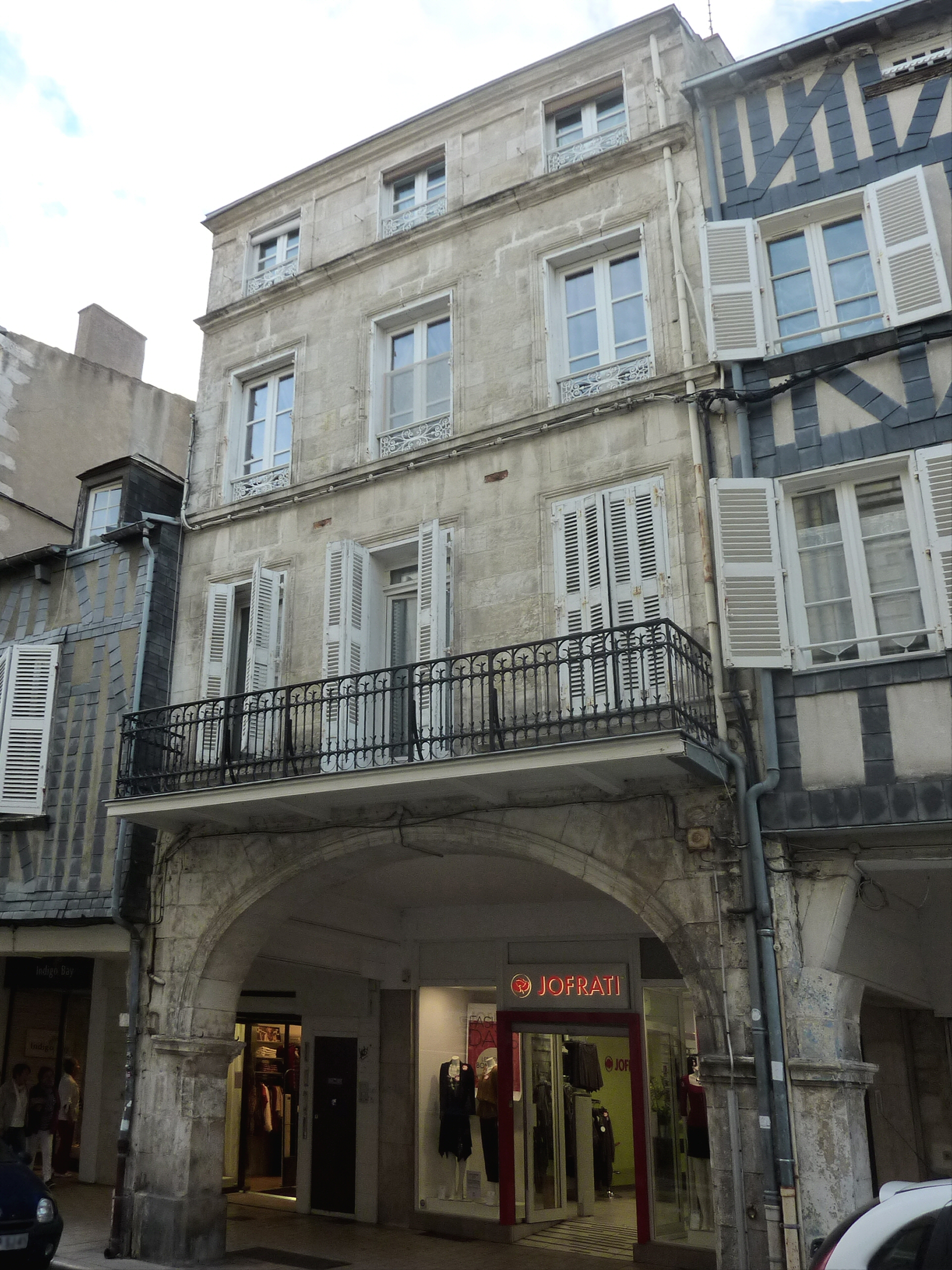
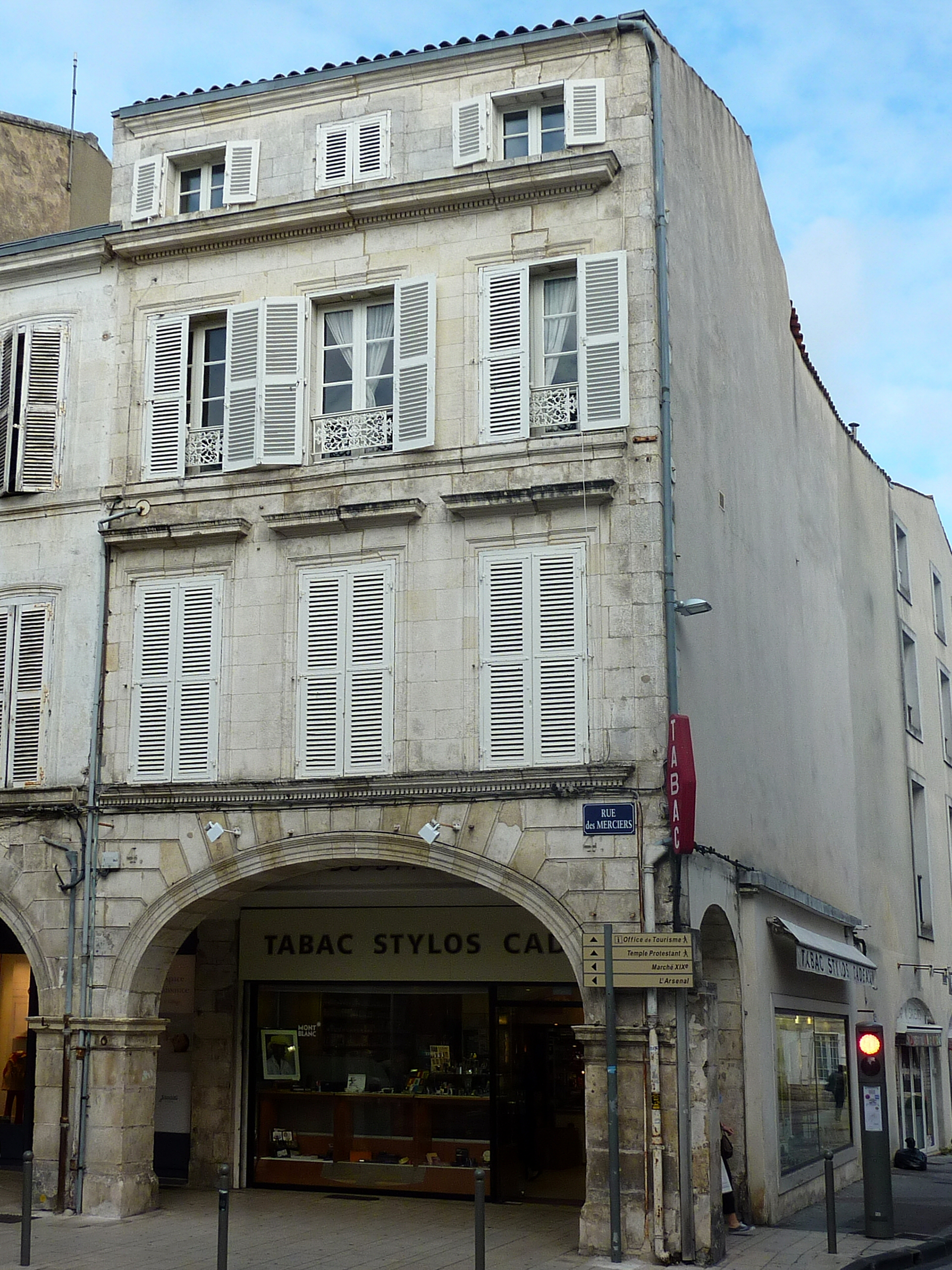
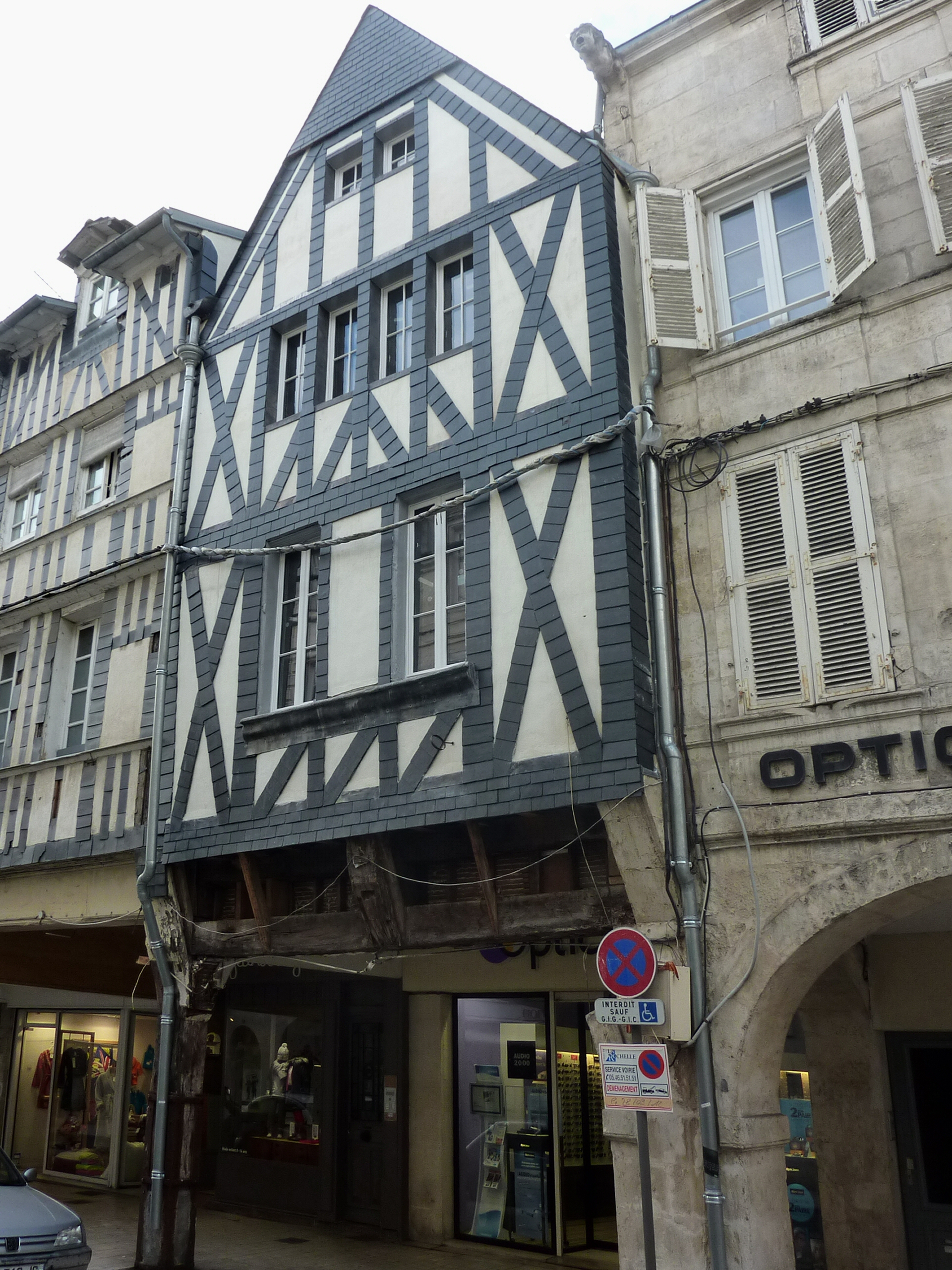
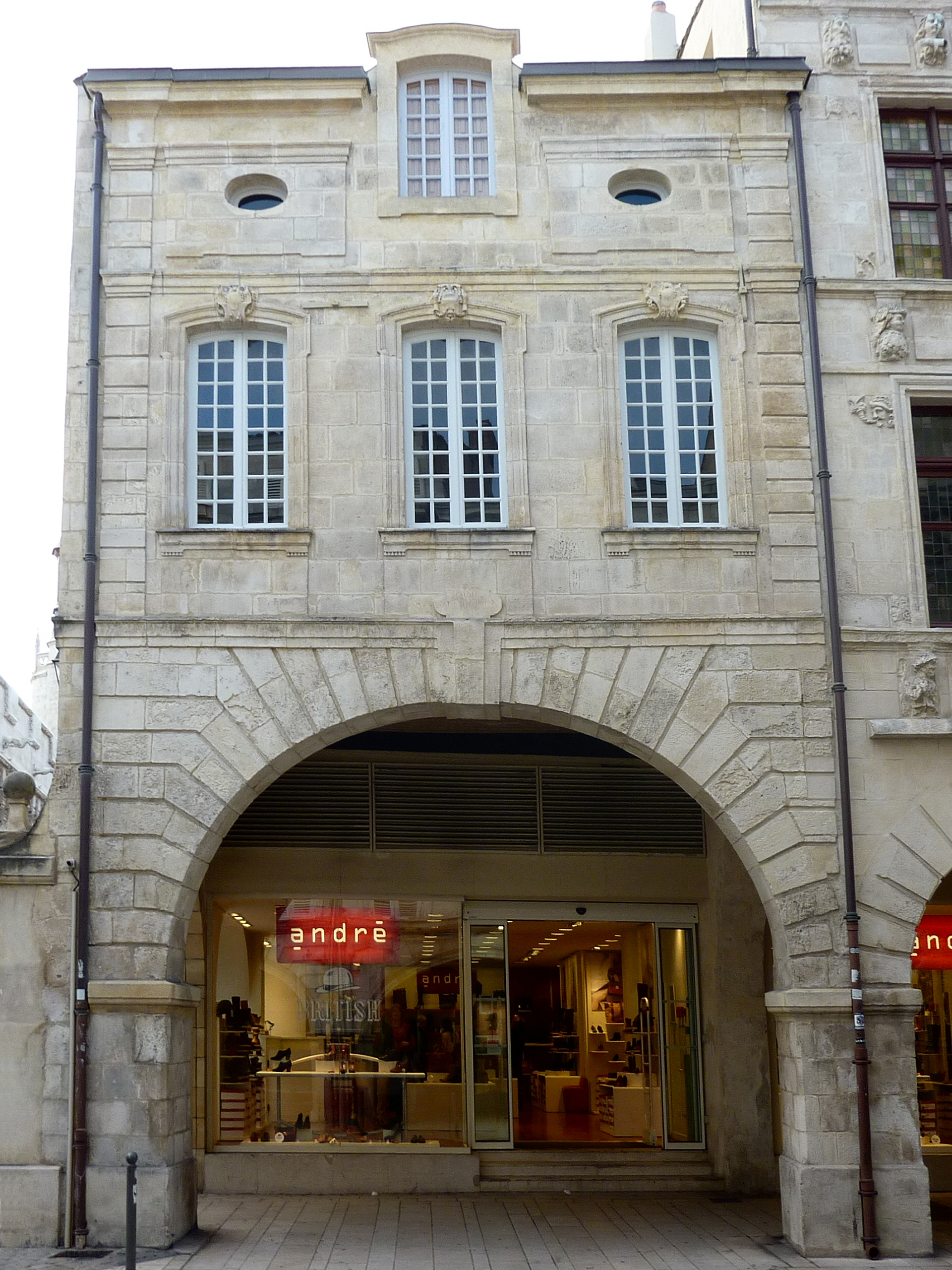

### Ратуша
Ратуша расположена на пляс-Отель-де-Вилль (pl. Hôtel de Ville). Ратуша была построена в эпоху правления Генриха IV в 1606 году в стиле тосканской готики.

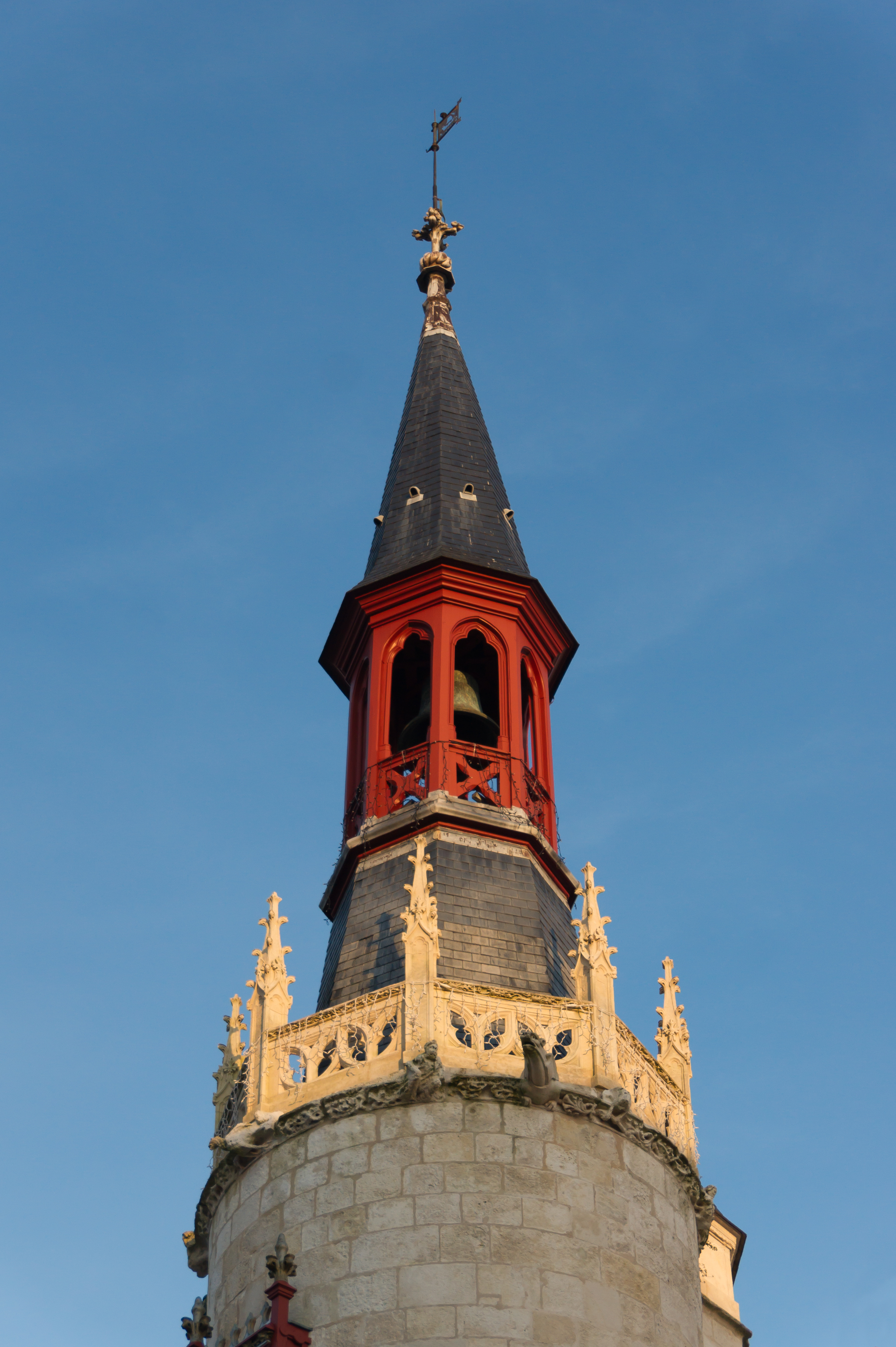
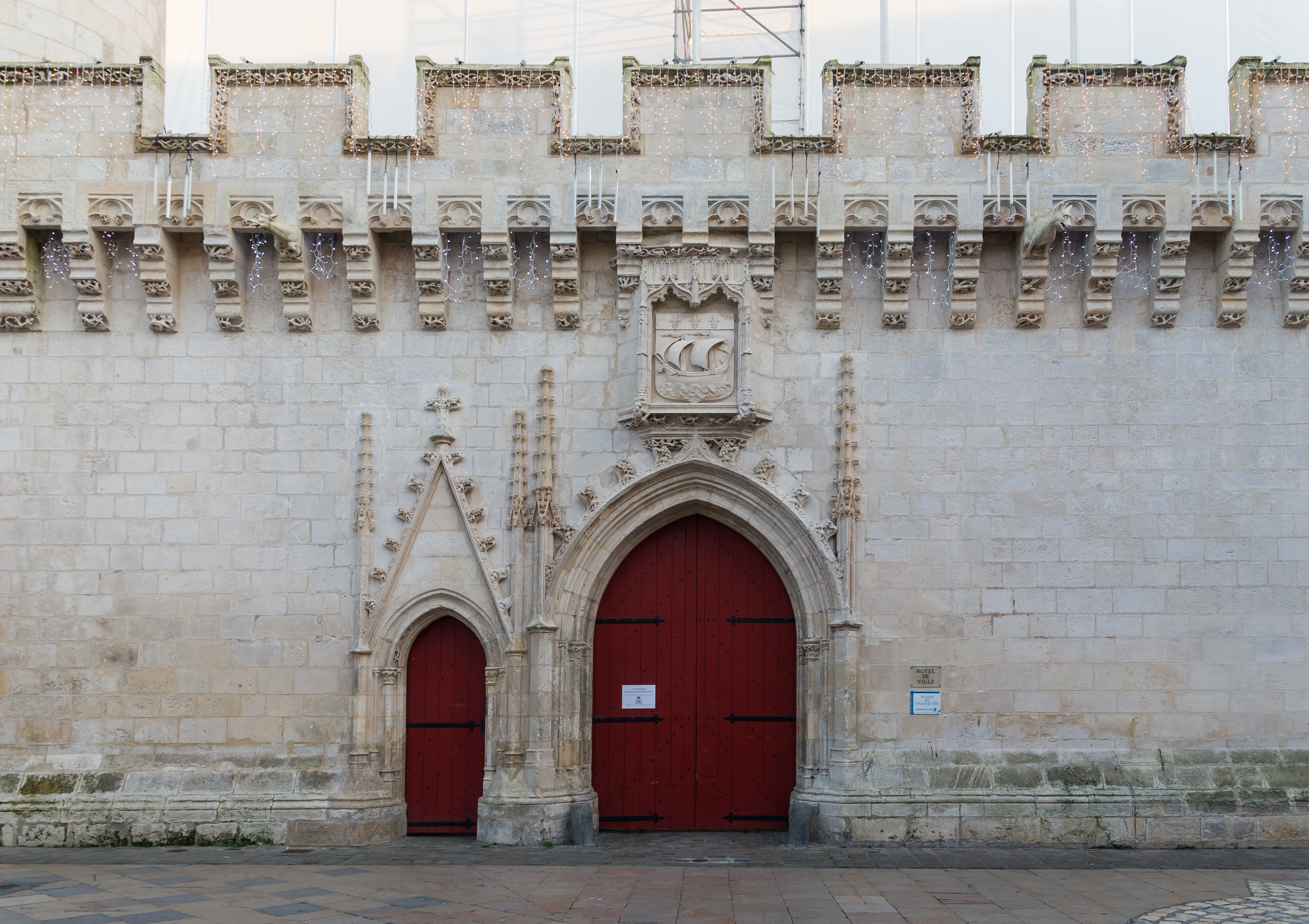
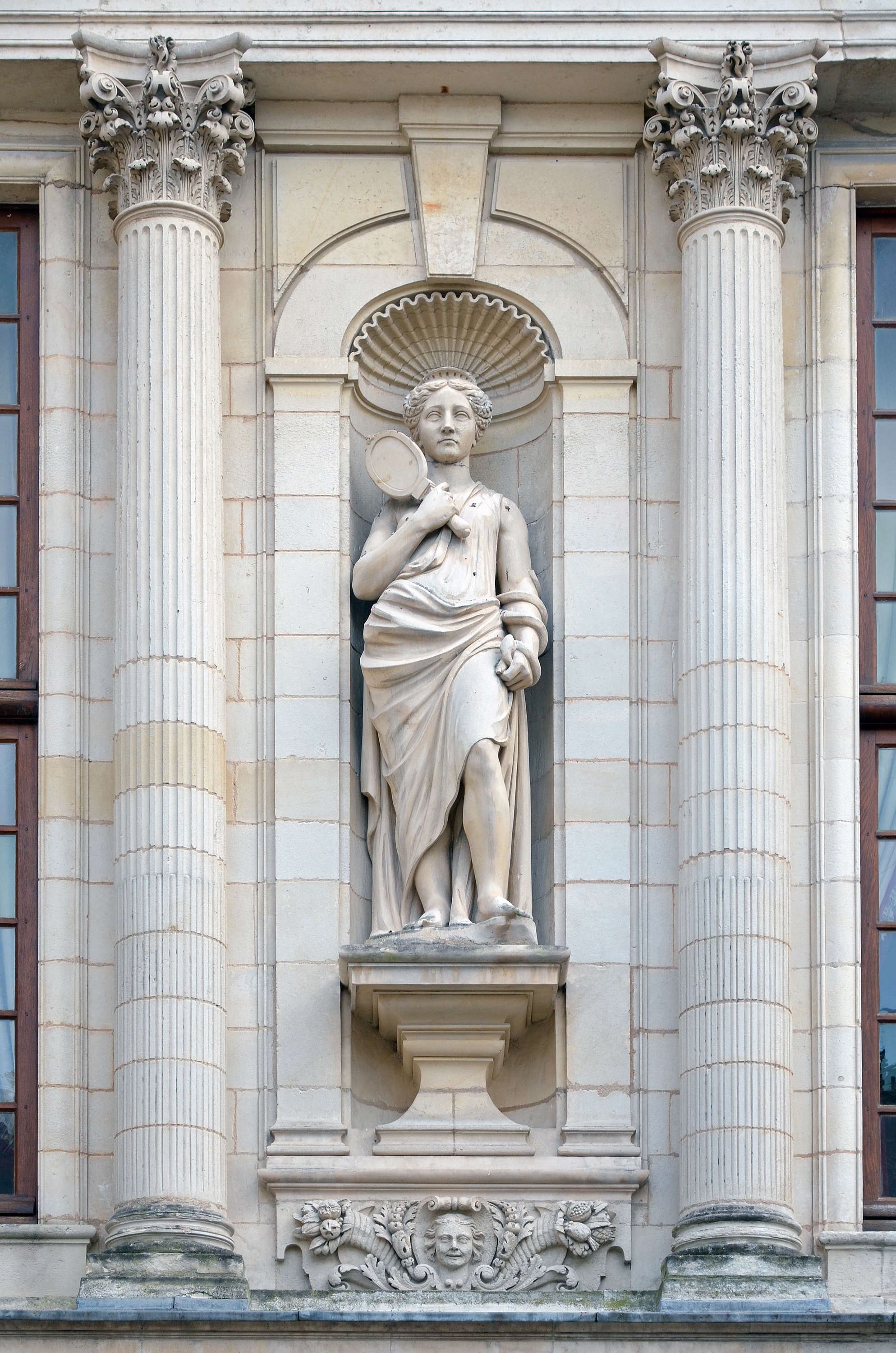
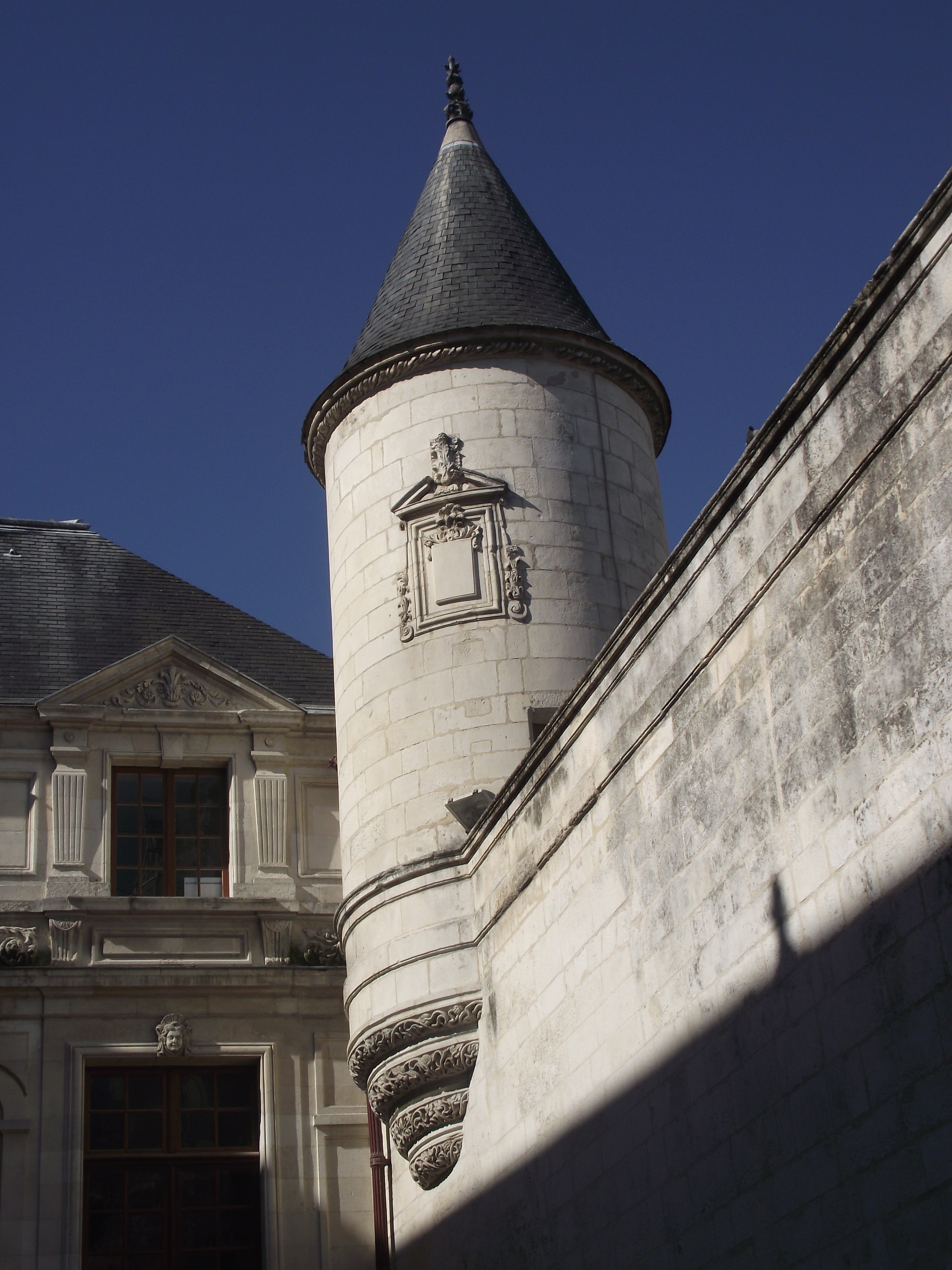
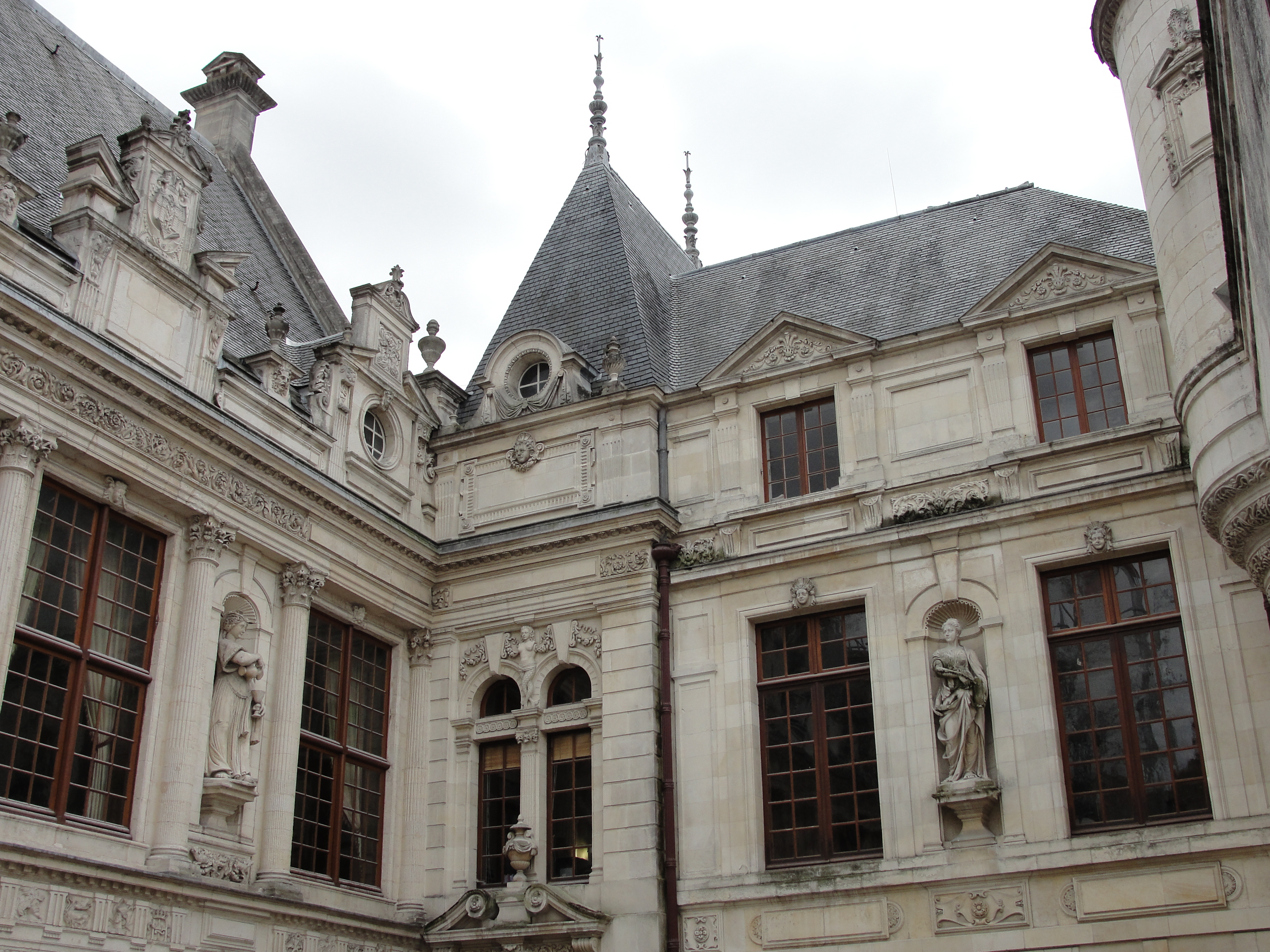
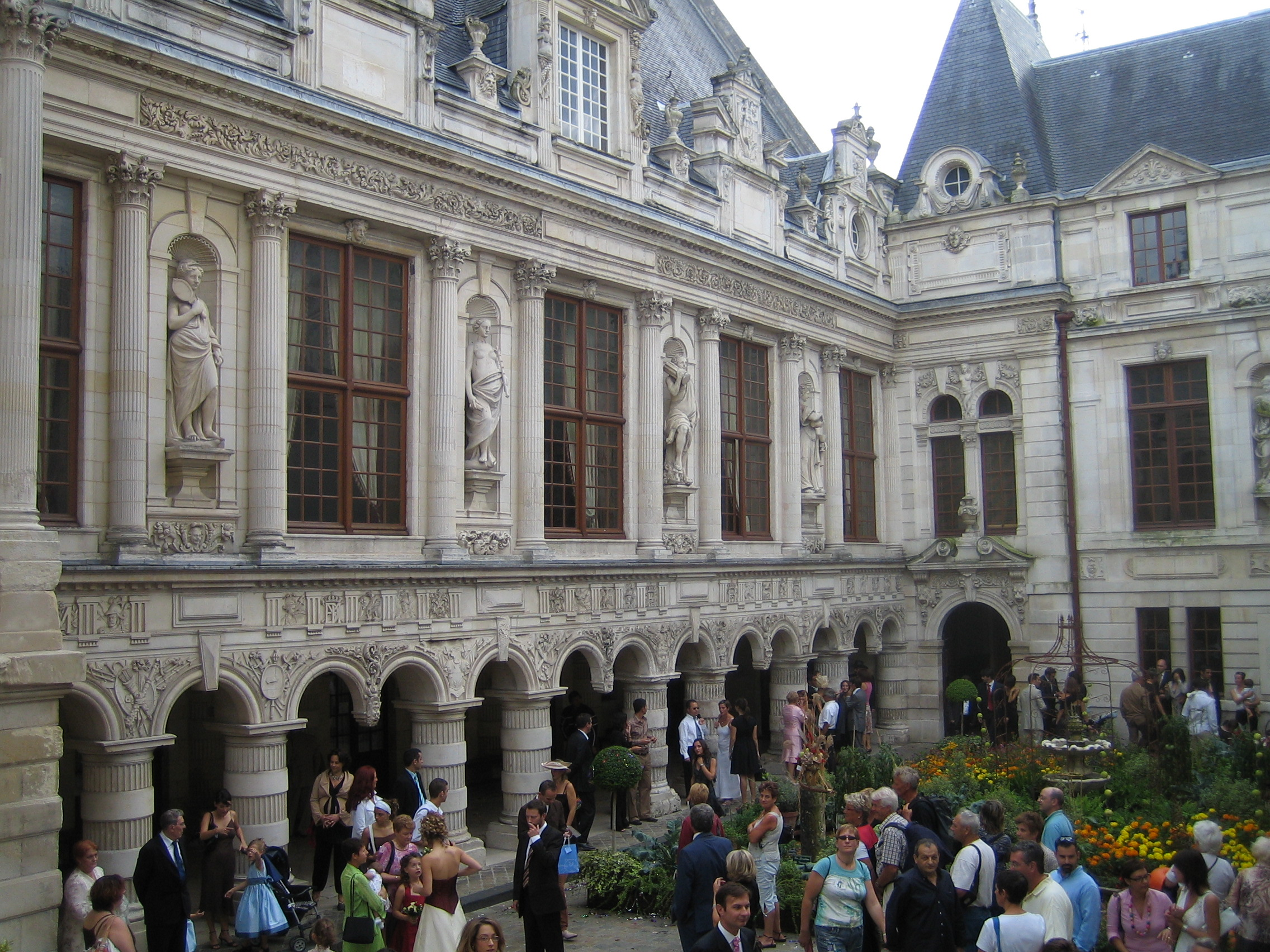

### Протестантский музей
Протестантский музей (фр. Musée Rochelais d’Histoire Protestante) расположен на rue St-Michel,2. Основная тематика музея — история развития протестантизма в Ла-Рошели, Онисе, Сентонже. Есть экспонаты, датированные XVI веком, когда в городе были гугеноты. Среди экспонатов музея, можно обнаружить древние книги, гравюры, манускрипты, и прочие вещи, которые касаются религиозной истории Ла-Рошели. С середины июня до середины сентября музей работает ежедневно с 14:30 до 18:00. Воскресенье — выходной день.

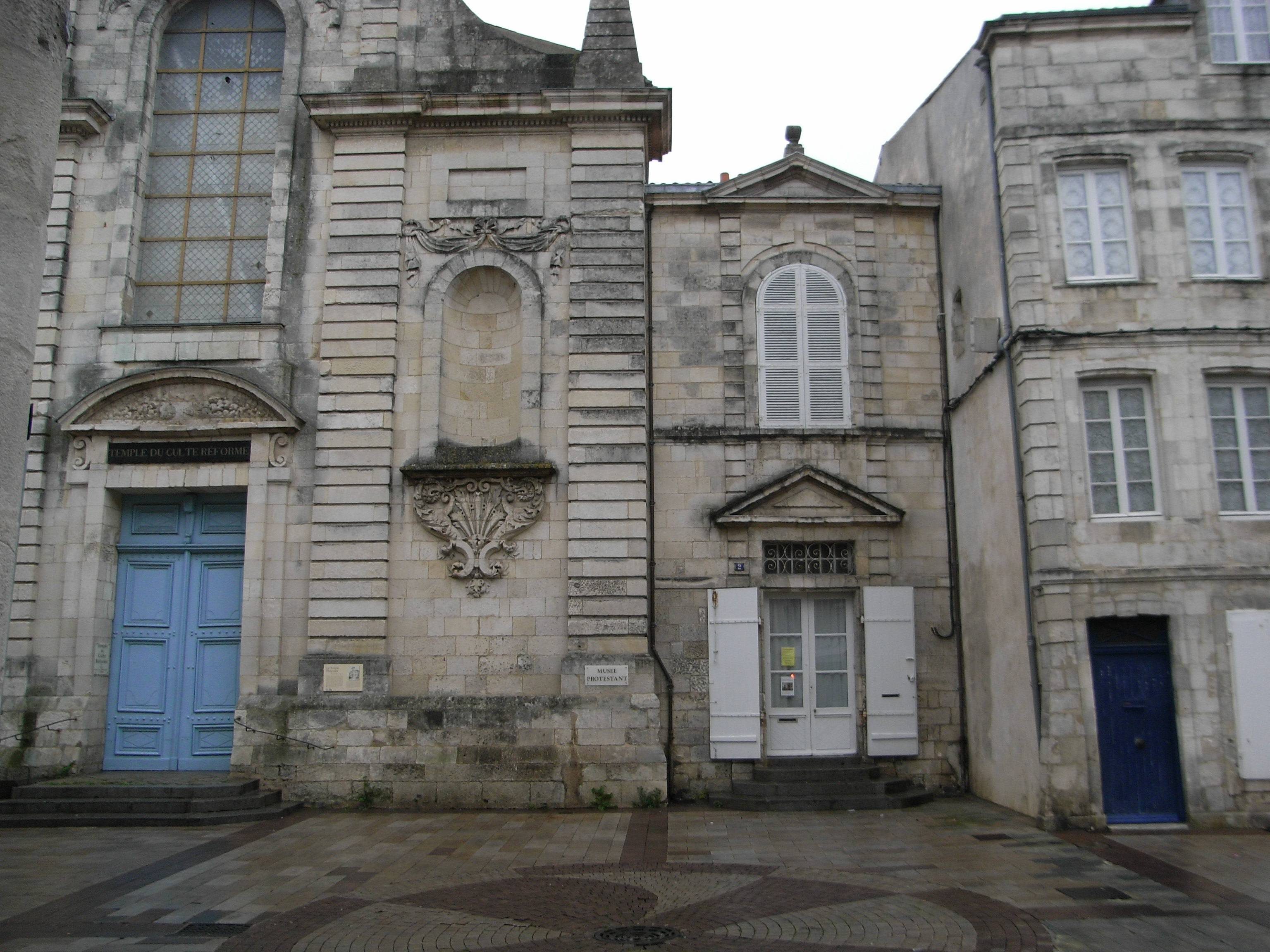

### Музей Нового Света
Музей Нового Света(фр. Musée du Nouveau Monde) расположен на rue Fleureau, 10. В нем собраны экспонаты, которые касаются колонизации французами Америки. С октября по март музей работает с 09:30 до 12:30 и с 13:30 до 17:30 с понедельника по пятницу. Во вторник музей закрыт. В субботу и воскресенье он работает с 14:30 до 18:00. В период с апреля по сентябрь с понедельника по субботу с 10:30 до 12:30 и с 14:00 до 18:00. Во вторник музей закрыт. В воскресенье и по праздникам он работает с 14:00 или с 14:30 до 18:00.

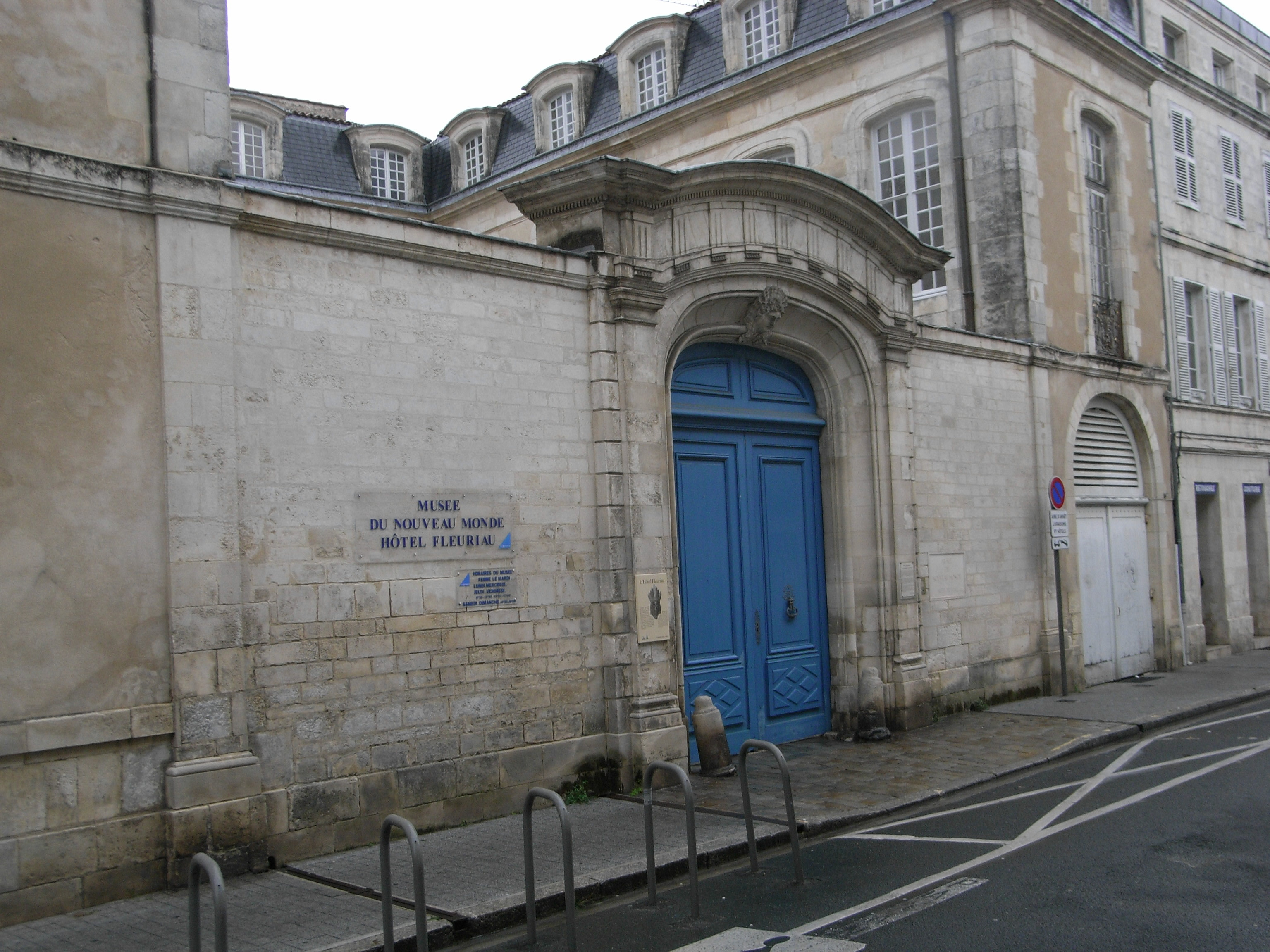
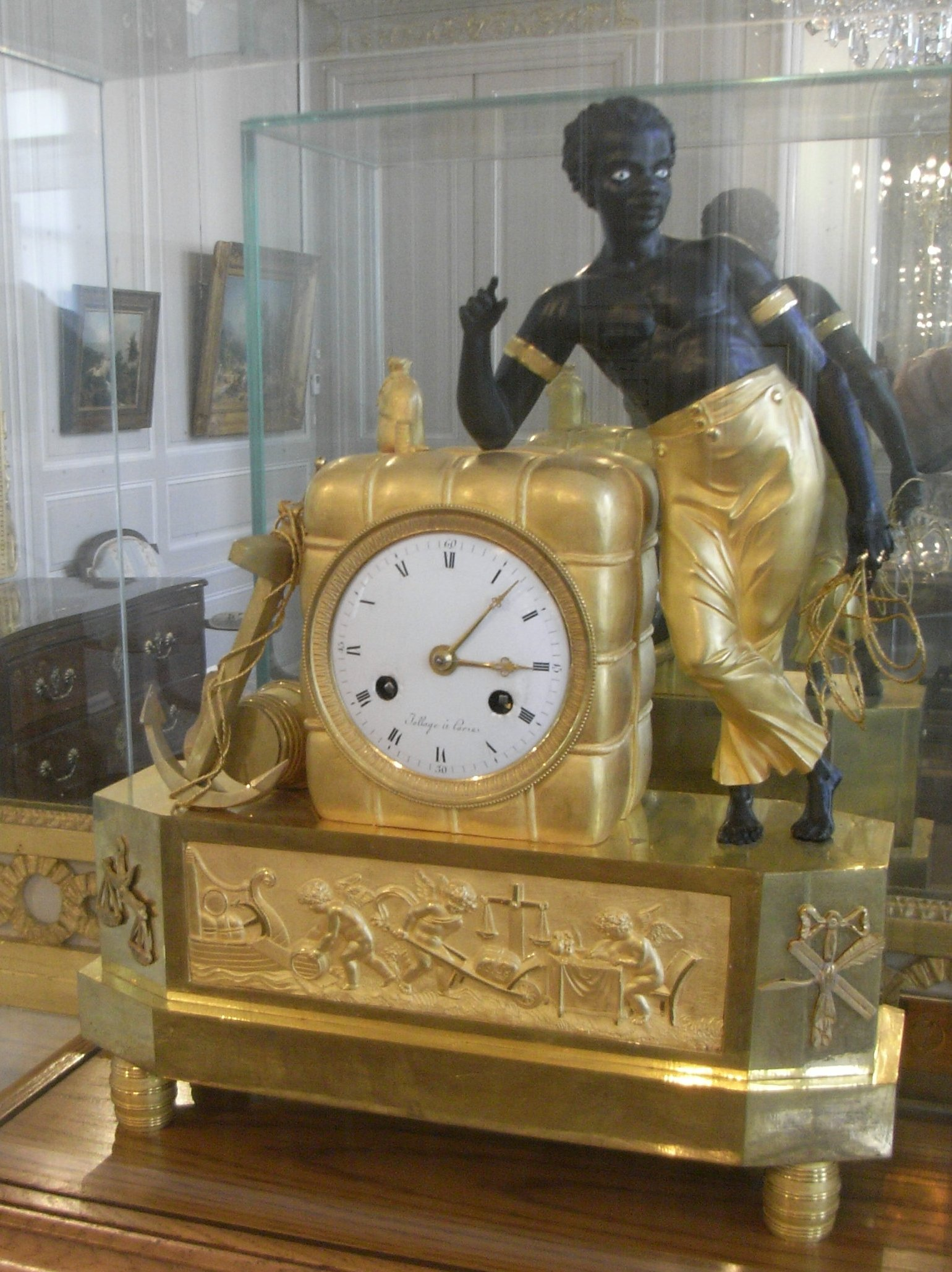
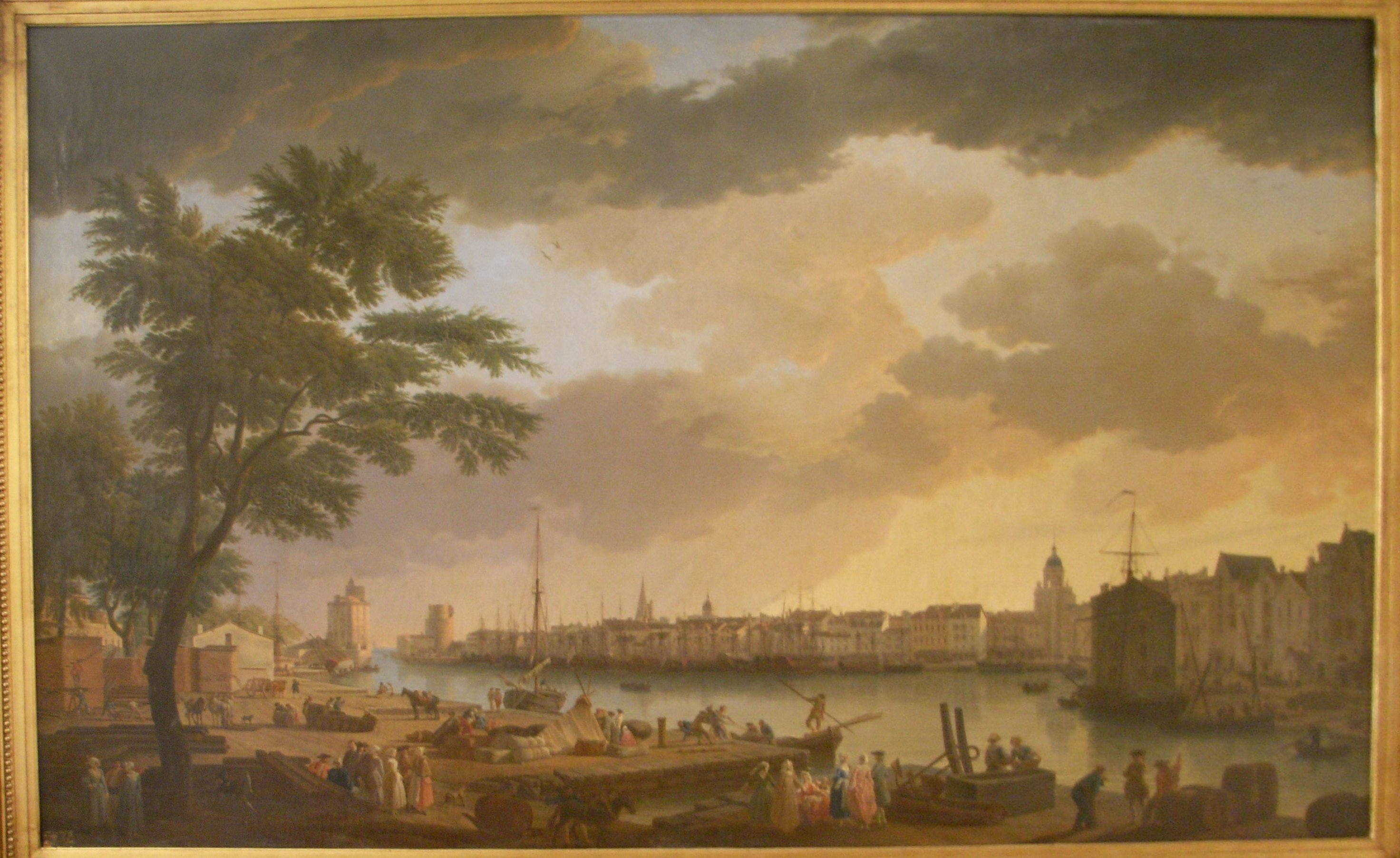
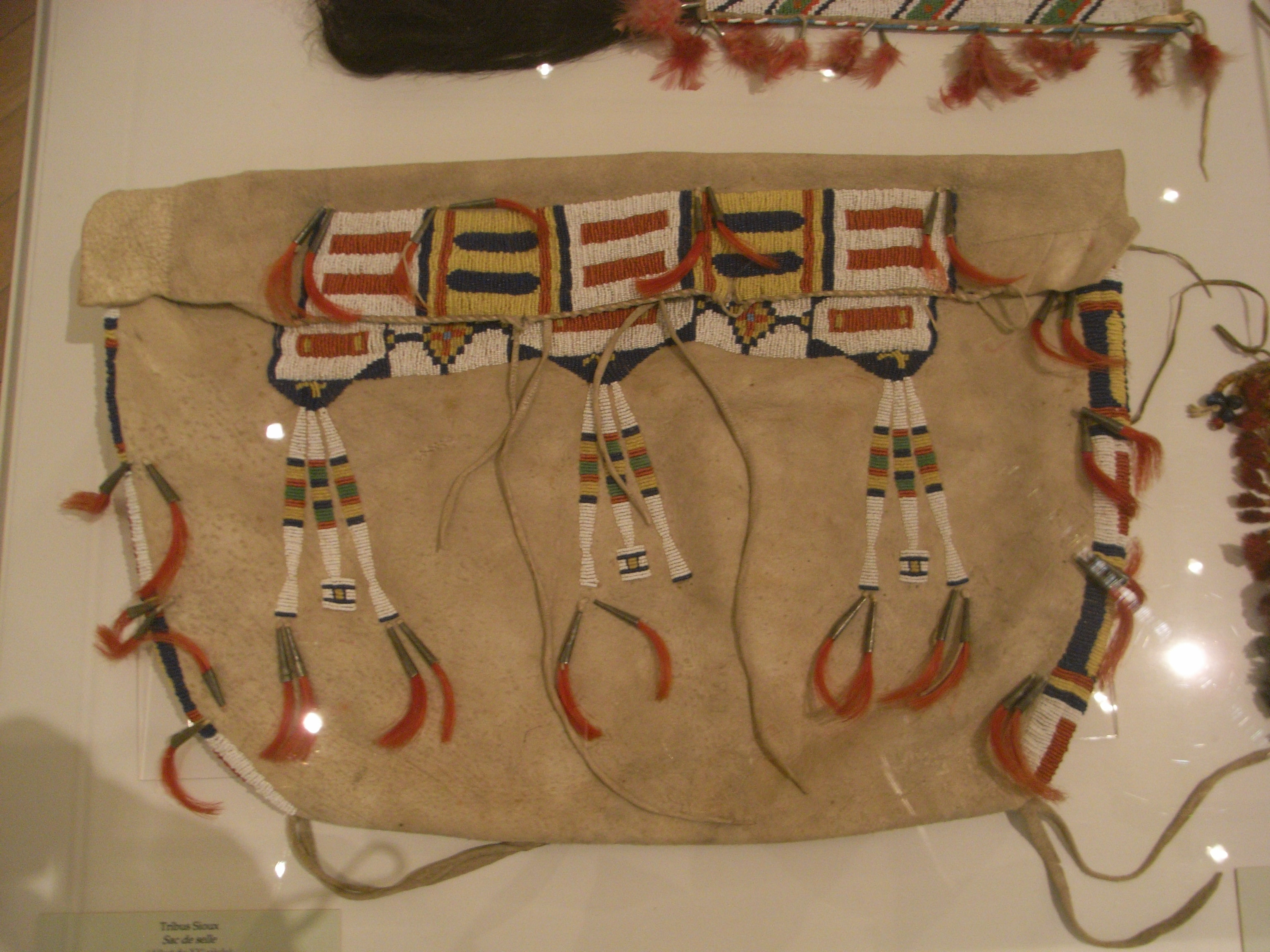
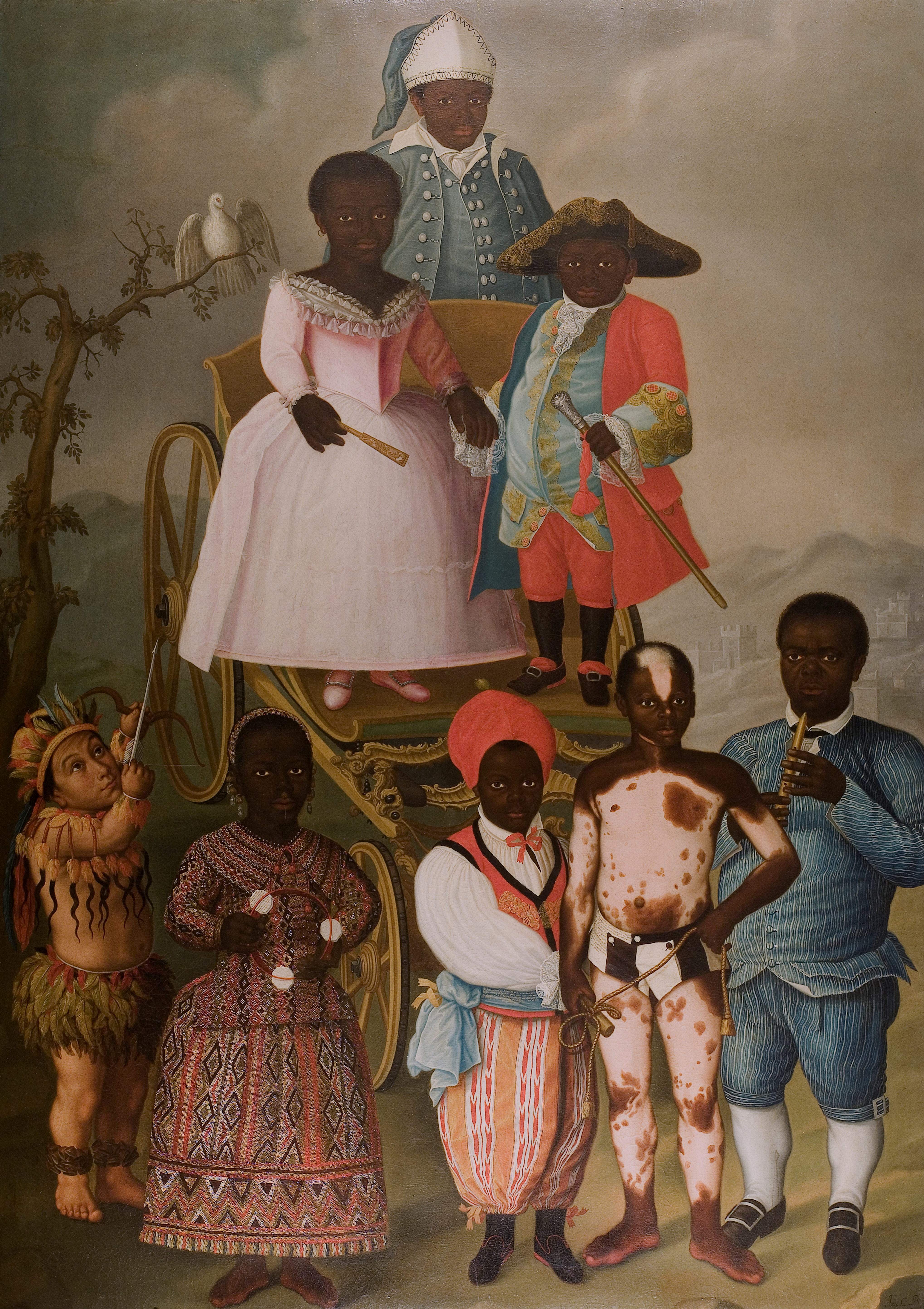
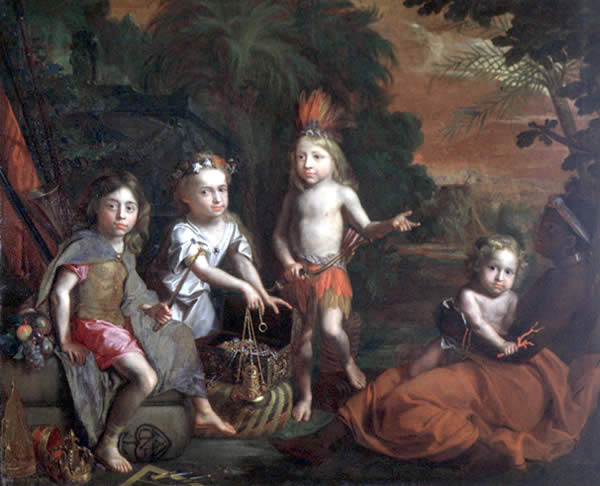

### Музей изящных искусств
Музей изящных искусств (фр. Musee des Beaux-Arts) расположен на rue Gargoulleau, 28.

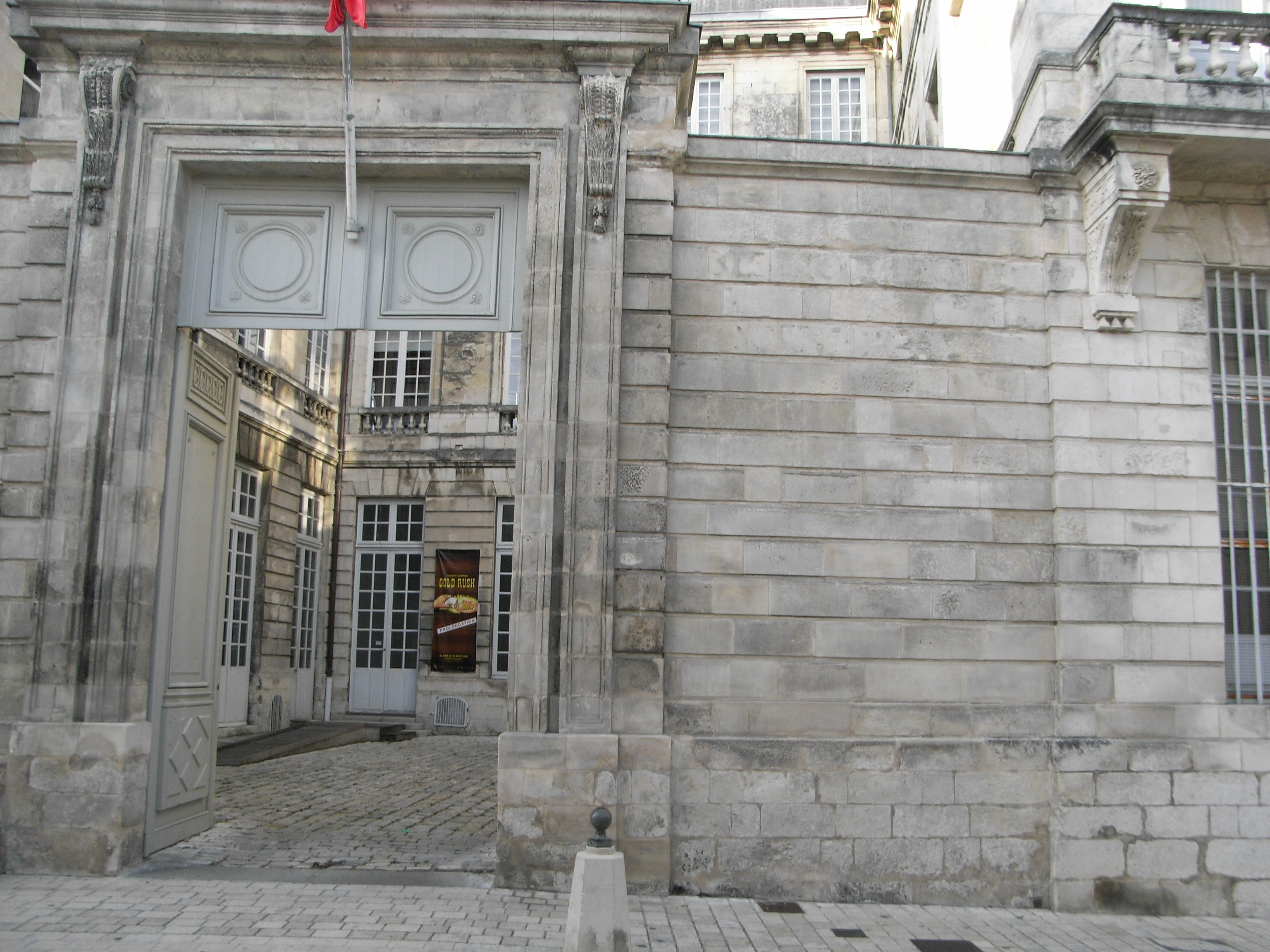
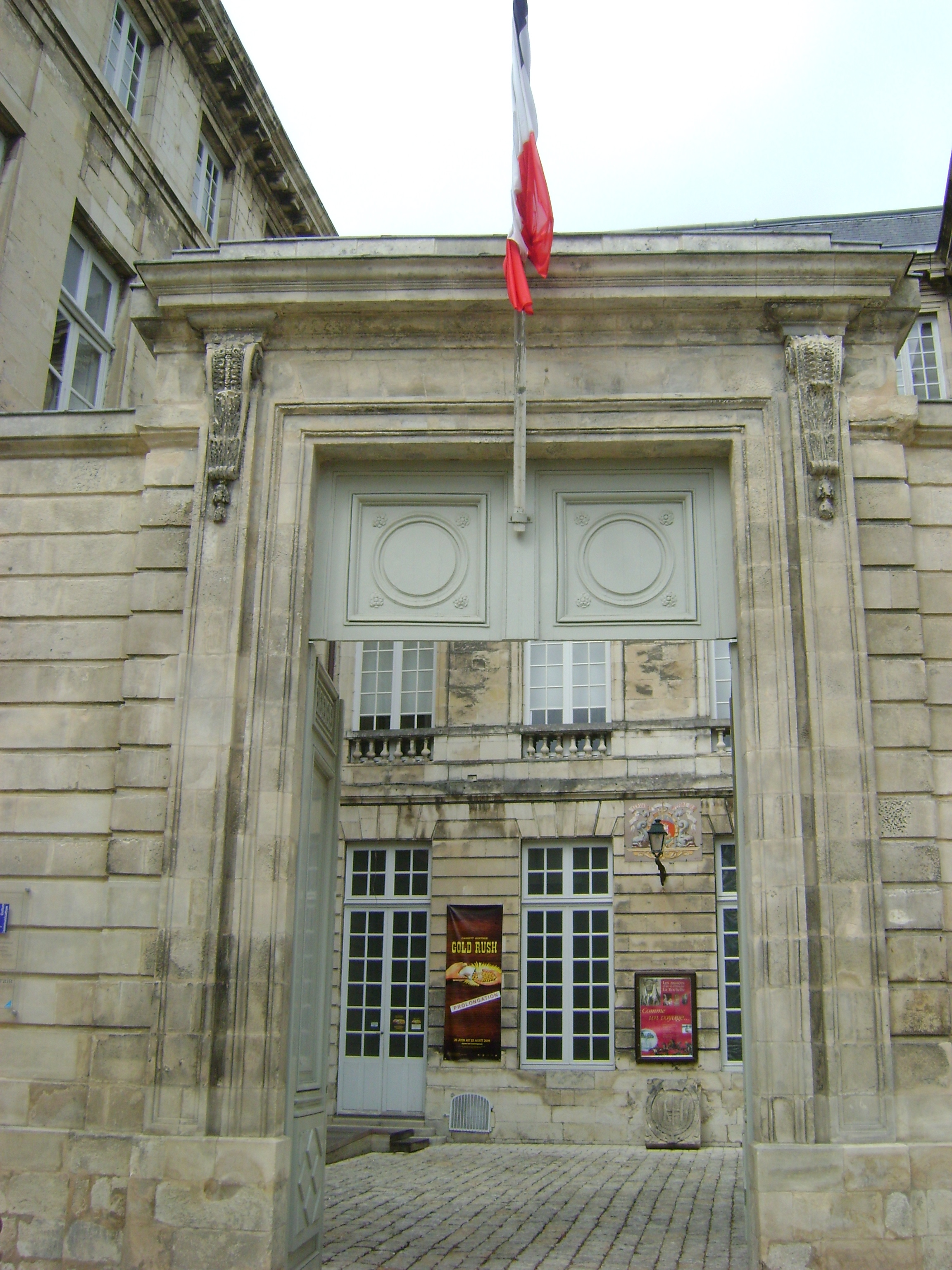
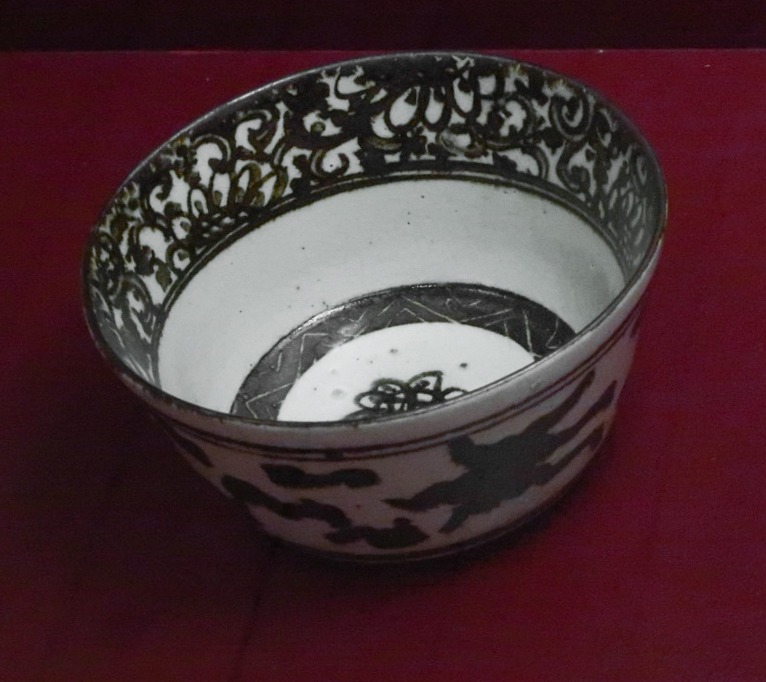
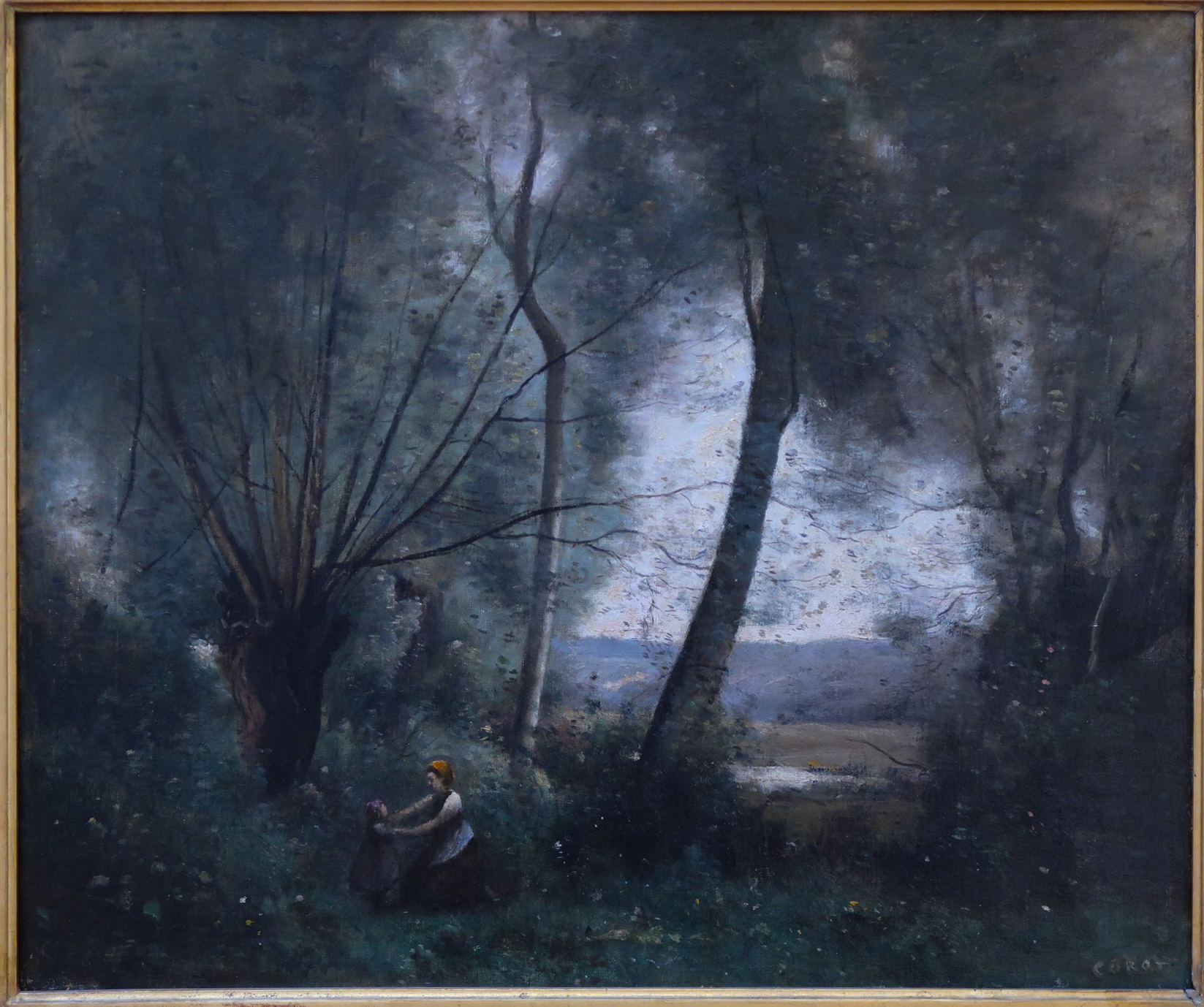
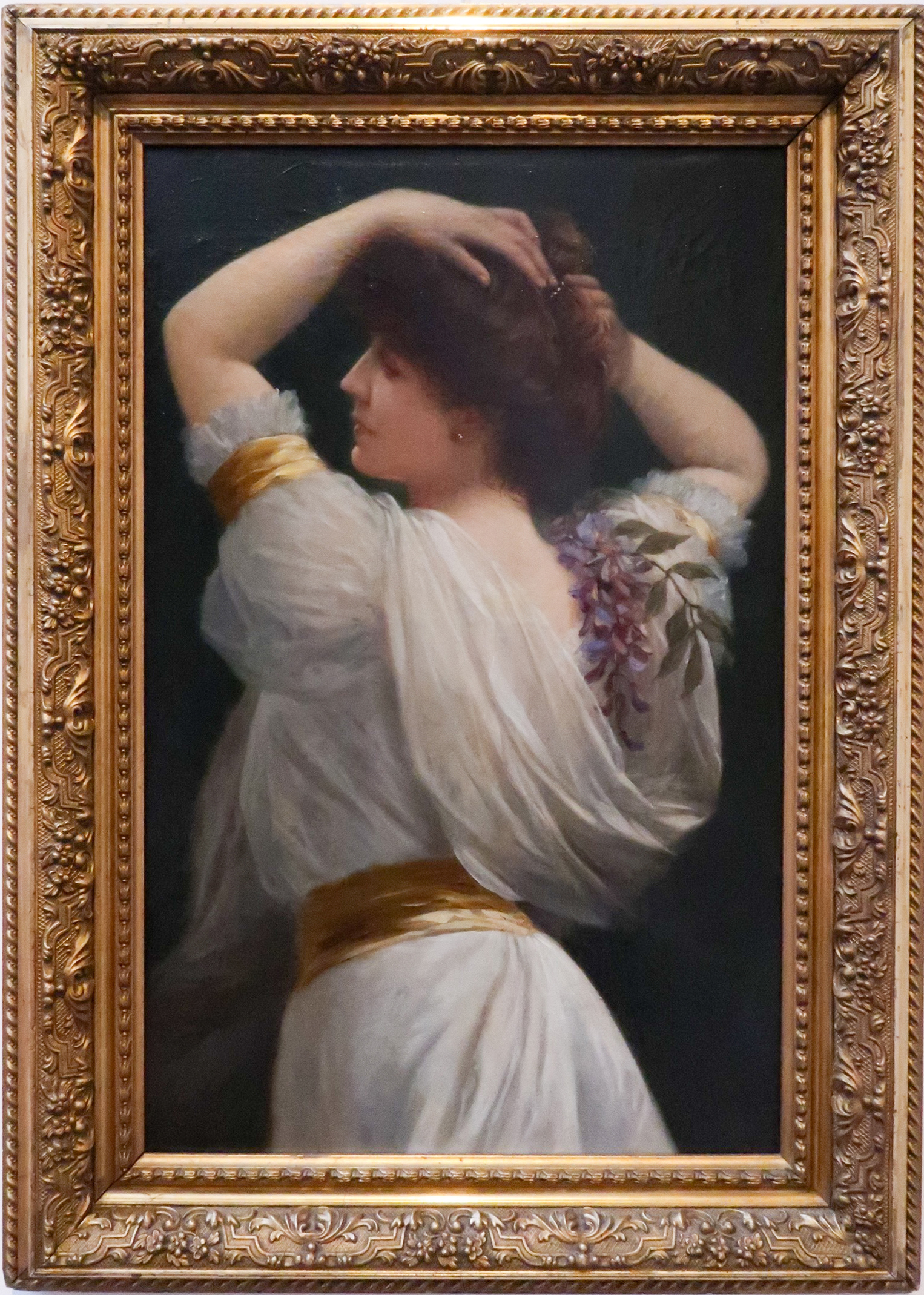
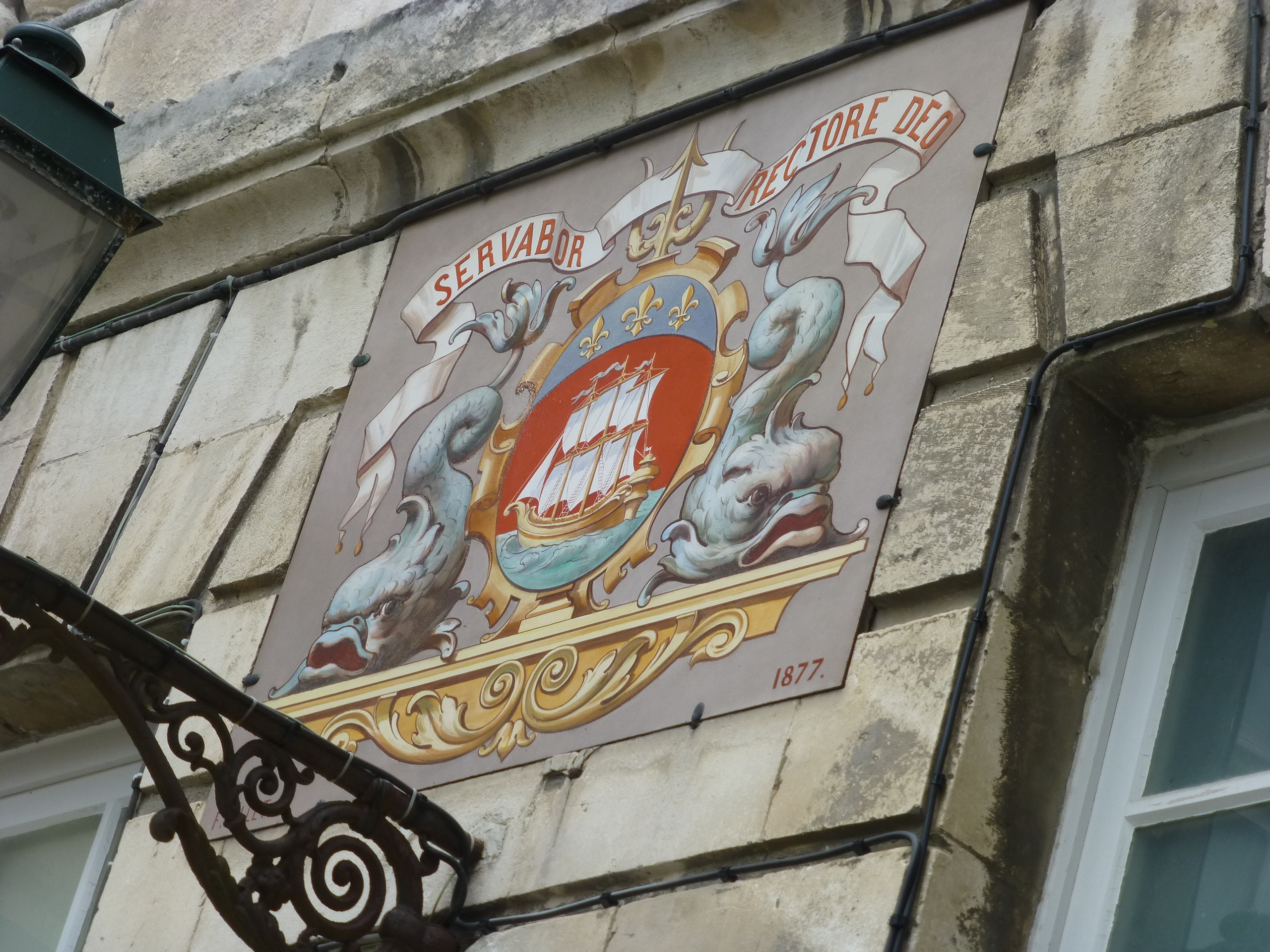

### Музей Орбиньи-Бернон
Музей Орбиньи-Бернон (фр. Musée d`Orbigny Bernon) расположен в доме, который был построен в XIX веке по адресу rue Saint Côme,2. В музее представлены экспонаты, которые касаются осады Ла-Рошели в 1573, 1627—1628 годах и Второй мировой войны. Здесь представлена коллекция старинного фаянса и фарфора. На втором этаже музея расположены экспонаты, которые относятся к искусству стран Юго-Восточной Азии.

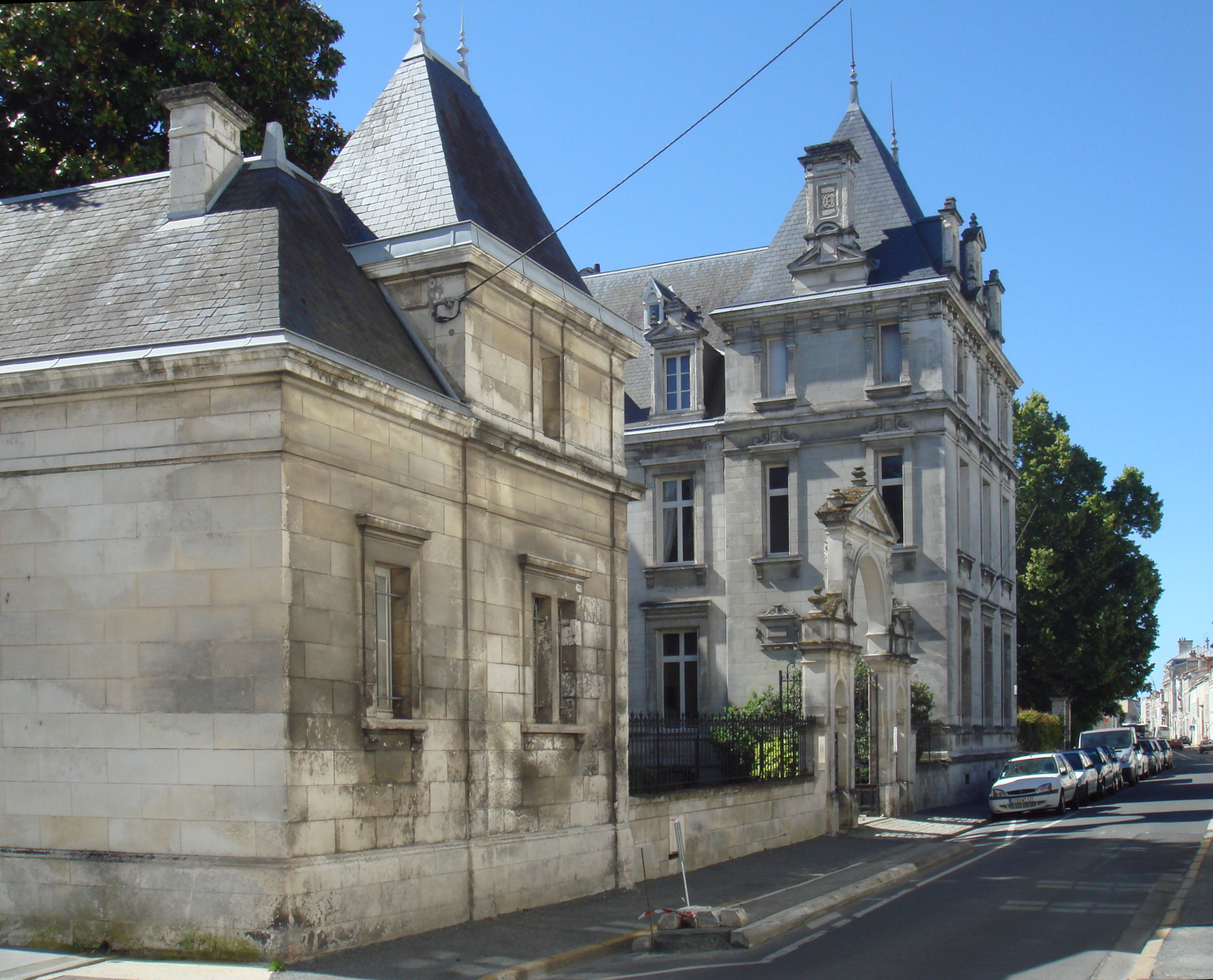

### Морской музей Нептунеа
Морской музей Нептунеа (фр. Musée Maritime Neptunea) расположен на Bassin des Chalutiers. Главный экспонат музея — исследовательское судно Жака Ива Кусто «Калипсо». Экспозиция музея посвящена этому судну и исследованию океана, можно лучше узнать особенности исследовательского метеорологического судна. Музей работает ежедневно с апреля по октябрь с 10:00 до 18:30, в ноябре — марте с 14:00. В период с декабря по январь музей закрыт. В июле-августе работает до 19:00.

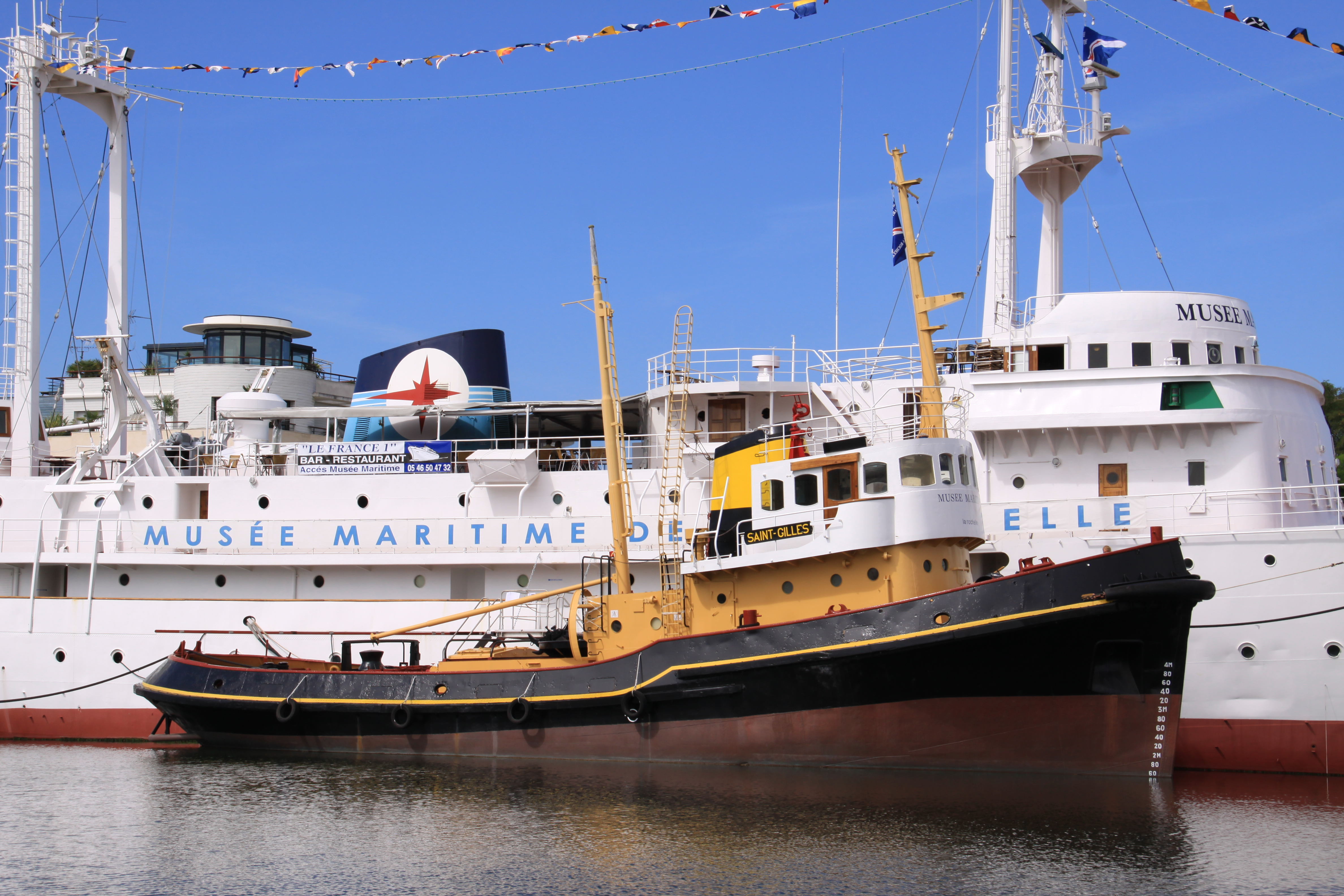
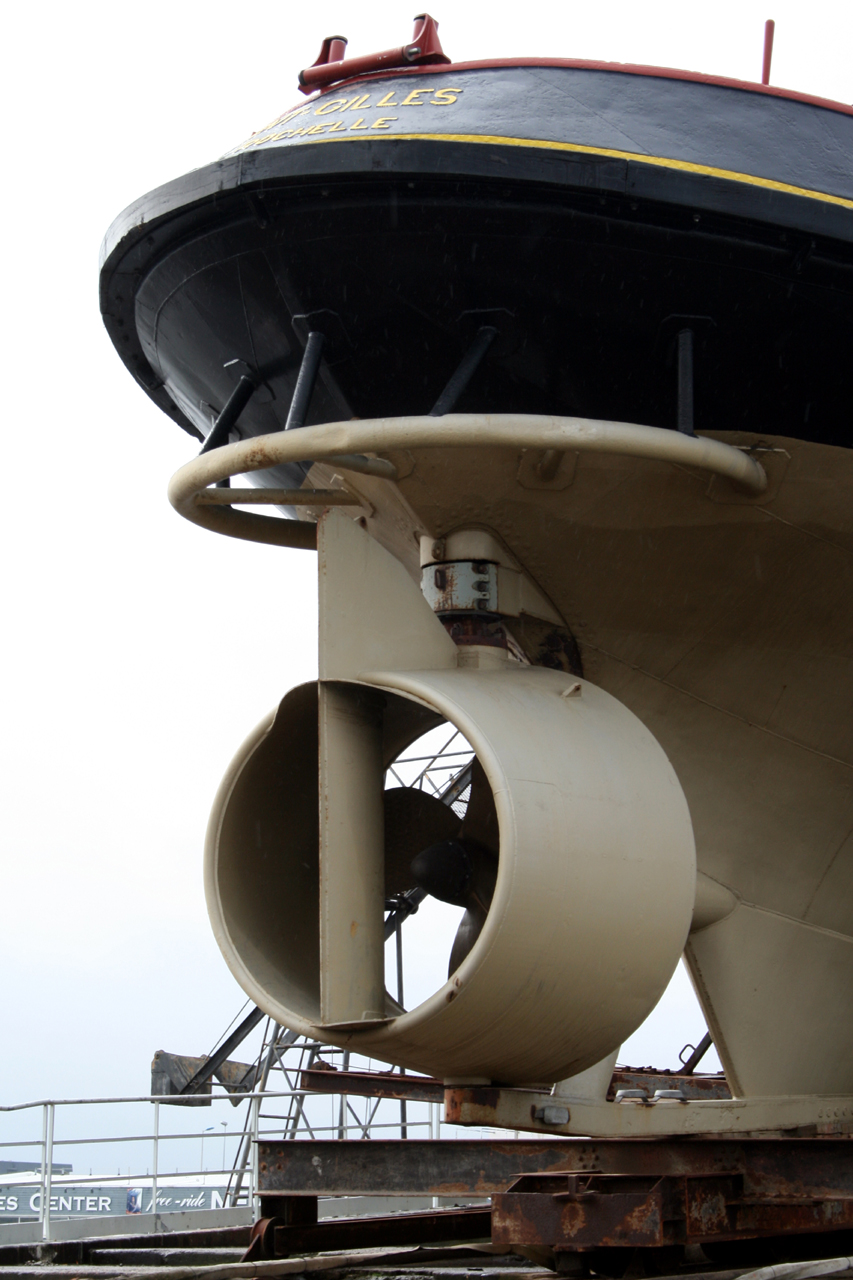
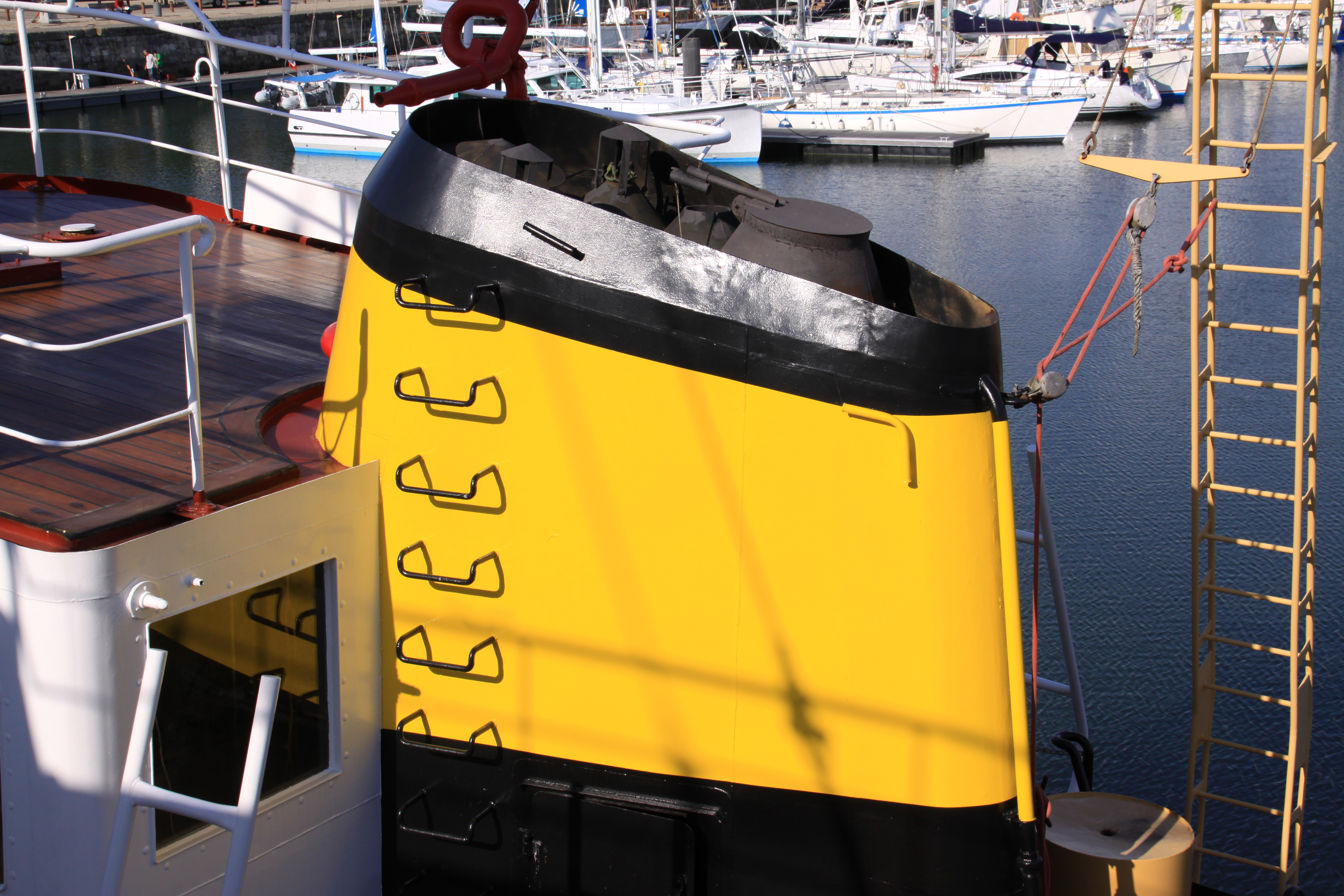

### Аквариум
Аквариум (фр. Bassin à flot) расположен в гавани Фло в Ла-Рошели. Это один из самых крупных европейских аквариумов, на территории которого живет 12000 животных. Здесь можно больше узнать про подводный мир Средиземноморья, Атлантики, тропических морей. В октябре-марте аквариум работает с 10 утра до 20:00, в апреле-июне, сентябре — с 09:00 до 20:00, в июле-августе с 09:00 до 23:00.

### Музей механических игрушек
Музей механических игрушек (фр. Musée des Automates) расположен по адресу rue La Désirée, 14. Его экспонаты — это игрушки, которые были собраны по территории всей Европы. Всего их насчитывает около 300 экспонатов-манекенов. Эти игрушки датируются XIX и XX веками. С помощью экспонатов музея воссоздаются сцены городской жизни и исторические эпизоды.

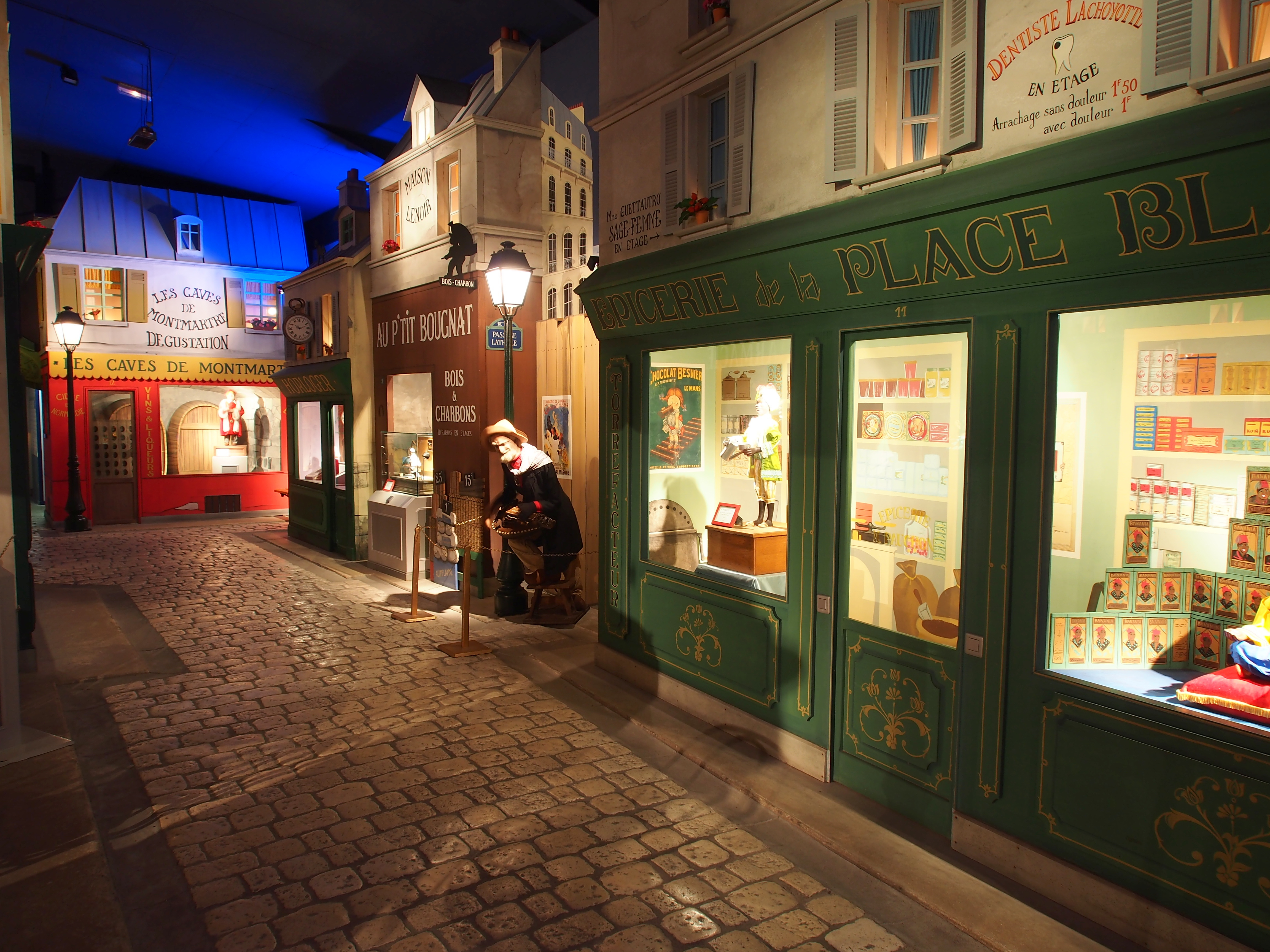
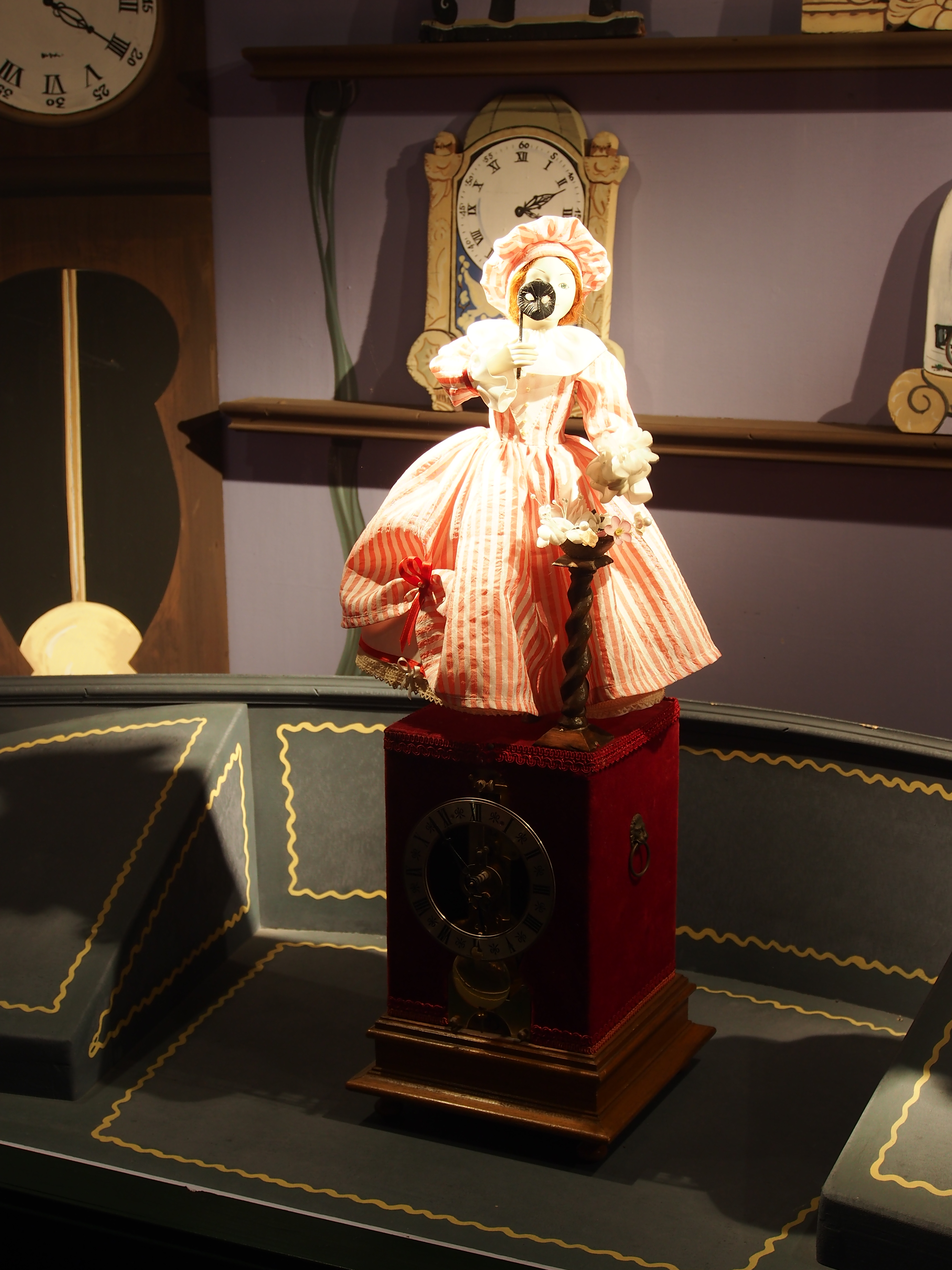
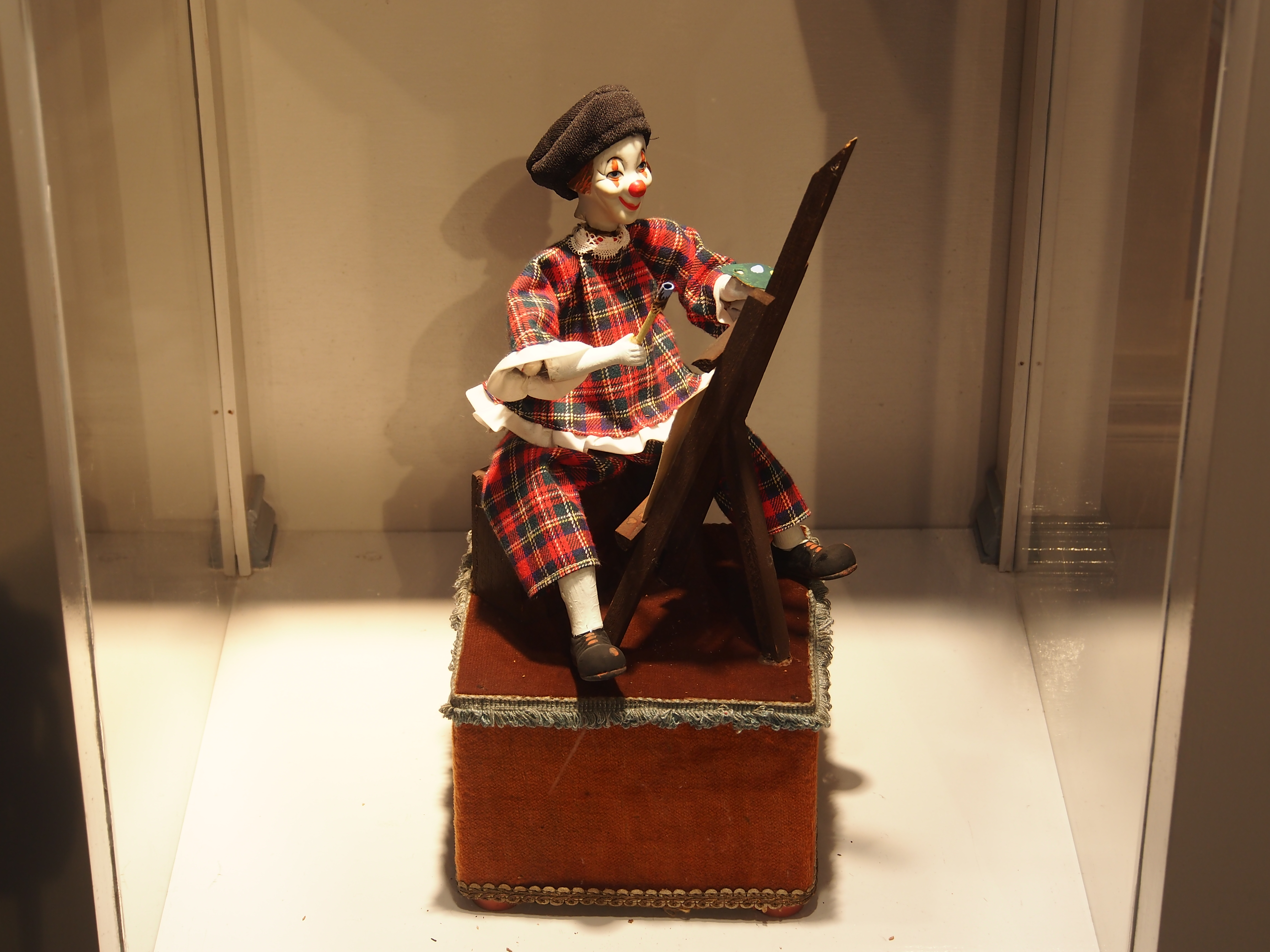
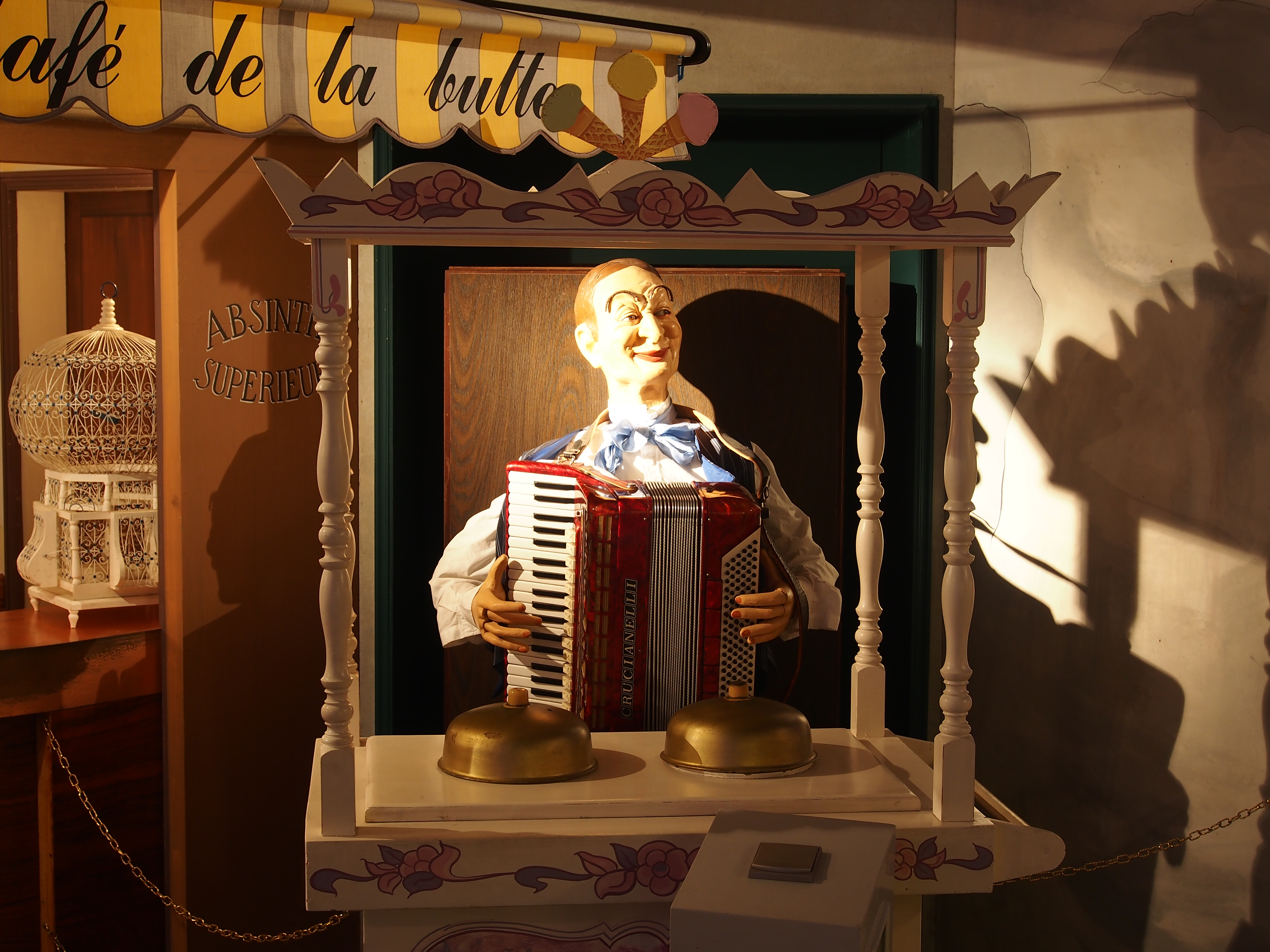
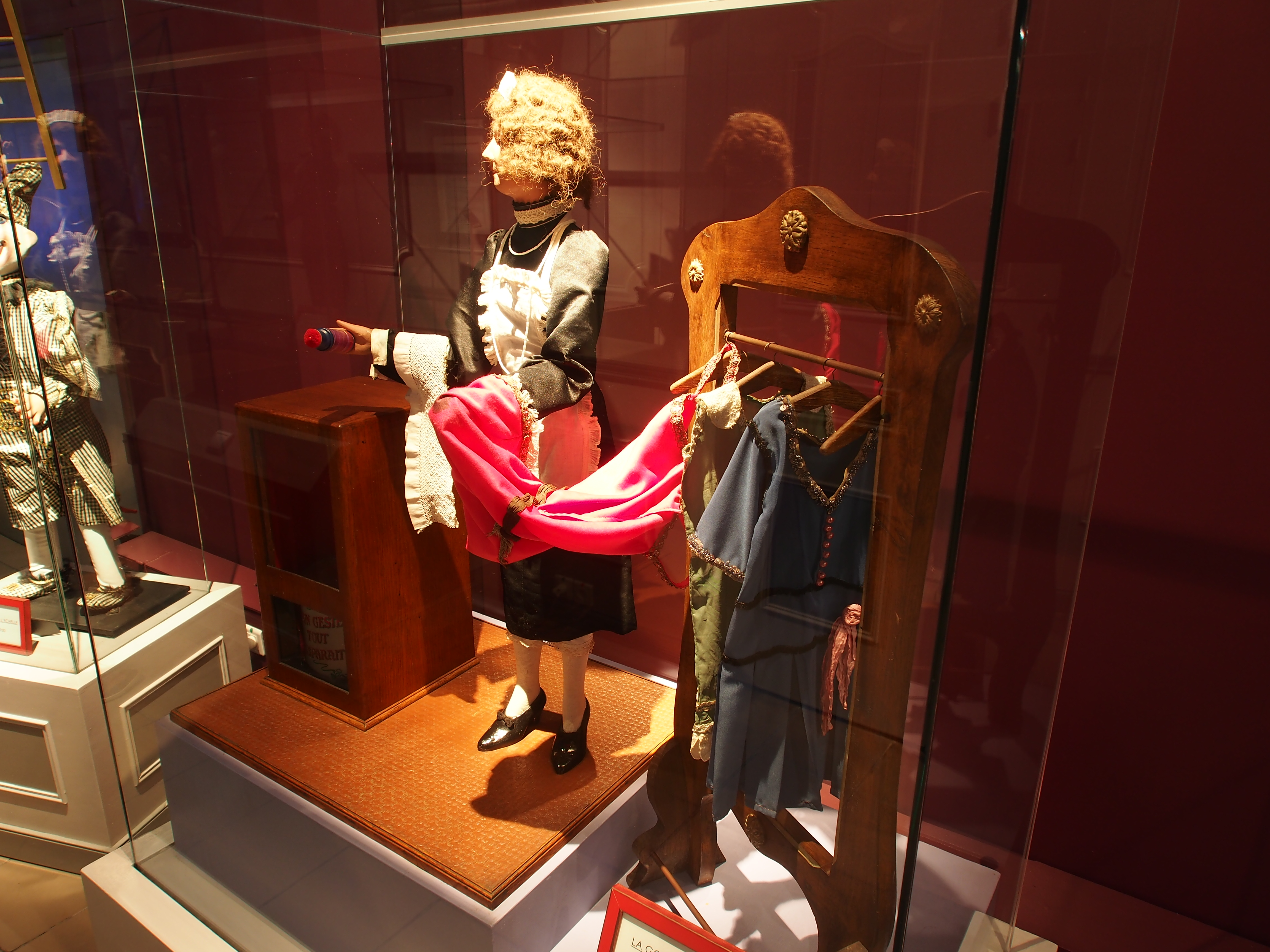
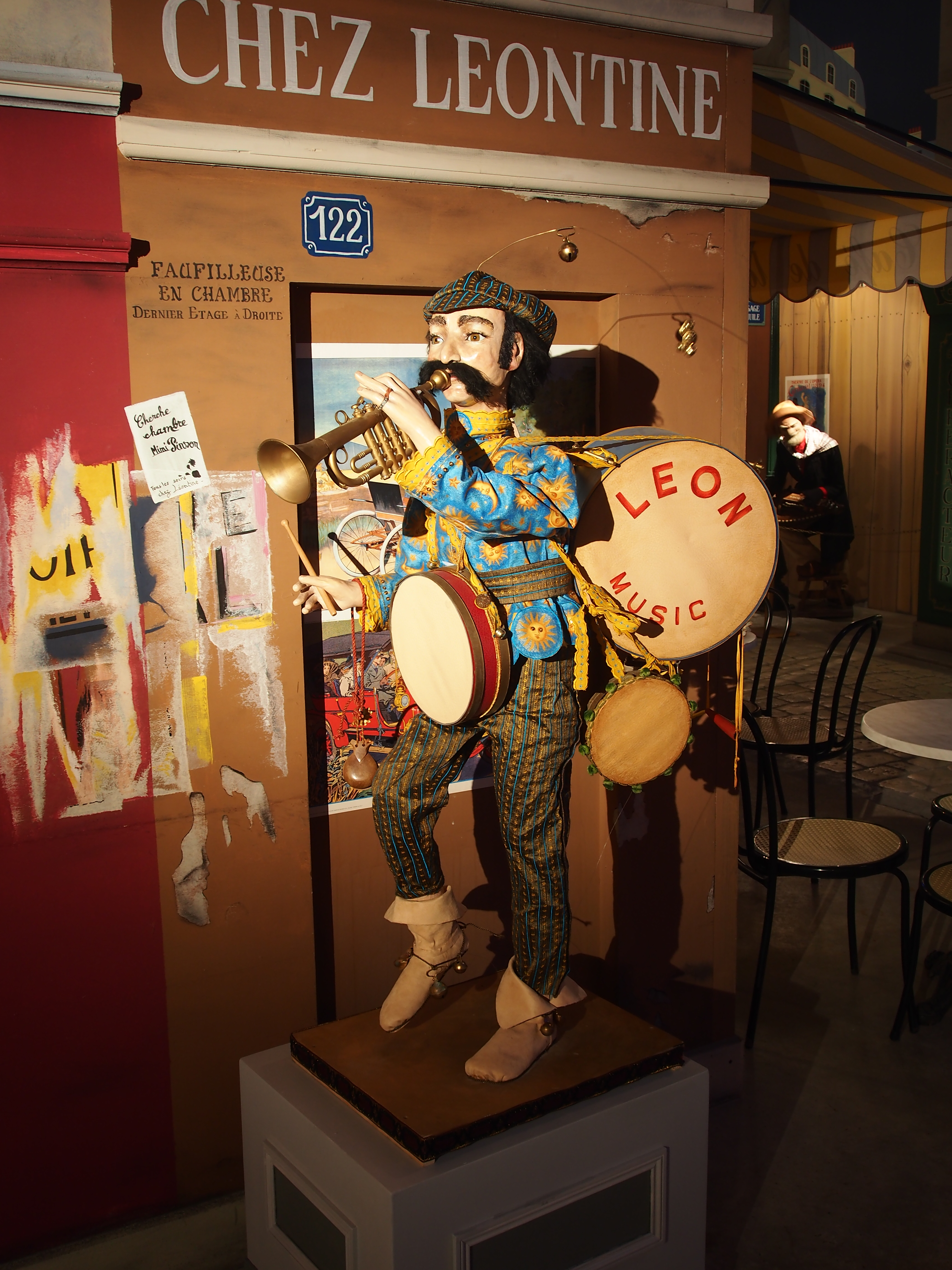

### Музей масштабных копий
Музей масштабных копий (фр. Musée Modèles Réduits) тоже расположен по адресу rue La Désirée, 14. Его экспозиции занимают площадь 800 метров квадратных. В музее находятся уменьшенные копии кораблей и самолетов, автомобилей, поездов, железных дорог, есть повторение сцен морских сражений. В период с января по июнь и с сентября по декабрь музей работает ежедневно с 10:00 до 18:00 и в июле-августе с 09:30 до 19:00.

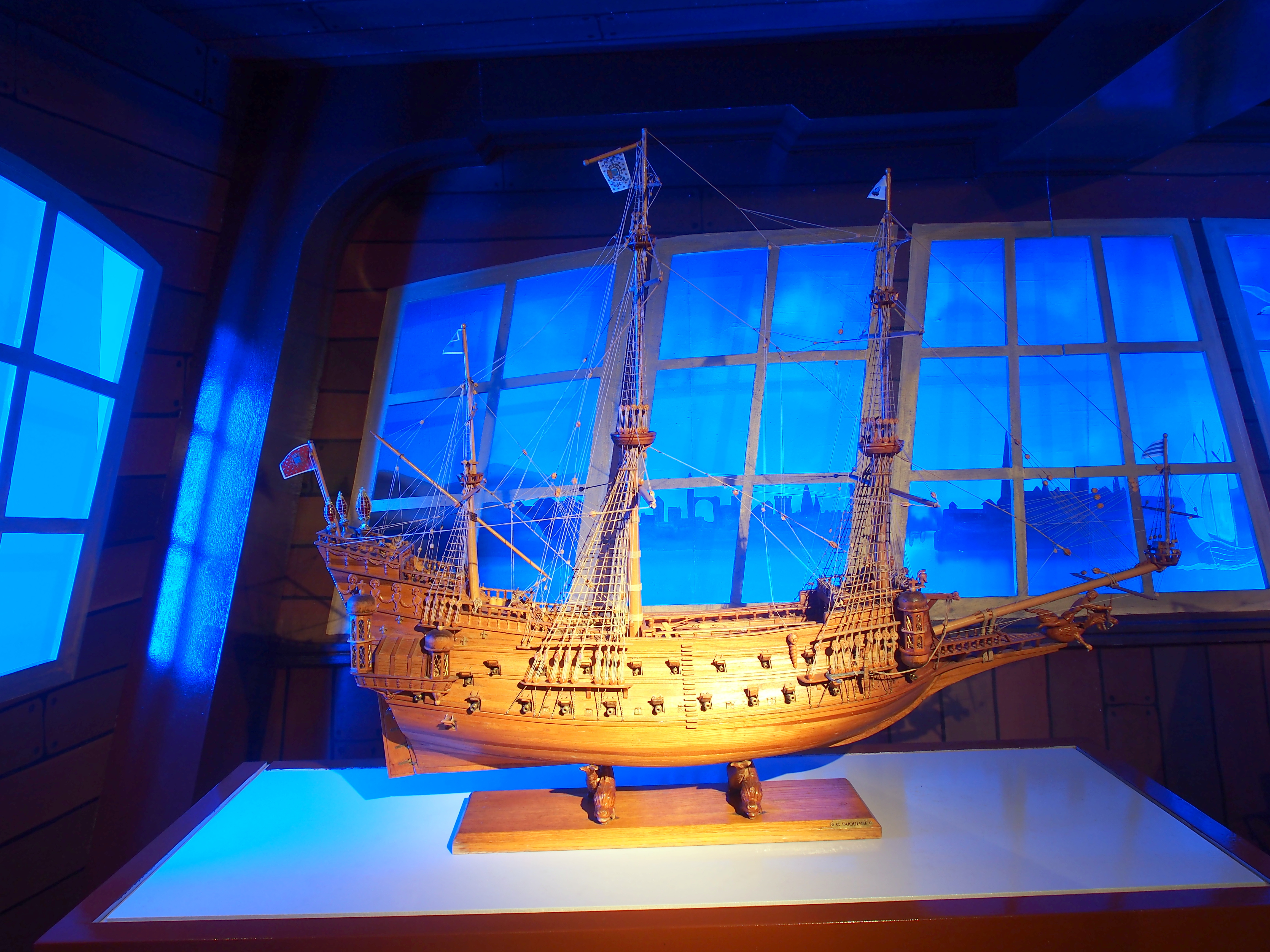
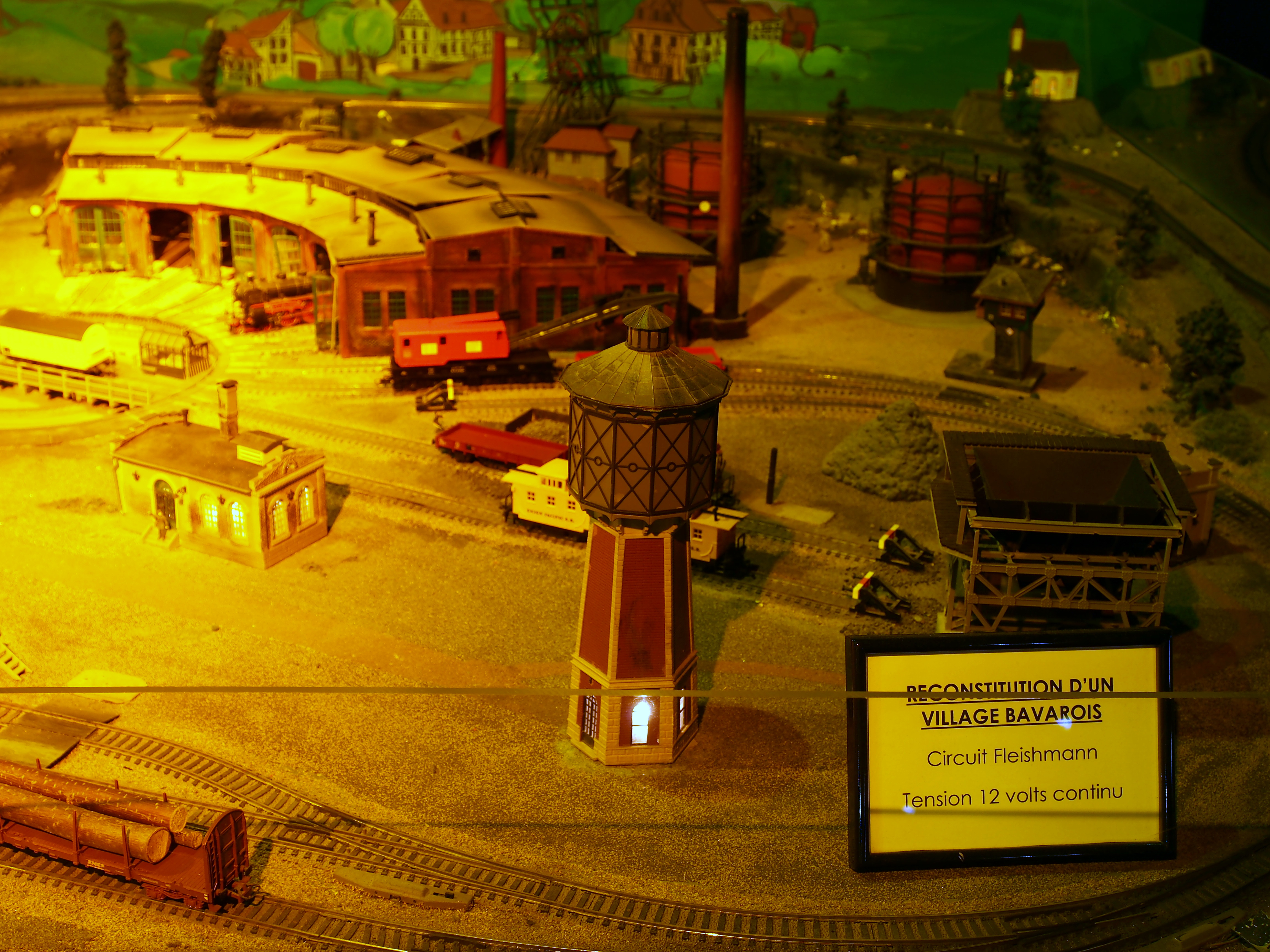
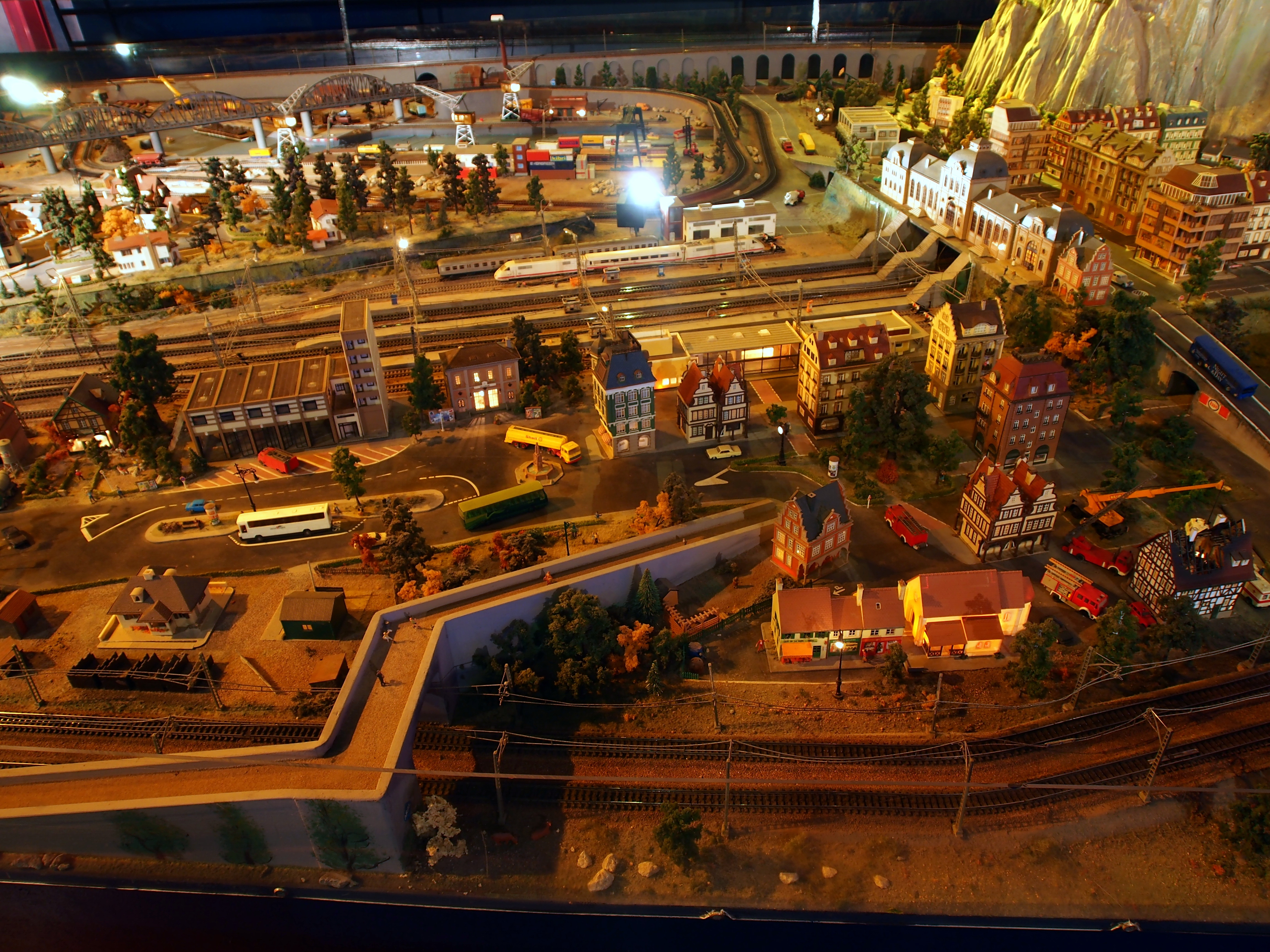
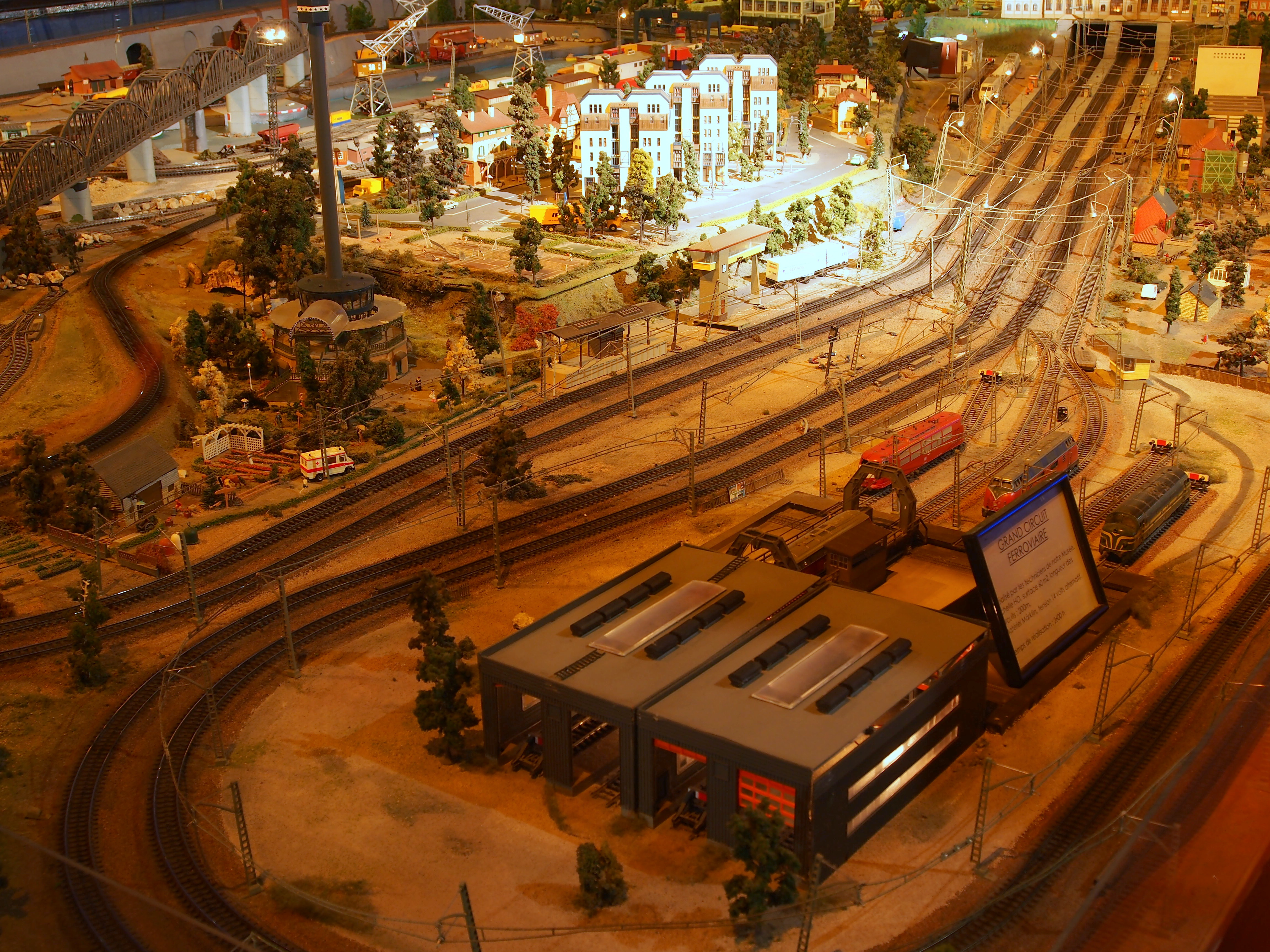
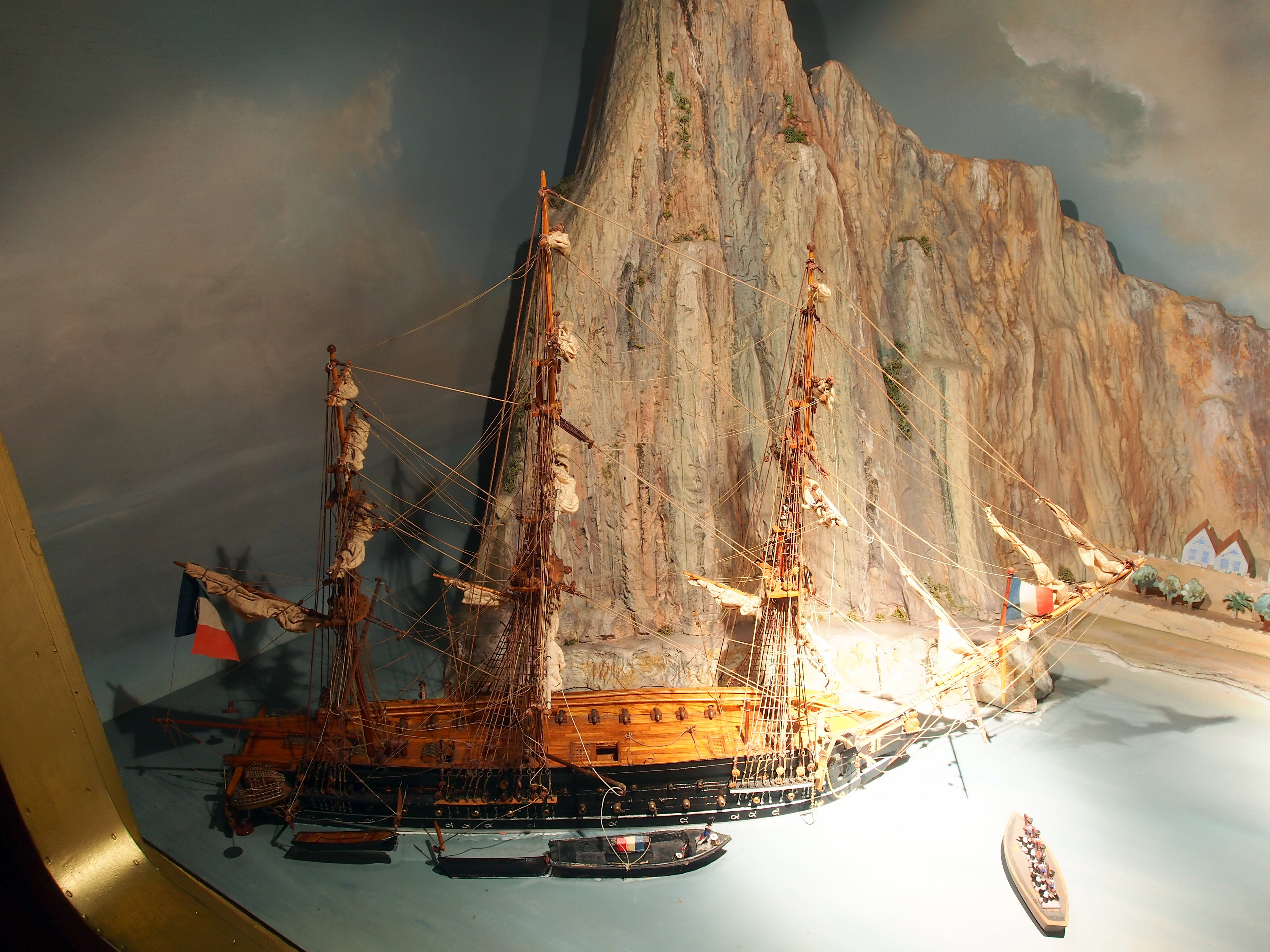
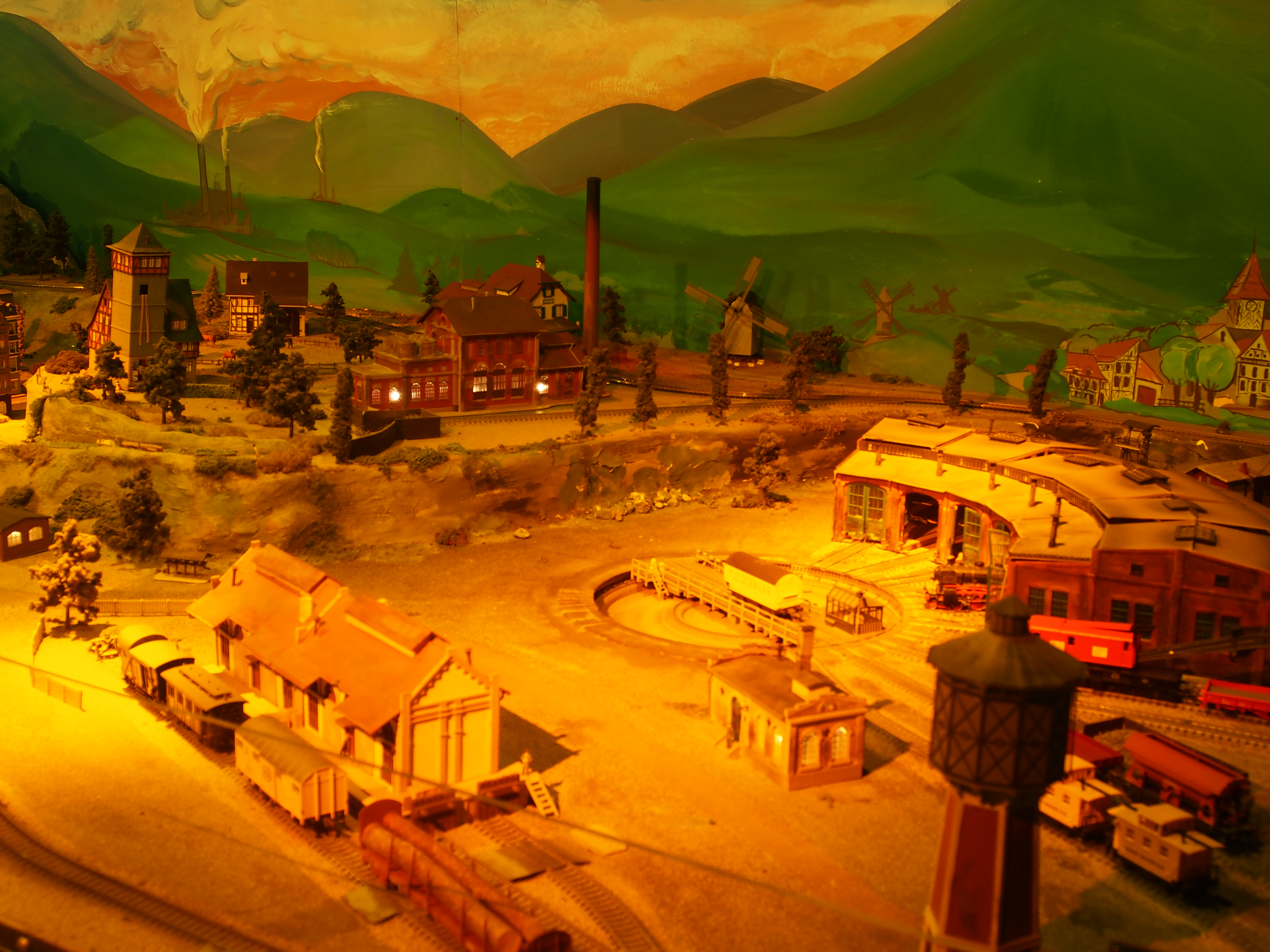